# Harol
Harol est une commune française située dans le département des Vosges, en région Grand Est.
Ses habitants sont appelés les Harolais.

## Géographie

### Localisation

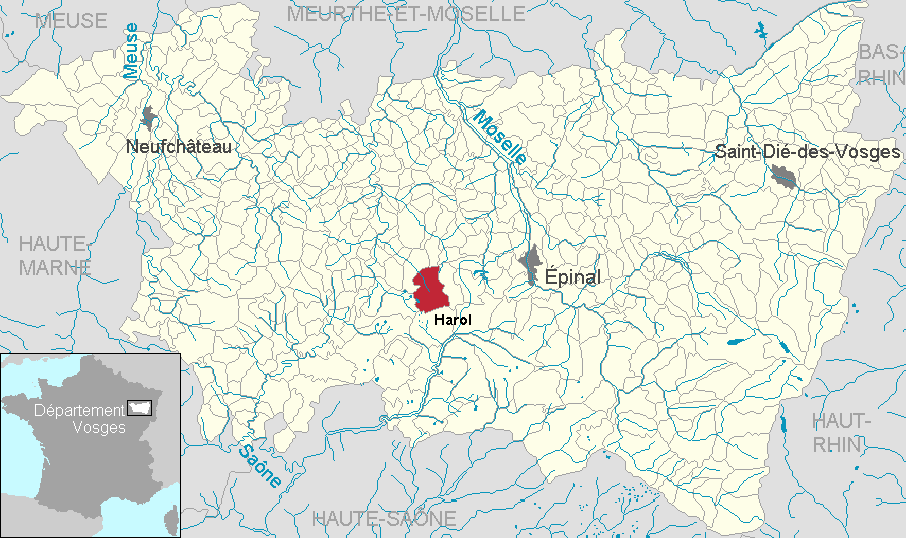
Localisation départementale.

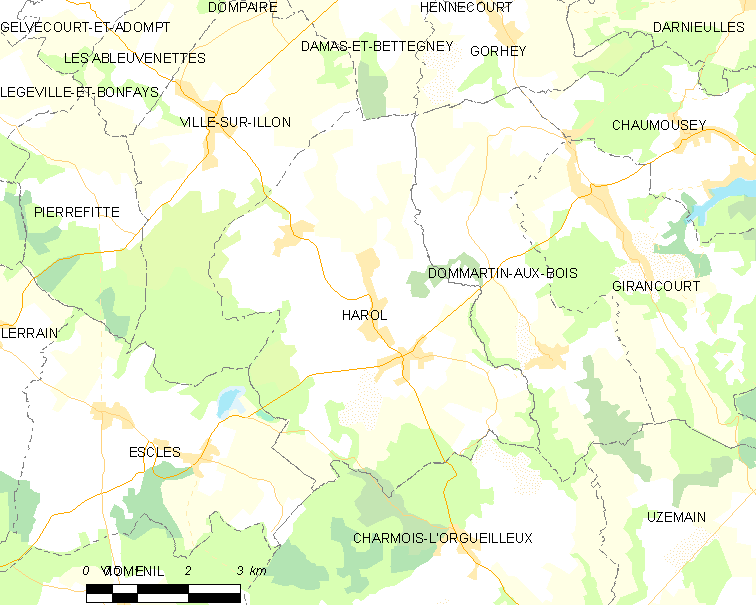
Situation géographique de Harol.

La commune de Harol se trouve sur un haut plateau de la Vôge, à environ vingt kilomètres à l'ouest d'Épinal au sud de la Lorraine. La plus grande partie des terres sont des surfaces utiles agricoles. Seules les frontières ouest et sud (forêt du Ban d'Harol) sont constituées de forêts occupant 15 % de la surface communale.

### Division de la commune
La commune compte sept hameaux (le premier bulletin municipal, datant de janvier 2009, s'appelle d'ailleurs Les sept lieux de Harol) : Frison, Harol, La Rue, Le Ménil, Longeroye, Puttegney et Saucenot (ce dernier hameau est partagé entre Harol et Charmois-l'Orgueilleux). La commune compte aussi plusieurs écarts : Saurupt, La Fosse, Le Chanot et Le Fleuriot.
Les villages de Harol-centre, Longeroye et le Ménil, autrefois séparés, se sont agglomérés dans les années 1980 et 1990 pour former une agglomération presque continue.
Les bâtiments religieux et administratifs se trouvent à Harol-centre : l'église Saint-Epvre, le cimetière, le presbytère, la mairie, l'école primaire et le lycée privé La Providence.
Espaces naturels :
- Une zone naturelle d'intérêt écologique, faunistique et floristique (Znieff) :  Vôge et Bassigny[2].

### Communes limitrophes
| Ville-sur-Illon | Damas-et-Bettegney     | Gorhey             |
|                 | Harol                  | Dommartin-aux-Bois |
| Escles          | Charmois-l'Orgueilleux |                    |

### Voies de communication et transports
Au Ménil se croisent la route départementale 4 (reliant Mirecourt à Bains-les-Bains) et la départementale 460 (ancienne route nationale 460 reliant Épinal à Varois-et-Chaignot près de Dijon).
À cinq kilomètres à l'est d'Harol passe le canal de l'Est sur la commune de Girancourt, que longe la voie verte Charles-le-Téméraire.

### Hydrographie

#### Réseau hydrographique
La commune est située pour partie dans le bassin versant du Rhin au sein du bassin Rhin-Meuse et pour partie dans le bassin versant de la Saône au sein du bassin Rhône-Méditerranée-Corse. La ligne de faîtes des monts Faucilles constitue la ligne de partage des eaux. Elle est drainée par le ruisseau de l'Illon, le ruisseau la Gitte, le ruisseau de Damas-et-Bettegney, le ruisseau de l'Etang Chambaux, le ruisseau de Reblangotte, le ruisseau des Auriers et le ruisseau du Neuf Etang,.
Seul le hameau de La Rue, arrosé par l'Illon, voit ses eaux se diriger vers la mer du Nord en passant par la Gite, le Madon, la Moselle et le Rhin. Longeroye et Harol-centre se situent exactement sur la ligne de partage des eaux. Les autres hameaux ont leurs eaux qui descendent vers la mer Méditerranée en passant par le ruisseau de Reblangotte, le Côney, la Saône et le Rhône.
L'Illon, d'une longueur totale de 12,7 km, prend sa source dans la commune  et se jette dans le Madon à Begnécourt, en limite avec Bainville-aux-Saules, après avoir traversé cinq communes.
La Gitte, d'une longueur totale de 22,2 km, prend sa source dans la commune  et se jette dans le Madon à Velotte-et-Tatignécourt, après avoir traversé neuf communes.
Deux plans d'eau se situent sur la commune ou à son aval : l'étang Chambaux et les étangs neufs.

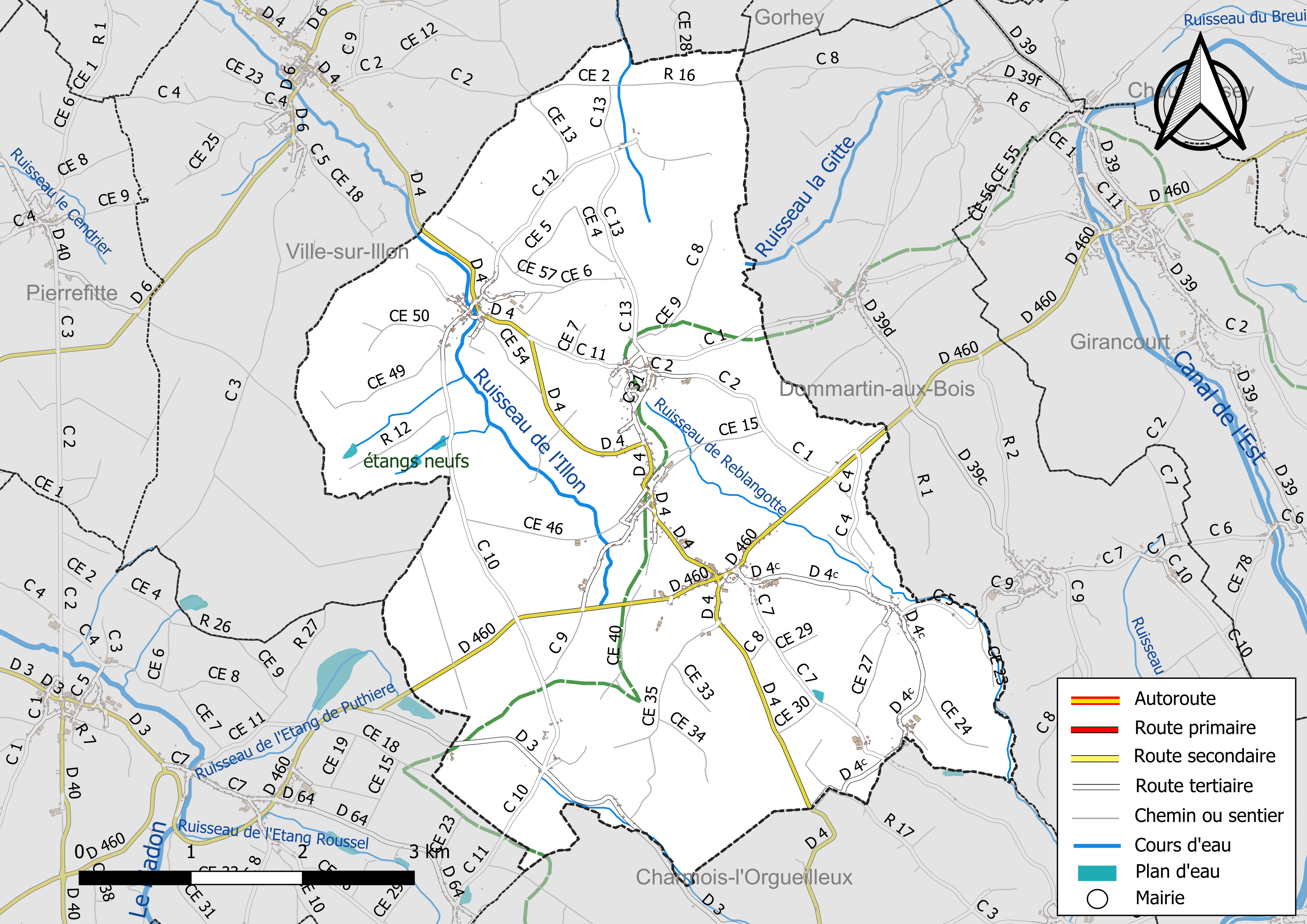
Réseaux hydrographique et routier d'Harol.

#### Gestion et qualité des eaux
Le territoire communal est couvert par le schéma d'aménagement et de gestion des eaux (SAGE) « Nappe des Grès du Trias Inférieur ». Ce document de planification, dont le territoire comprend le périmètre de la zone de répartition des eaux de la nappe des Grès du trias inférieur (GTI), d'une superficie de 1 497 km2, est en cours d'élaboration. L’objectif poursuivi est de stabiliser les niveaux piézométriques de la nappe des GTI et atteindre l'équilibre entre les prélèvements et la capacité de recharge de la nappe. Il doit être cohérent avec les objectifs de qualité définis dans les SDAGE Rhin-Meuse et Rhône-Méditerranée. La structure porteuse de l'élaboration et de la mise en œuvre est le conseil départemental des Vosges.
La qualité des eaux de baignade et des cours d’eau peut être consultée sur un site dédié géré par les agences de l’eau et l’Agence française pour la biodiversité.

### Climat
Pour des articles plus généraux, voir Climat du Grand Est et Climat du département des Vosges.
En 2010, le climat de la commune est de type climat des marges montargnardes, selon une étude du Centre national de la recherche scientifique s'appuyant sur une série de données couvrant la période 1971-2000. En 2020, Météo-France publie une typologie des climats de la France métropolitaine dans laquelle la commune est exposée à un climat semi-continental et est dans la région climatique Lorraine, plateau de Langres, Morvan, caractérisée par un hiver rude (1,5 °C), des vents modérés et des brouillards fréquents en automne et hiver.
Pour la période 1971-2000, la température annuelle moyenne est de 9,6 °C, avec une amplitude thermique annuelle de 17,1 °C. Le cumul annuel moyen de précipitations est de 1 039 mm, avec 12,9 jours de précipitations en janvier et 10 jours en juillet. Pour la période 1991-2020, la température moyenne annuelle observée sur la station météorologique de Météo-France la plus proche, « Dommartin-aux-Bois_sapc », sur la commune de Dommartin-aux-Bois à 2 km à vol d'oiseau, est de 10,6 °C et le cumul annuel moyen de précipitations est de 908,9 mm. 
La température maximale relevée sur cette station est de 39,4 °C, atteinte le 25 juillet 2019 ; la température minimale est de −17,5 °C, atteinte le 20 décembre 2009,,.
Les paramètres climatiques de la commune ont été estimés pour le milieu du siècle (2041-2070) selon différents scénarios d'émission de gaz à effet de serre à partir des nouvelles projections climatiques de référence DRIAS-2020. Ils sont consultables sur un site dédié publié par Météo-France en novembre 2022.

## Urbanisme

### Typologie
Au 1er janvier 2024, Harol est catégorisée commune rurale à habitat dispersé, selon la nouvelle grille communale de densité à sept niveaux définie par l'Insee en 2022.
Elle est située hors unité urbaine. Par ailleurs la commune fait partie de l'aire d'attraction d'Épinal, dont elle est une commune de la couronne,. Cette aire, qui regroupe 118 communes, est catégorisée dans les aires de 50 000 à moins de 200 000 habitants,.

### Occupation des sols
L'occupation des sols de la commune, telle qu'elle ressort de la base de données européenne d’occupation biophysique des sols Corine Land Cover (CLC), est marquée par l'importance des territoires agricoles (79,2 % en 2018), en diminution par rapport à 1990 (80,4 %). La répartition détaillée en 2018 est la suivante : 
prairies (49,7 %), terres arables (26,4 %), forêts (16 %), zones urbanisées (4,9 %), zones agricoles hétérogènes (3,2 %). L'évolution de l’occupation des sols de la commune et de ses infrastructures peut être observée sur les différentes représentations cartographiques du territoire : la carte de Cassini (XVIIIe siècle), la carte d'état-major (1820-1866) et les cartes ou photos aériennes de l'IGN pour la période actuelle (1950 à aujourd'hui).

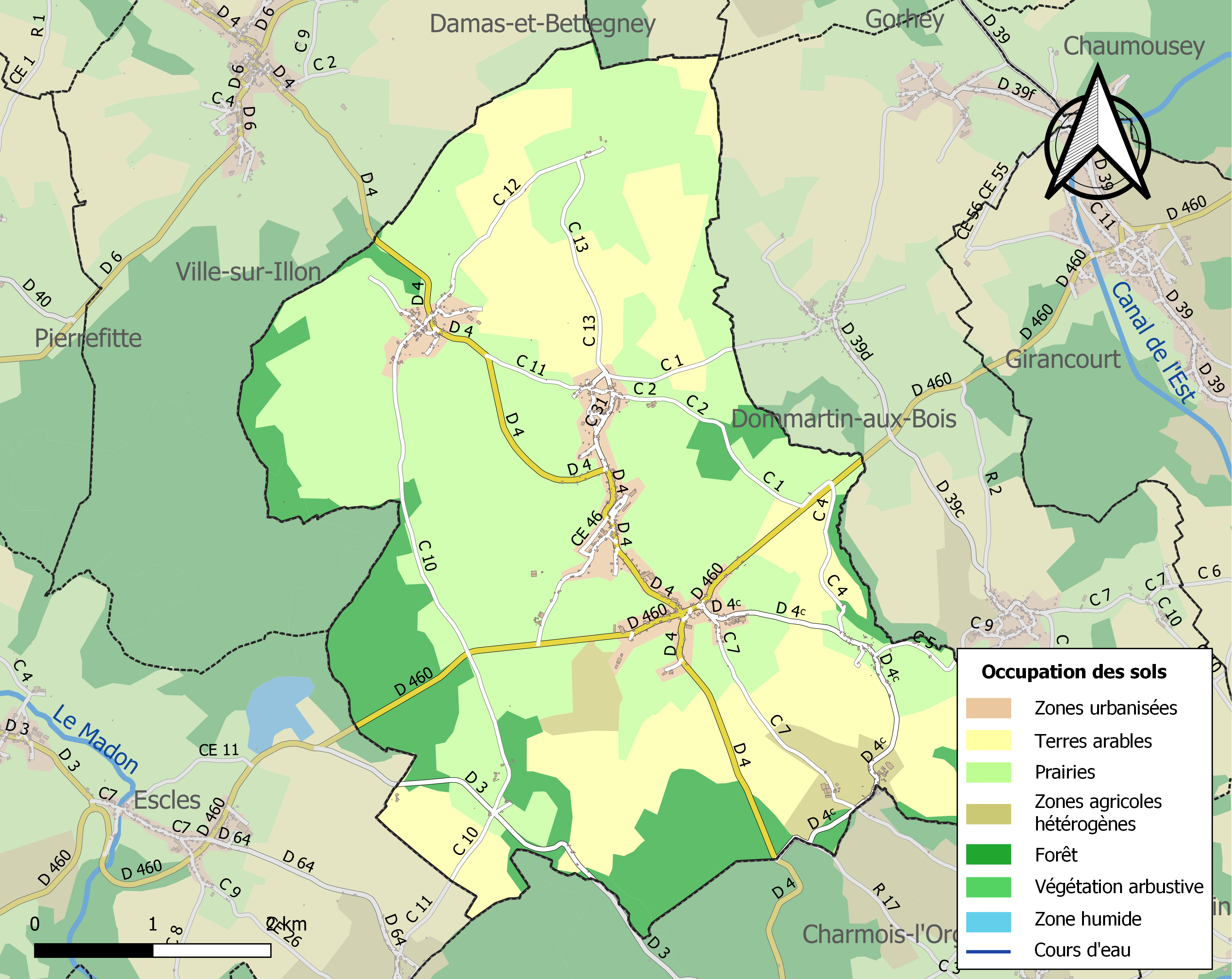
Carte des infrastructures et de l'occupation des sols de la commune en 2018 (CLC).

## Toponymie
Le nom de la localité est attesté sous les formes Haros (1070) ; Hairo (1289) ; Ou ban de Hairou (1290) ; Hayro (1297) ; Hairoz (1309) ; Harolz (1309) ; Haro (1310) ; Haroz (1335) ; Hairous (XIVe siècle) ; Harol (XIVe siècle) ; Hairolz (XIVe siècle) ; Harol (1401) ; Hairolz (1432) ; Harro (1533) ; Haroil (XVIe siècle).

## Histoire
Le village de Harol est mentionné pour la première fois dans un document écrit en 1070 sous le nom de Haros. C'était le centre tardif du ban étendu d'Harol (Ban d'Harol). Le domaine se trouvait dans le domaine d'influence du diocèse de Toul mais dépendait depuis 1235 du chapitre à Remiremont[réf. souhaitée].
L'église Saint-Èpvre a été détruite pendant la guerre de Trente Ans et a été reconstruite en 1765 dans le style du XVIIIe siècle avec la forme caractéristique d'un grand bateau d'église. La tour qui accueille l'entrée de l'église est surmontée d'un clocher à flèche de charpente, très commun dans la région.
En 1790, Harol est attribué au canton d'Escles, puis au canton de Darney par l'arrêté des Consuls du 19 vendémiaire an X (11 octobre 1801). Au XIXe siècle, par ordonnance royale du 9 août 1833, la commune est transférée définitivement dans le canton de Dompaire.
Le 11 juillet 1984, la commune est touchée par une tornade.
Le Tour de France 1990 passe le 7 juillet 1990, lors de la 7e étape entre Vittel et Épinal ainsi que le Tour de France 2009, le 17 juillet 2009, lors de la 13e étape entre Vittel et Colmar.

## Politique et administration

### Découpage territorial
Par arrêté préfectoral du 15 septembre 2023, la commune est retirée le 1er janvier 2024 de l'arrondissement d'Épinal et rattachée à l'arrondissement de Neufchâteau.

### Liste des maires
| Période                                  | Période       | Identité                      | Étiquette | Qualité                                                                                                |
| ---------------------------------------- | ------------- | ----------------------------- | --------- | --- |
| 1944                                     |               | Pierre Mangin                 |           | Agriculteur                                                                                            |
| Les données manquantes sont à compléter. |               |                               |           | |
|                                          | mars 1977     | Pierre Henry (1911-1988)      |           | Agriculteur                                                                                            |
| mars 1977                                | mars 2001     | Raymond Malglaive (1926-2017) |           | Agriculteur, petit-fils de Joseph-Marie-Isidore Malglaive                                              |
| mars 2001                                | 19 avril 2020 | Gérard Marulier (1951-2020)   | DVD       | Agriculteur Conseiller général du canton de Dompaire (2011-2015) Décédé en cours de mandat du Covid-19 |
| 26 mai 2020                              | En cours      | Gérard Aubry (né en 1958)     |           | Retraité de la Trane France                                                                            |

### Budget et fiscalité 2023

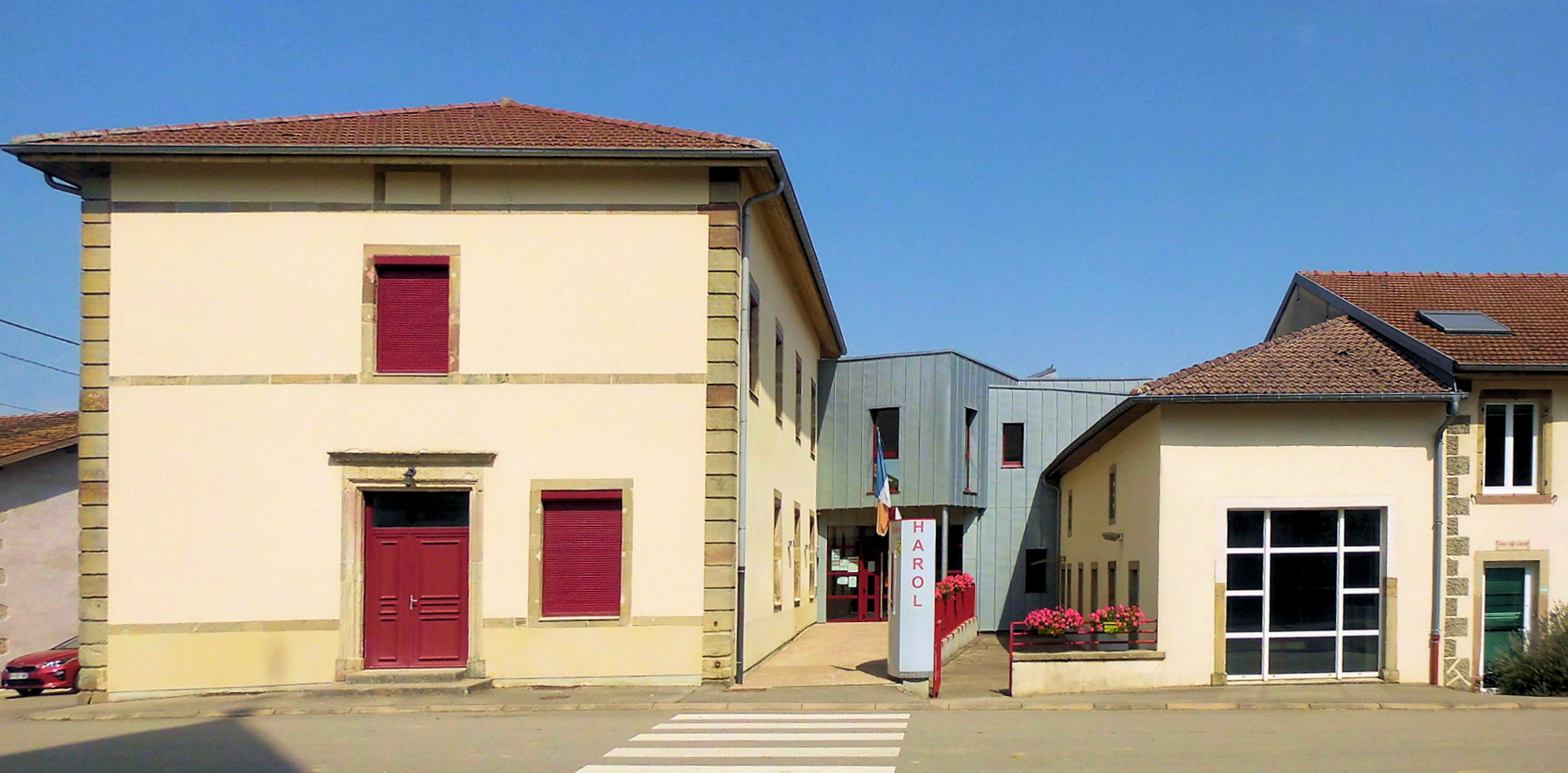
La mairie.

En 2023, le budget de la commune était constitué ainsi :
- total des produits de fonctionnement : 626 000 €, soit 907 € par habitant ;
- total des charges de fonctionnement : 474 000 €, soit 687 € par habitant ;
- total des ressources d'investissement : 100 000 €, soit 145 € par habitant ;
- total des emplois d'investissement : 155 000 €, soit 224 € par habitant ;
- endettement : 378 000 €, soit 549 € par habitant.

Avec les taux de fiscalité suivants :
- taxe d'habitation : 19,87 % ;
- taxe foncière sur les propriétés bâties : 37,71 % ;
- taxe foncière sur les propriétés non bâties : 18,14 % ;
- taxe additionnelle à la taxe foncière sur les propriétés non bâties : 0,00 % ;
- cotisation foncière des entreprises : 0,00 %.

Chiffres clés Revenus et pauvreté des ménages en 2021 : médiane en 2021 du revenu disponible, par unité de consommation : 22 580 €.

## Population et société

### Démographie

#### Évolution démographique
L'évolution du nombre d'habitants est connue à travers les recensements de la population effectués dans la commune depuis 1793. Pour les communes de moins de 10 000 habitants, une enquête de recensement portant sur toute la population est réalisée tous les cinq ans, les populations de référence des années intermédiaires étant quant à elles estimées par interpolation ou extrapolation. Pour la commune, le premier recensement exhaustif entrant dans le cadre du nouveau dispositif a été réalisé en 2008.

En 2022, la commune comptait 627 habitants, en évolution de +0,16 % par rapport à 2016 (Vosges : −2,96 %, France hors Mayotte : +2,11 %).
| 1793  | 1800 | 1806  | 1821  | 1831  | 1836  | 1841  | 1846  | 1856  |
| ----- | ---- | ----- | ----- | ----- | ----- | ----- | ----- | ----- |
| 1 030 | 987  | 1 025 | 1 098 | 1 139 | 1 214 | 1 258 | 1 252 | 1 220 |

| 1861  | 1866  | 1876  | 1881  | 1886  | 1891  | 1896 | 1901 | 1906 |
| ----- | ----- | ----- | ----- | ----- | ----- | ---- | ---- | ---- |
| 1 188 | 1 210 | 1 140 | 1 092 | 1 207 | 1 003 | 908  | 851  | 859  |

| 1911 | 1921 | 1926 | 1931 | 1936 | 1946 | 1954 | 1962 | 1968 |
| ---- | ---- | ---- | ---- | ---- | ---- | ---- | ---- | ---- |
| 847  | 773  | 751  | 711  | 719  | 718  | 653  | 626  | 543  |

| 1975 | 1982 | 1990 | 1999 | 2006 | 2008 | 2013 | 2018 | 2022 |
| ---- | ---- | ---- | ---- | ---- | ---- | ---- | ---- | ---- |
| 502  | 509  | 522  | 502  | 563  | 570  | 610  | 629  | 627  |

### Enseignement
Enseignement primaire :
L'école est un regroupement pédagogique intercommunal entre Harol, Ville-sur-Illon et Pierrefitte. L'école dispose de quatre classes de la Petite section (PS) au Cours préparatoire (CP) qui sont complétées par trois classes à l'école de Ville-sur-Illon ; du Cours élémentaire 1 (CE1) au Cours Moyen 2 (CM2).
Enseignement secondaire :
Lycée professionnel rural La Providence, établissement d'enseignement privé sous contrat avec le ministère de l'Agriculture. Il accueille des élèves de la 4e à la Terminale Bac pro. Les formations consistent à effectuer des stages professionnels en structure ainsi qu'une étude théorique et pratique au sein de l'établissement.

### Sport
La course cycliste de Harol est organisée chaque premier dimanche d'août, depuis 1970. La course, appelée le « Grand Prix des habitants de Harol », a été organisée par le Cycle Golbéen de 1970 à 2014. Depuis 2015, la course est organisée par le Veloce Club Spinalien.
Palmarès du Grand Prix cycliste des habitants de Harol :
1-1970 : Noo
2-1971 : Jean Jacques Carnet
3-1972 : René Bittinger
4-1973 : A. Arnould
5-1974 : Poirson
6-1975 : Poirot
7-1976 : Clere
8-1977 : Gilles Bineaux
9-1978 : Lyonnel Gros
10-1979 : Paul Christen
11-1980 : Thierry Arnould
12-1981 : Thierry Arnould
13-1982 : Alain Hupel
14-1983 : Profilet
1984 : Annulé
15-1985 : Raphaël Arnould
16-1986 : Rabut
17-1987 : Mumbach
18-1988 : Rabut
19-1989 : Galerne
20-1990 : Galerne
21-1991 : Dominique Arnould
22-1992 : Tachot
23-1993 : Lagarde
24-1994 : Claudel
25-1995 : Duc
26-1996 : Le Gall
27-1997 : Ruet
28-1998 : Julien Chardon
29-1999 : Colin
30-2000 : Steve Chainel
31-2001 : Colin
32-2002 : Guillaume Dussart
33-2003 : Poirel
34-2004 : Cuenin
35-2005 : Robert
36-2006 : Bruno Chardon
37-2007 : Medhi Sichler
38-2008 : Cédric Gaoua
39-2009 : Irwin Gras
40-2010 : Nicolas Marchal
41-2011 : Barthélémy Fabing
42-2012 : Guillaume Hutin
43-2013 : Pierre Schuler
44-2014 : Rayane Bouhanni
45-2015 : Christophe Bétard
46-2016 : Laurent Schaller
47-2017 : Jérôme Becker
48-2018 : Antoine Burger
49-2019 : Vincent Sibille
2020 : Annulé
2021 : Annulé
50-2022 : Lilian Tétart
51-2023 : Simon Fresse
52-2024 : Lucas Bonnay
53-2025 : Laurys Laurent
Le Tour de France a plusieurs fois traversé la commune :
- Tour de France 1990, le 7 juillet 1990, lors de la 7e étape entre Vittel et Épinal (un contre-la-montre) ;
- Tour de France 2009, le 17 juillet 2009, lors de la 13e étape entre Vittel et Colmar.

### Santé
Professionnels et établissements de santé :
- Médecins à Girancourt, Charmois-l'Orgueilleux, Chaumousey, Lerrain, Damas-et-Bettegney, Dompaire, Darnieulles.
- Pharmacies à Girancourt, Chaumousey, Lerrain, Dompaire, Uxegney, Les Forges, Uriménil, Chantraine, Golbey.
- Hôpitaux à Ville-sur-Illon, Golbey, Épinal.

### Cultes
- Culte catholique,  Paroisse La-Croix-de-Virine[46], Diocèse de Saint-Dié.

## Économie

### Entreprises et commerces
- Commerces et services de proximité[47].

La grande majorité des habitants travaillaient autrefois dans l'agriculture (plantation et élevage), mais ils ne sont plus très nombreux actuellement. On trouve aussi quelques petites entreprises commerciales et artisanales.
Toutefois, le plus grand employeur de la commune est l'entreprise Fournier SA (devenue Saint Jean Industries Lorraine). Fondée en 1953, elle est active dans la construction métallique et est un sous-traitant pour l'industrie automobile, l'imprimerie, l'aviation, l'industrie du papier ainsi que pour la construction de climatiseur et la fabrication de machine-outil.
La commune comprend aussi plusieurs métiers de services (école, lycée professionnel, garderie, soin aux personnes âgées…).

## Culture locale et patrimoine

### Lieux et monuments

#### Harol-centre

##### Église Saint-Epvre
L'église actuelle date de 1765, car le précédent édifice avait été détruit pendant la guerre de Trente Ans. Elle est dédiée à saint Epvre, évêque de Toul au VIe siècle. L'église a été construite dans le style du XVIIIe siècle avec la forme caractéristique d'un grand bateau d'église. La tour qui accueille l'entrée de l'église est surmontée d'un clocher à flèche de charpente, très commun dans la région. Au-dessus du portail du clocher, on peut voir la statue en grès d'une Vierge à l'Enfant dans une niche.
À l'intérieur, l'église accueille une sculpture en pierre polychrome du 4e quart du XVIe siècle, représentant une pietà de 85 cm de hauteur, classée au titre des objets historiques en 1961. 
Elle abrite également une chaire à prêcher provenant de l'ancienne abbaye Notre-Dame-de-l'Assomption de Flabémont (commune actuelle de Tignécourt) de l'ordre des Prémontrés. De plan hexagonal, cinq des faces sont ornées de panneaux à arabesques et une face est décorée des armes de l'abbaye de Flabémont (trois cloches surmontées d'une mitre et d'une crosse). La chaire a été classée au titre des objets historiques en le 07 mars 1922. 
La statue Vierge de Pitié a, elle, été classée au titre objet le 09 octobre 1961.
Un orgue a été installé sur une tribune en béton vers 1935, par Edmond Alexandre Roethinger, au-dessus de l'entrée principale.
De part et d'autre de la porte d'entrée intérieure de la nef se trouvent deux grandes maquettes provenant de la sainterie de Vaucouleurs, une usine fabriquant de l'art chrétien. Les maquettes représentent la basilique Notre-Dame-du-Rosaire de Lourdes et le sanctuaire de Notre-Dame de La Salette.

##### Cimetière
Le cimetière est construit en 1898 à 100 mètres au nord-est de l'église pour remplacer le cimetière qui était jusque-là autour de celle-ci. On y trouve un calvaire de la même époque et le monument aux morts de la Première Guerre mondiale.
Le monument aux morts est construit par un certain Morlet de Grand, son nom est gravé en bas de l'édifice,. 
Sur son piédestal, un poilu se tient fièrement en tenant avec sa main droite un écusson où sont mentionnées trois batailles de la Grande Guerre : L'Yser, Verdun, La Marne. Quatre plaques en métal sont fixées sur les quatre côtés du piédestal. Voici ce qu'on peut lire sur la plaque de devant (Pro Deo Pro Patria, Guerre 1914 - 1918, Honneur et Gloire à Nos Soldats, La Commune de Harol reconnaissante, Souscription publique) et sur la plaque de derrière (Pro Deo Pro Patria, 1914 - 1918, Les survivants de la guerre à leurs compagnons d'armes). Sur les deux plaques des côtés sont inscrits les noms des soldats morts aux combats en distinguant A nos jeunes soldats tombés pour la Patrie et Aux Pères de famille morts pour la France.

##### Calvaire monumental
Il se situe entre le cimetière et l'église Saint-Epvre. Sur un rocher symbolisant le Golgotha de Jérusalem, un grand Christ en Croix vêtu de son périzonium, surmonté de l'inscription INRI, est entouré à sa droite par sa mère la Vierge Marie en drapé bleu et à sa gauche par l'apôtre Jean en drapé blanc. Quatre urnes funéraires avec drapés entourent le rocher, et le tout est surélevé par trois marches pour donner plus de hauteur à l'ensemble de la composition.

##### Presbytère
À proximité de l'église Saint-Epvre, le presbytère est construit au XIXe siècle pour loger le prêtre de la paroisse. La commune n'a plus de prêtre depuis la fin du XXe siècle. On peut remarquer la statue du Christ dans une niche au-dessus du linteau de la porte d'entrée.

##### Mairie-école
La mairie occupe l'ancienne école de filles de Harol-centre, construite en 1885. Elle a été entièrement restructurée et agrandie en 2011/2013 pour la mettre aux normes d'accessibilité et créer une médiathèque.
L'école actuelle est aménagée depuis 2006 dans deux anciennes maisons mitoyennes de la mairie. Elle appartient au regroupement pédagogique intercommunal de Harol, Ville-sur-Illon et Pierrefitte. Elle se compose de quatre classes de la PS au CP (depuis 2015) complétée par trois classes à l'école de Ville-sur-Illon (du CE1 au CM2).

##### Lycée privé La Providence
Lycée professionnel rural La Providence, établissement d'enseignement privé sous contrat avec le ministère de l'Agriculture. Il accueille des élèves de la 4e à la Terminale Bac pro. Les formations consistent à effectuer des stages professionnels en structure ainsi qu'une étude théorique et pratique au sein de l'établissement. La cantine du lycée accueille les enfants de l'école communale pour le repas de midi. Derrière le lycée demeure un terrain de tennis ainsi qu'un terrain de sports autour d'une piste d'athlétisme comportant également un skatepark.
Le lycée est l'héritier d'une école ménagère créée au début du XXe siècle par les sœurs de la Providence. On peut encore voir dans le bâtiment le plus ancien, le clocheton de la chapelle des religieuses. Un calvaire, placé à l'intersection de la rue de la mairie et du chemin du Chanot, se trouve ainsi à proximité du lycée (il est le troisième calvaire de Harol-centre avec le calvaire monumental et le calvaire du cimetière).

##### Côte d'Henriau
La côte d'Henriau est célèbre dans le milieu du cyclisme vosgien, elle est la difficulté majeure du "Grand Prix des habitants de Harol" (337 m au point de départ de la côte, 406 m au point d'arrivée). La côte accueille une fontaine (1866, avec quatre pierres à laver, couverte, restaurée), un calvaire, et un château d'eau à son point le plus haut.

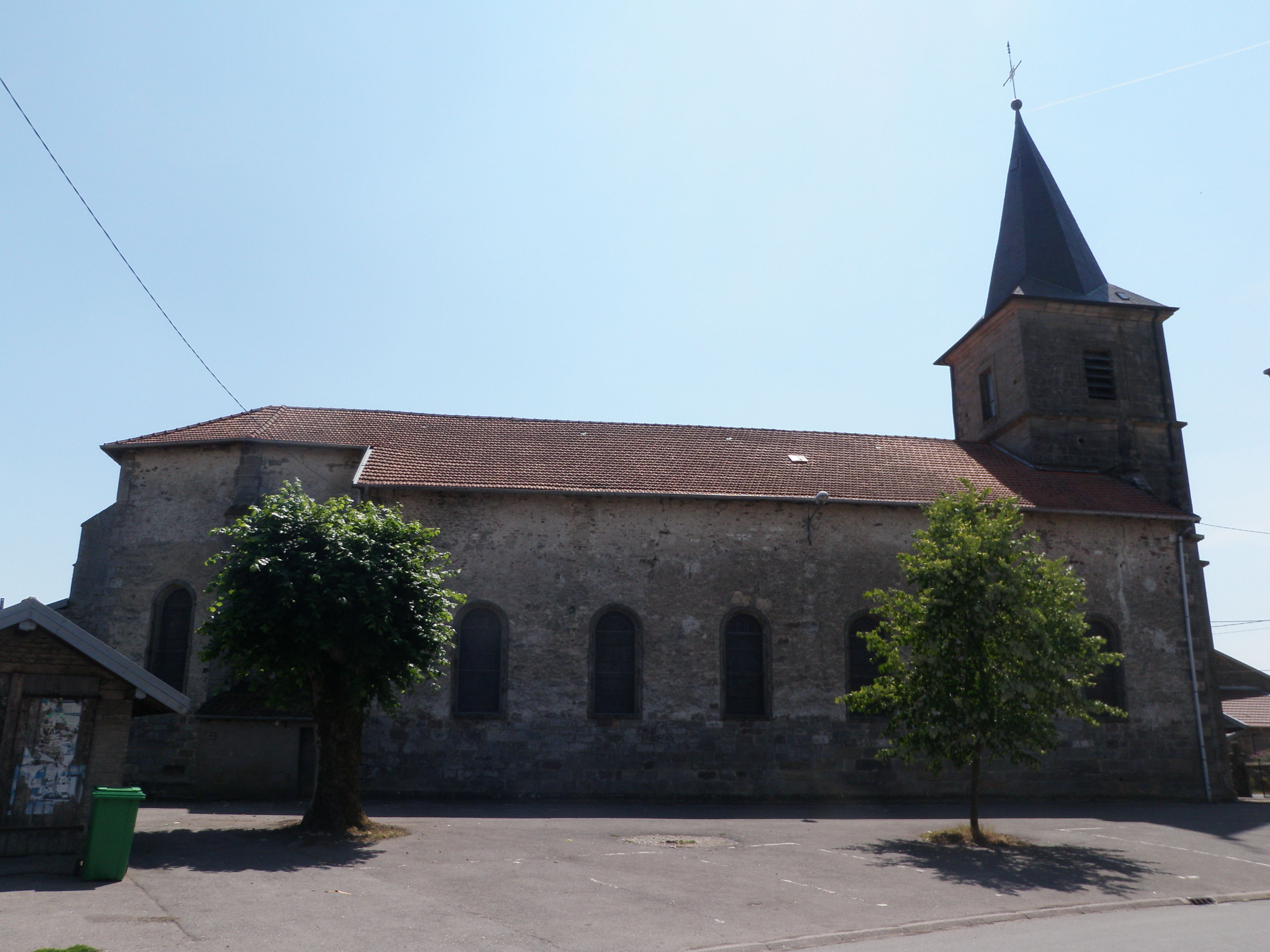
Église Saint-Epvre.
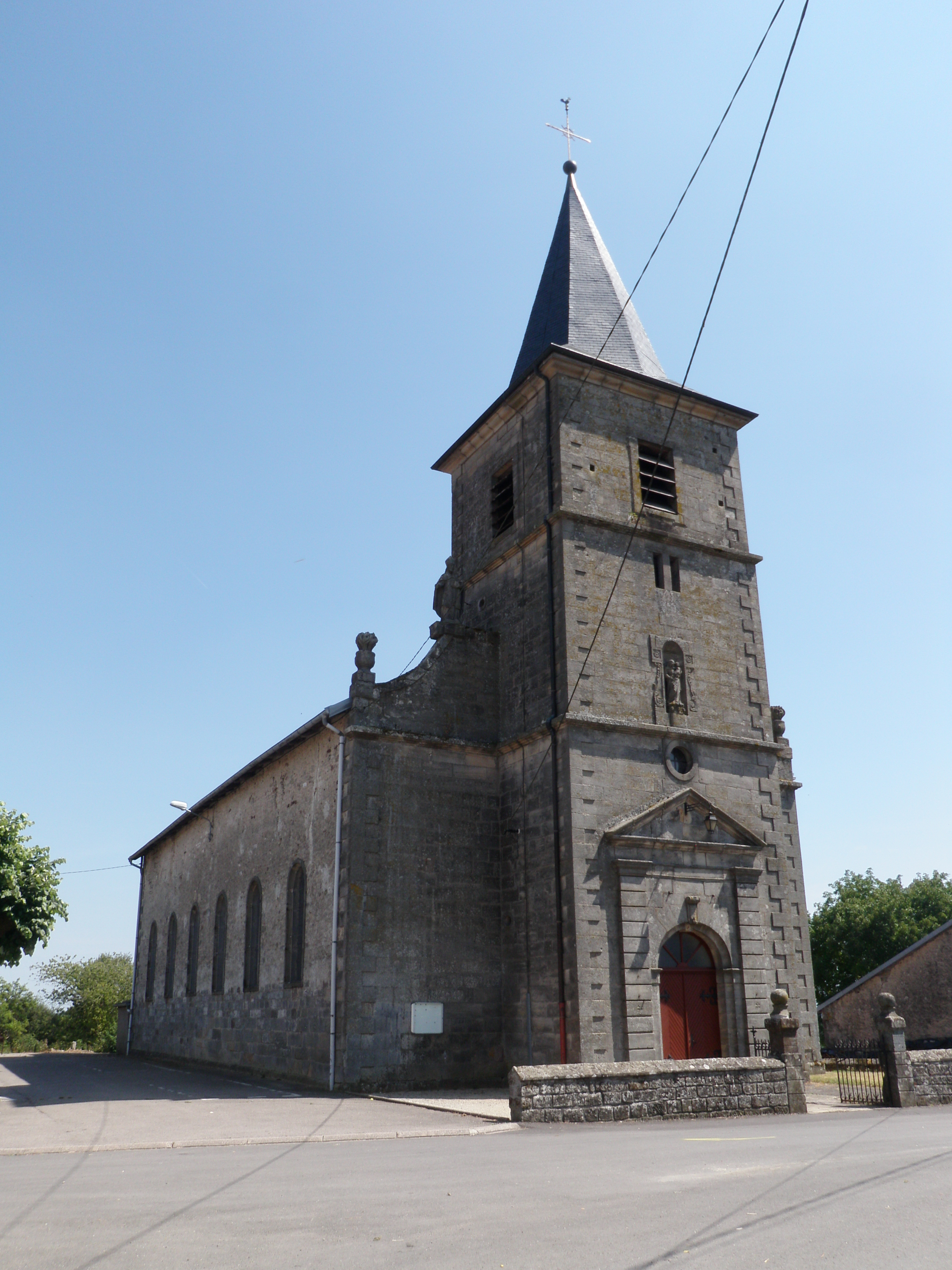
Église Saint-Epvre.
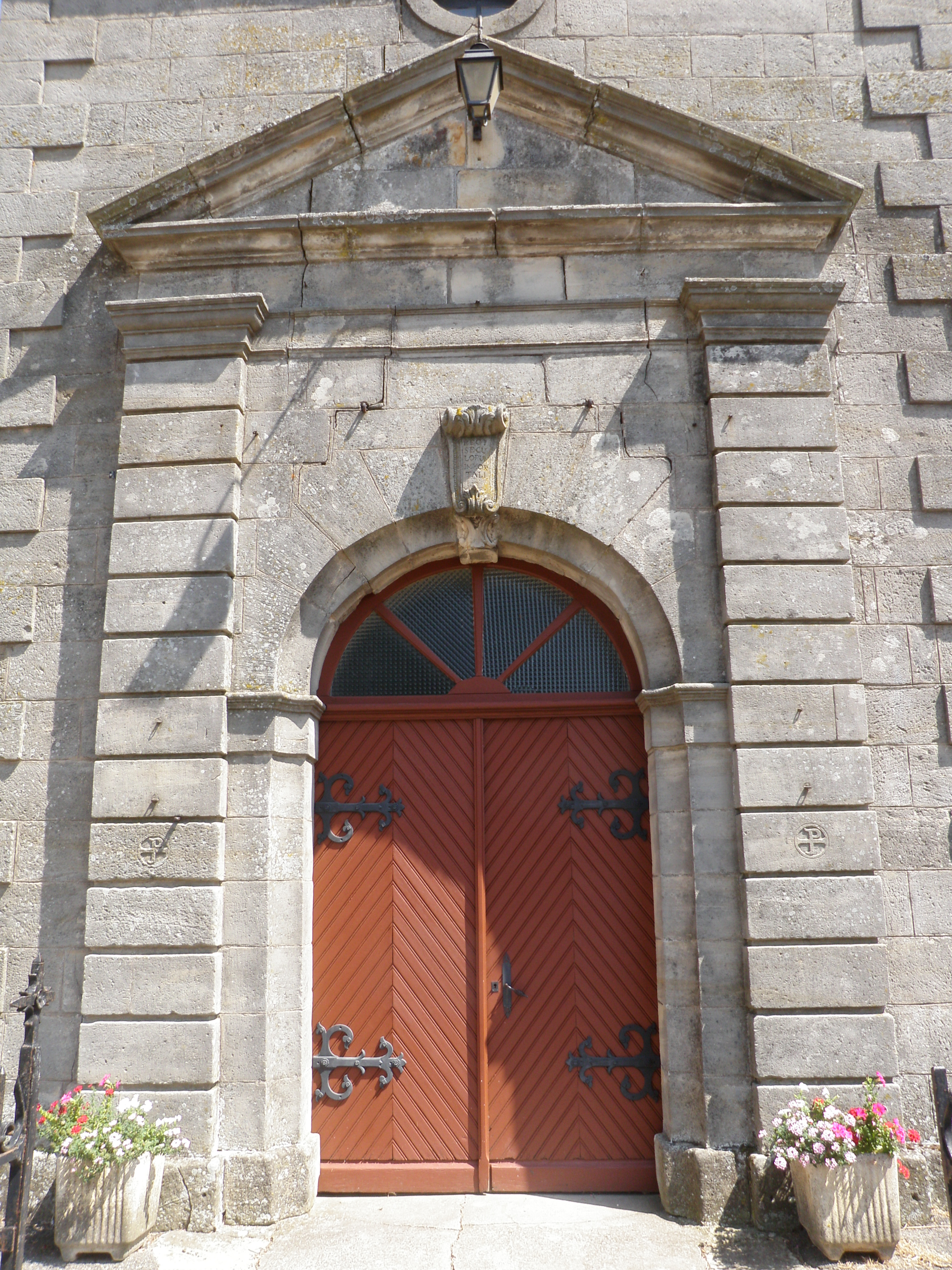
Portail de l'église Saint-Epvre.
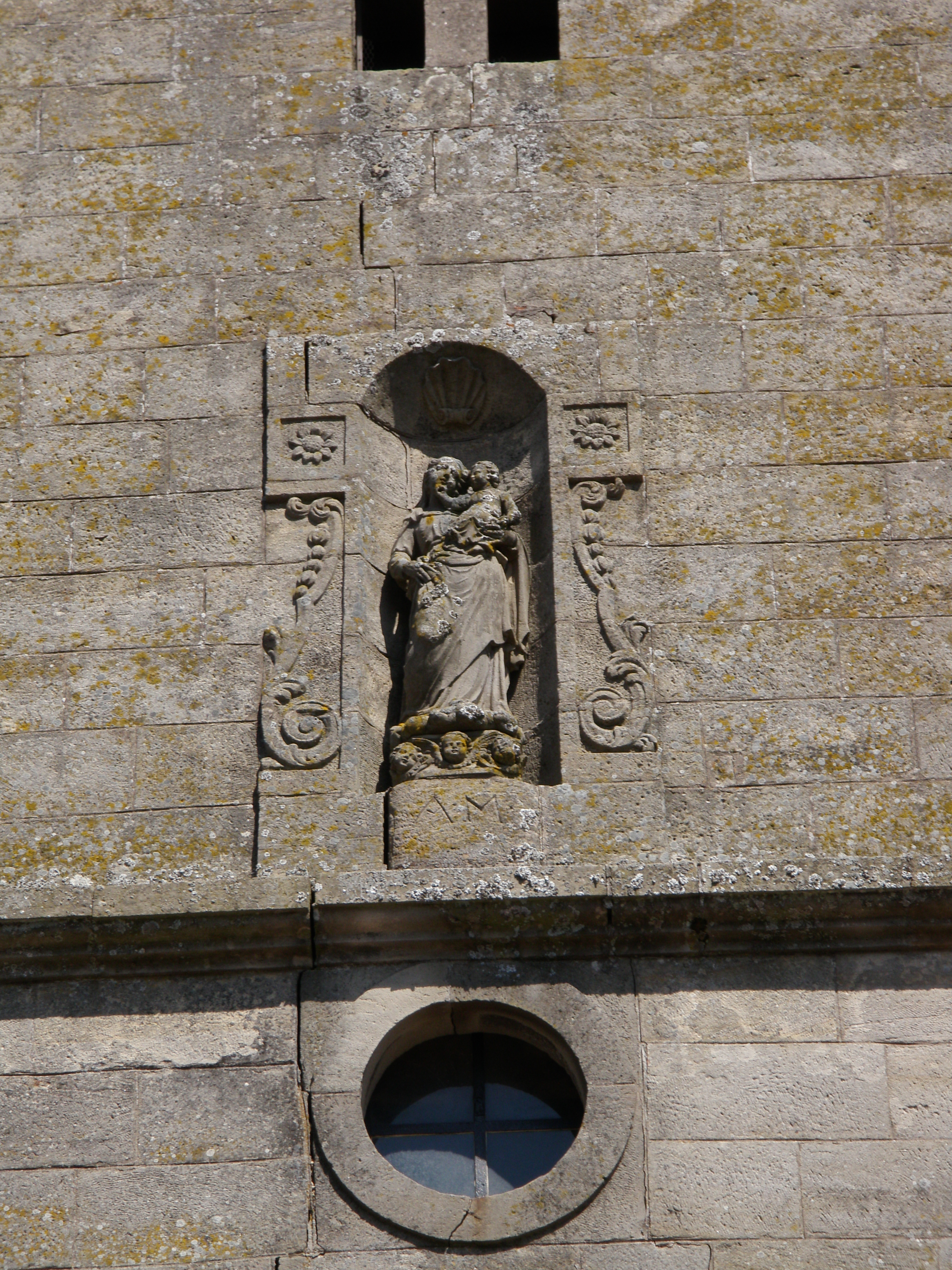
Vierge à l'enfant au-dessus du portail de l'église Saint-Epvre.
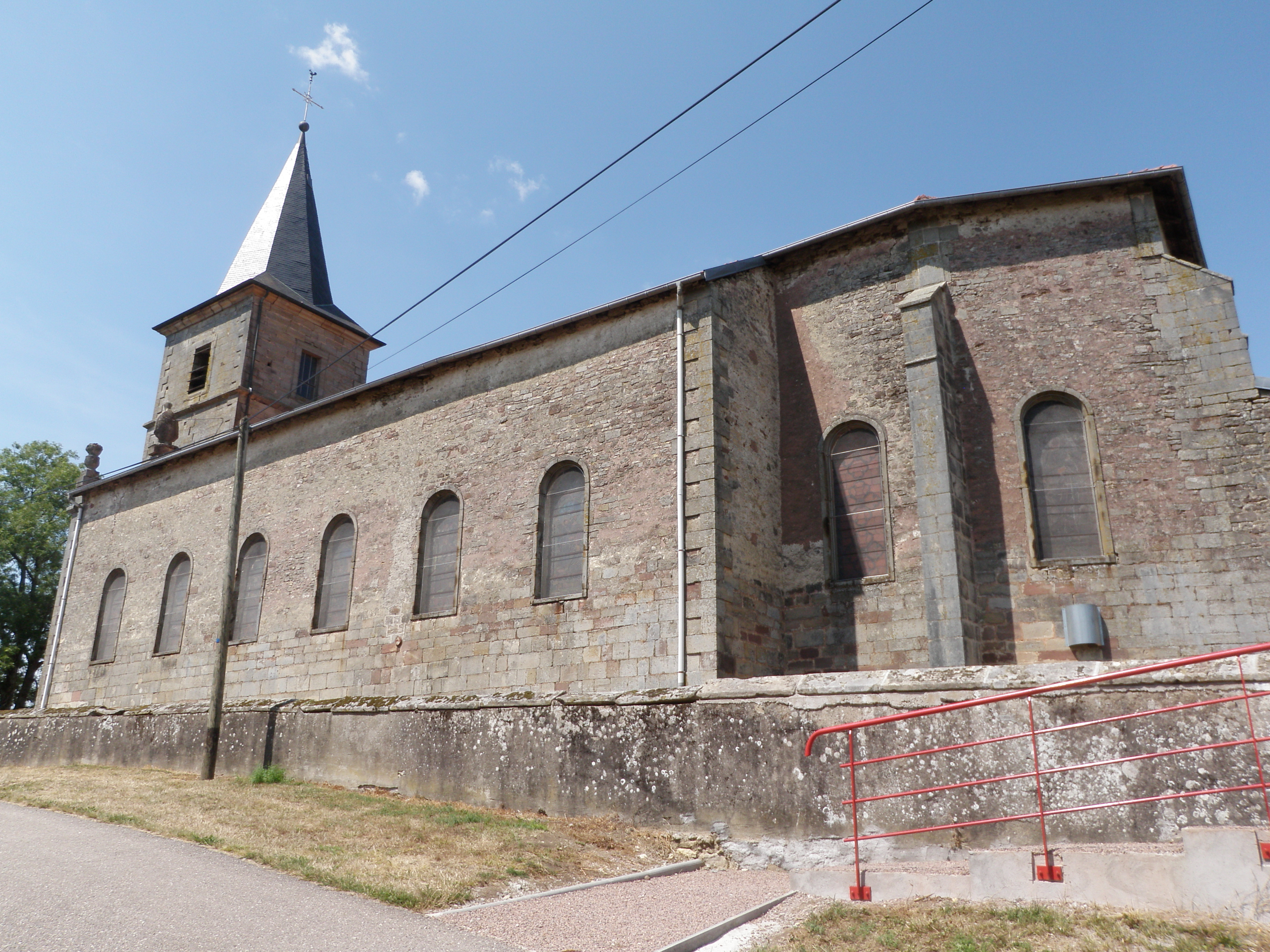
Église Saint-Epvre.
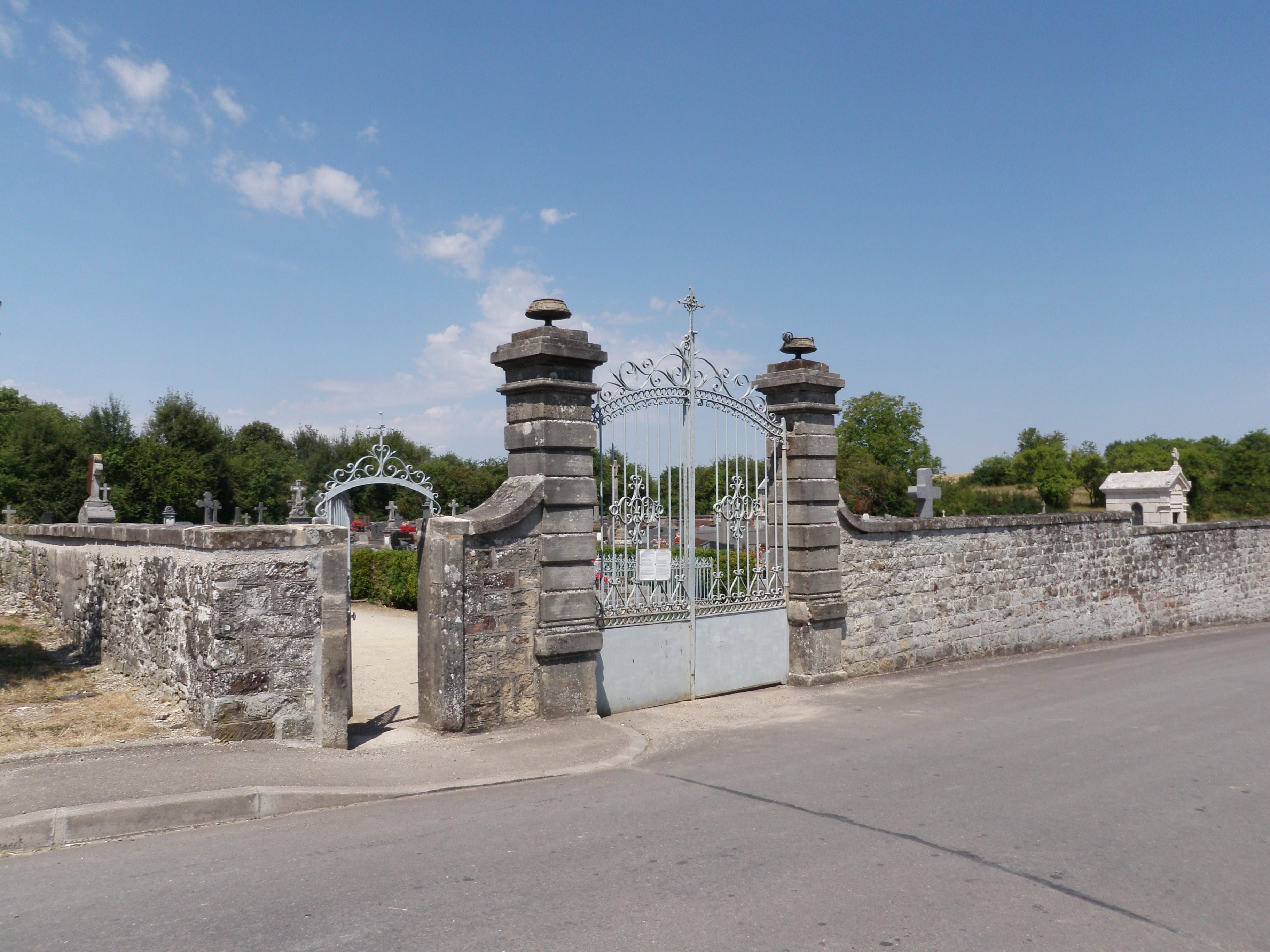
Cimetière (1898).
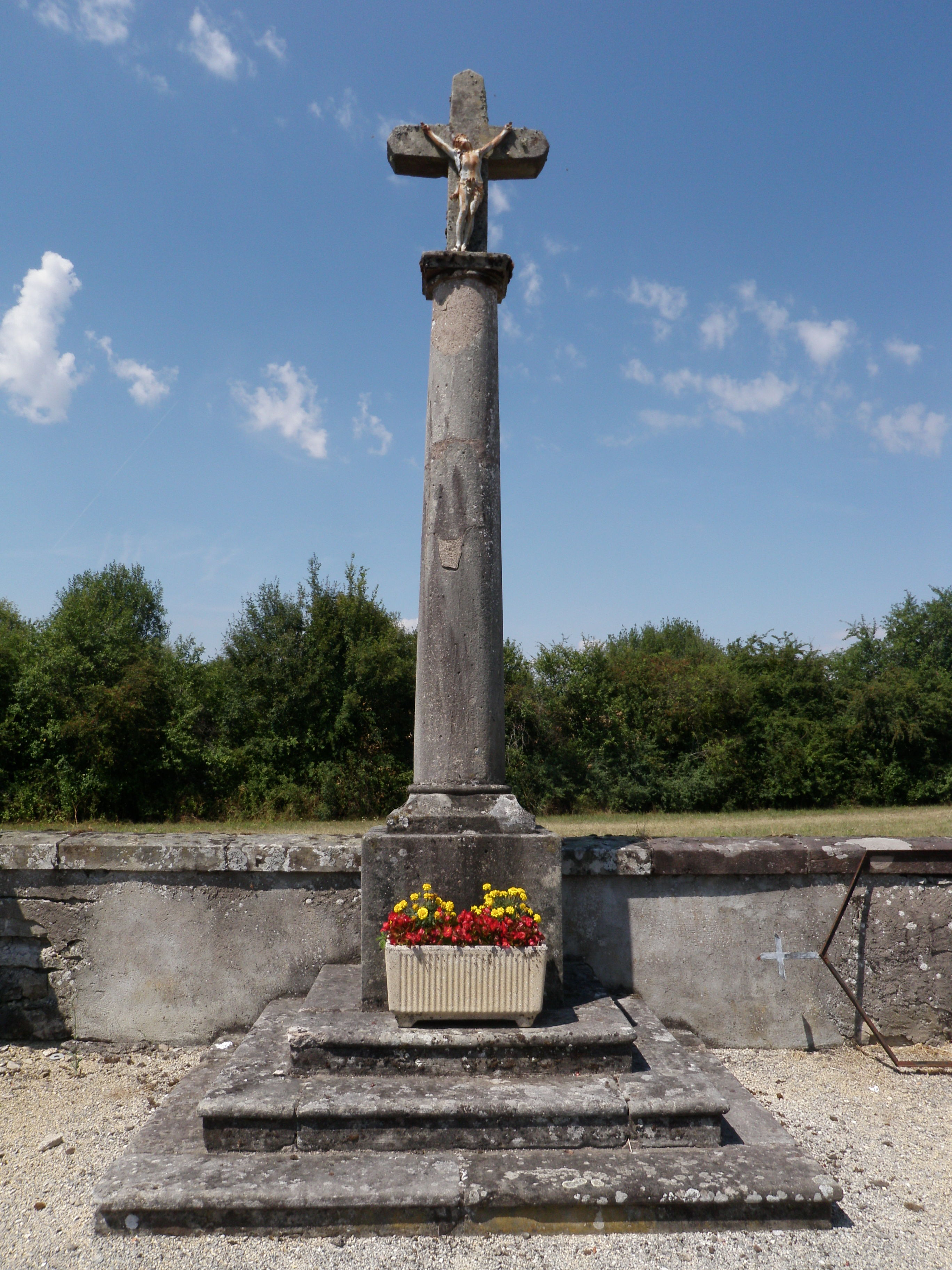
Calvaire du cimetière (1898).
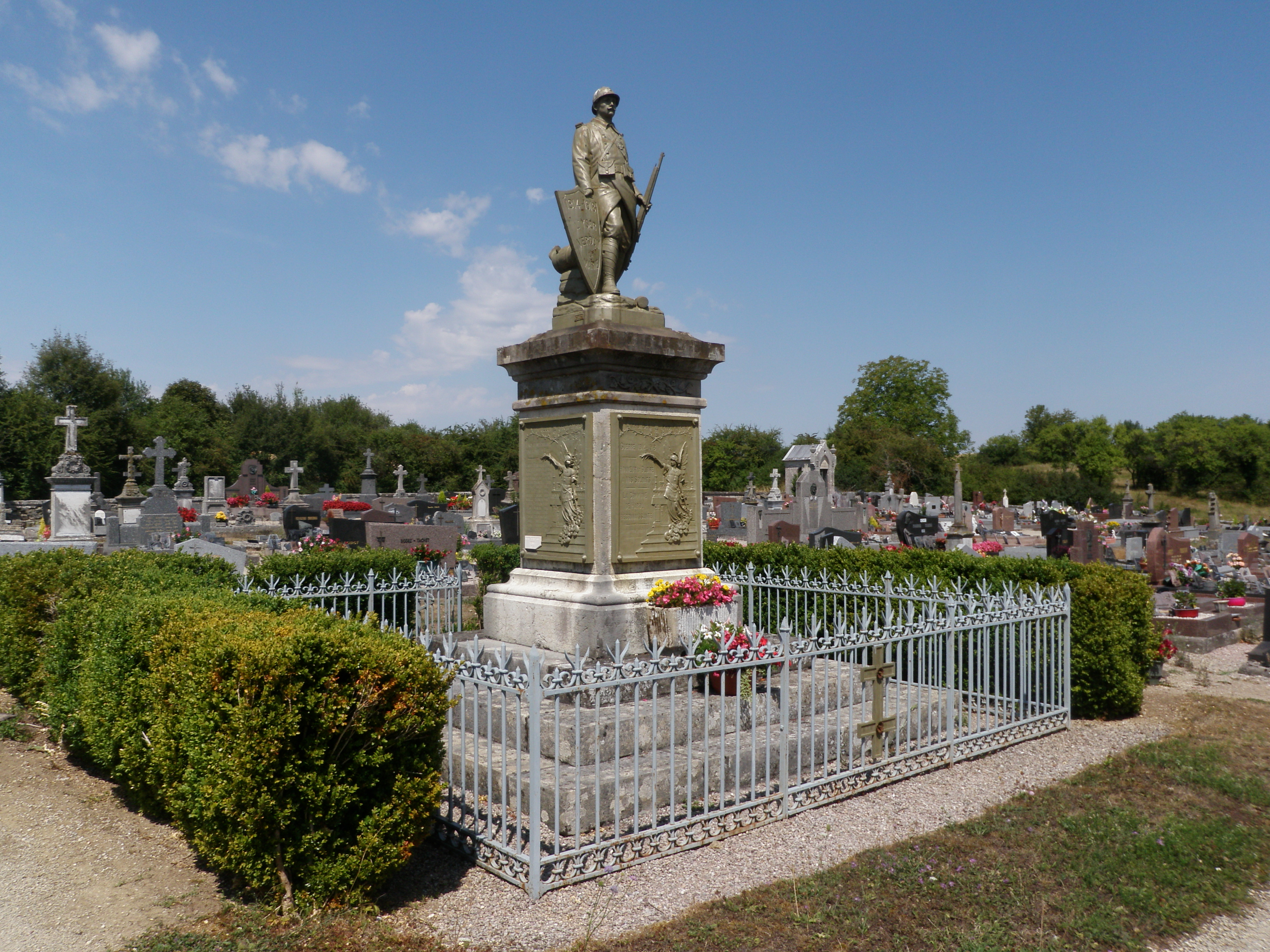
Monument aux morts de 1914/1918.
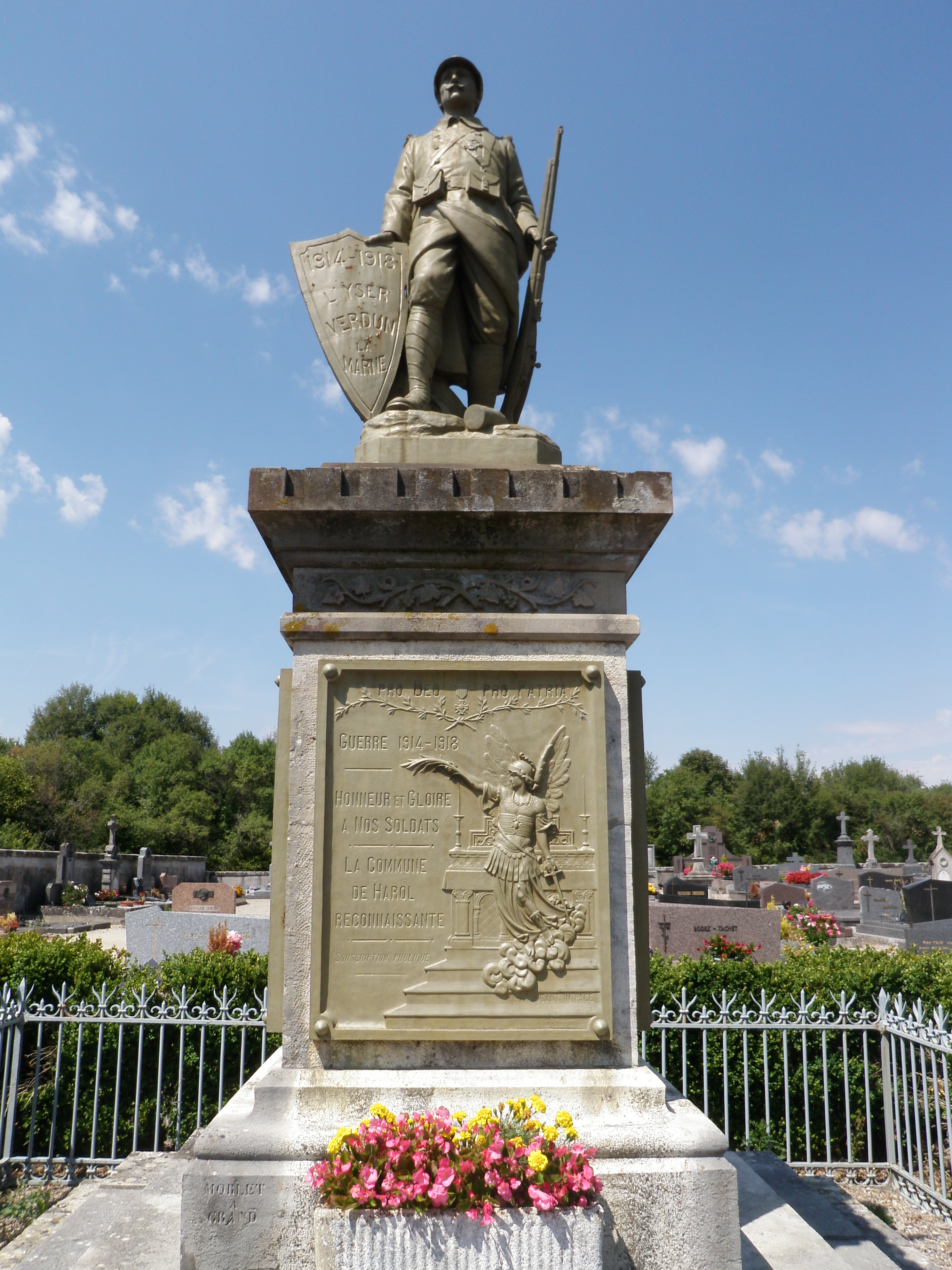
Monument aux morts de 1914/1918.
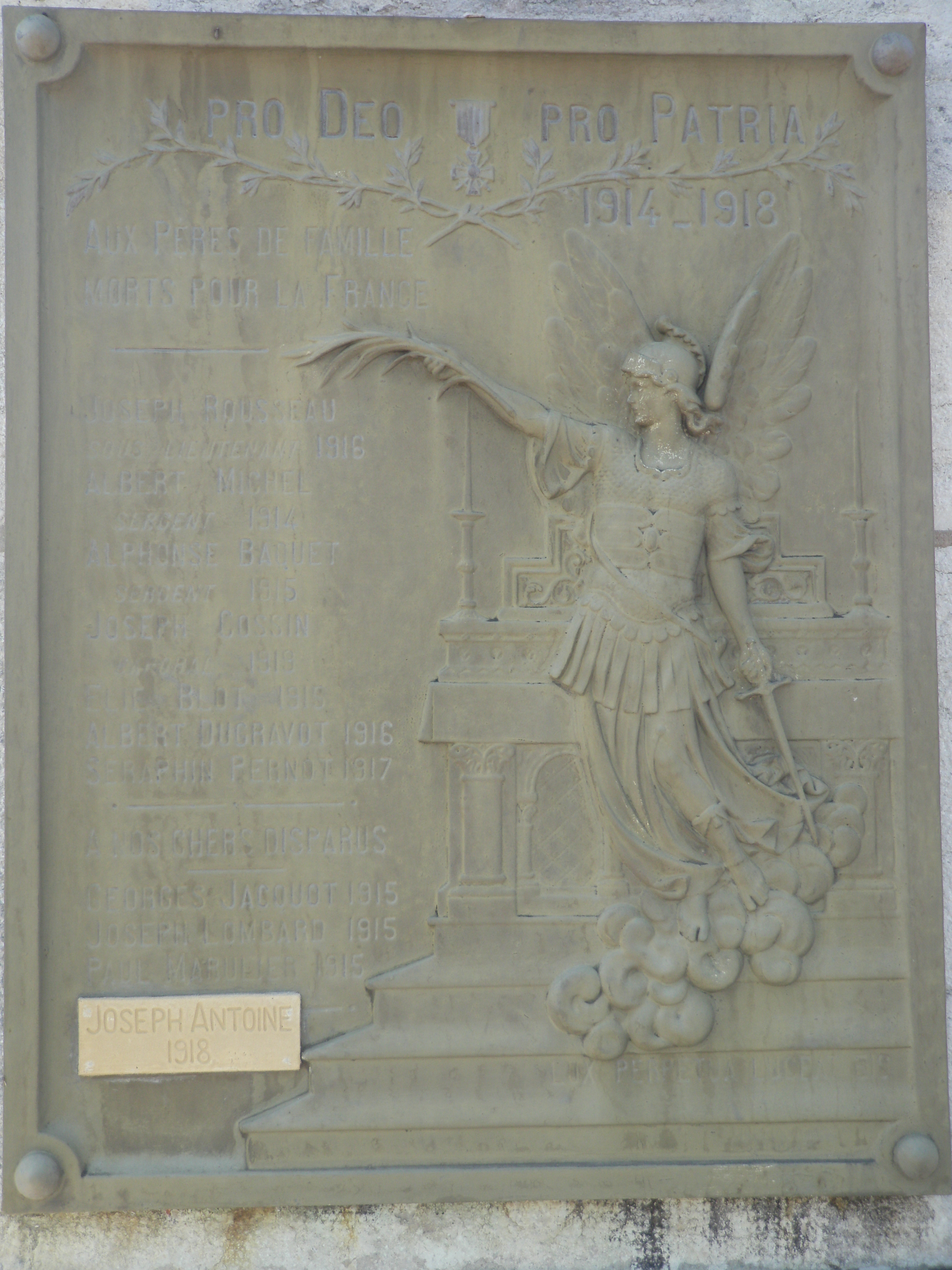
Monument aux morts de 1914/1918 (plaque est).
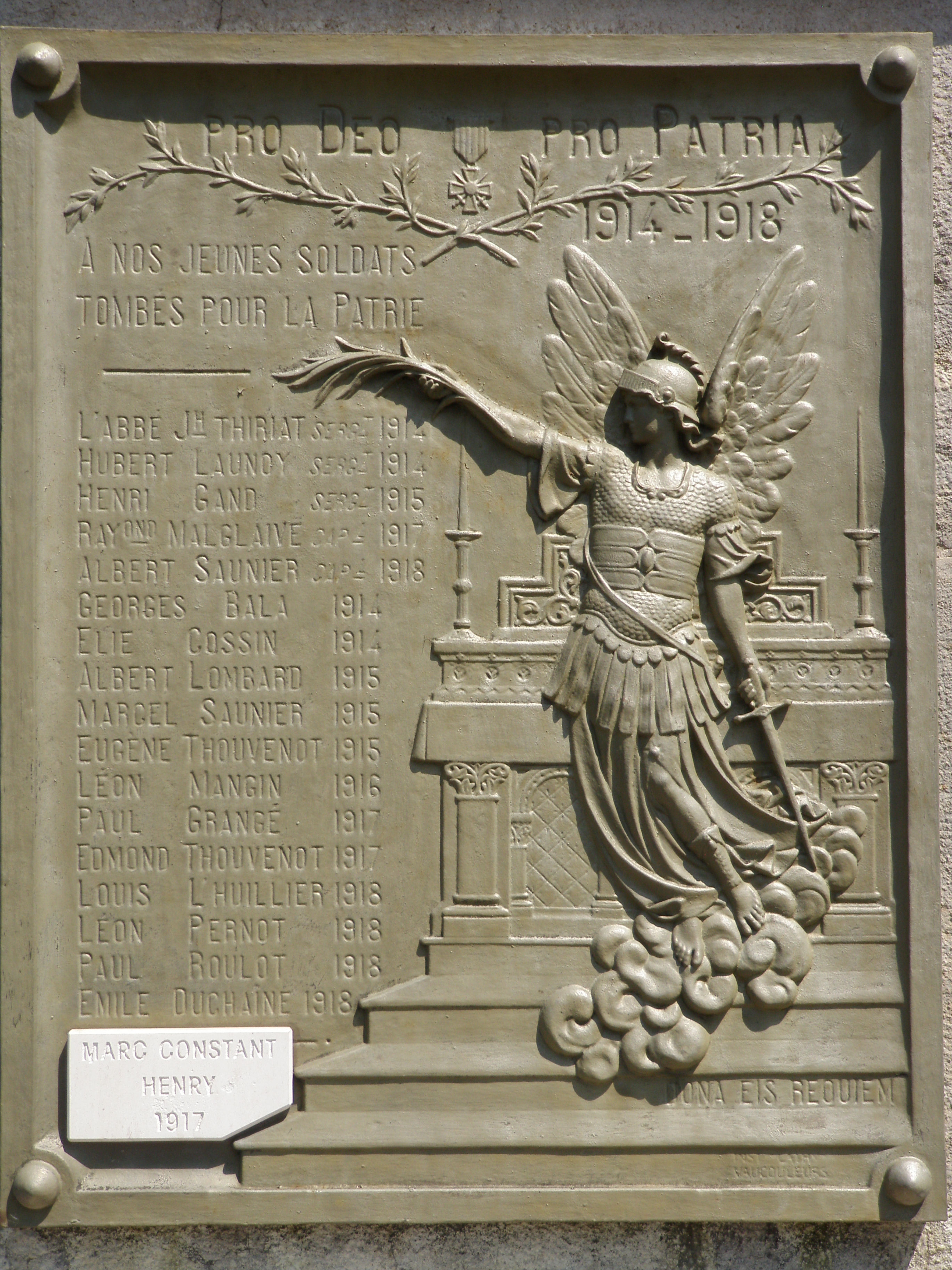
Monument aux morts de 1914/1918 (plaque ouest).
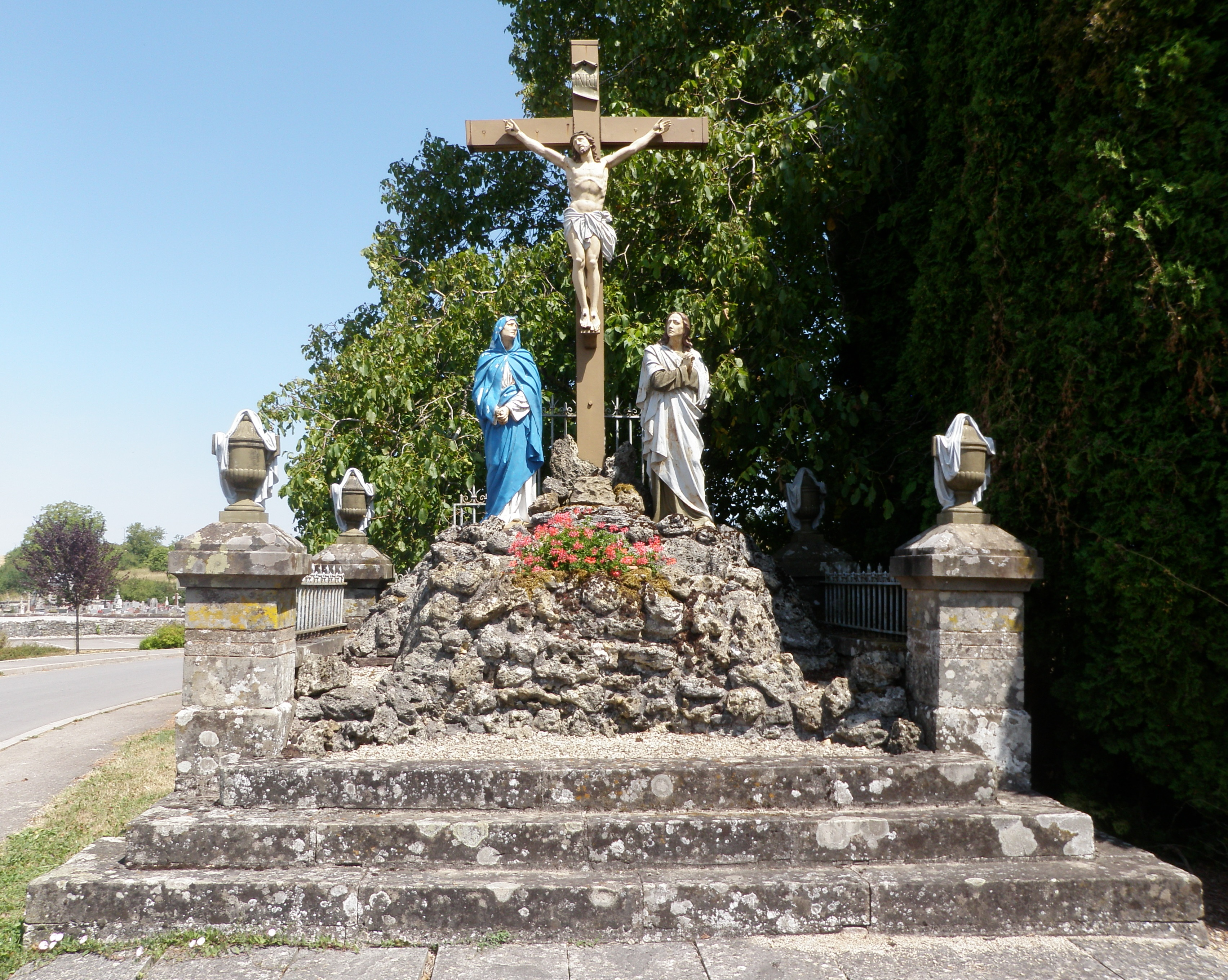
Calvaire monumental de Harol.
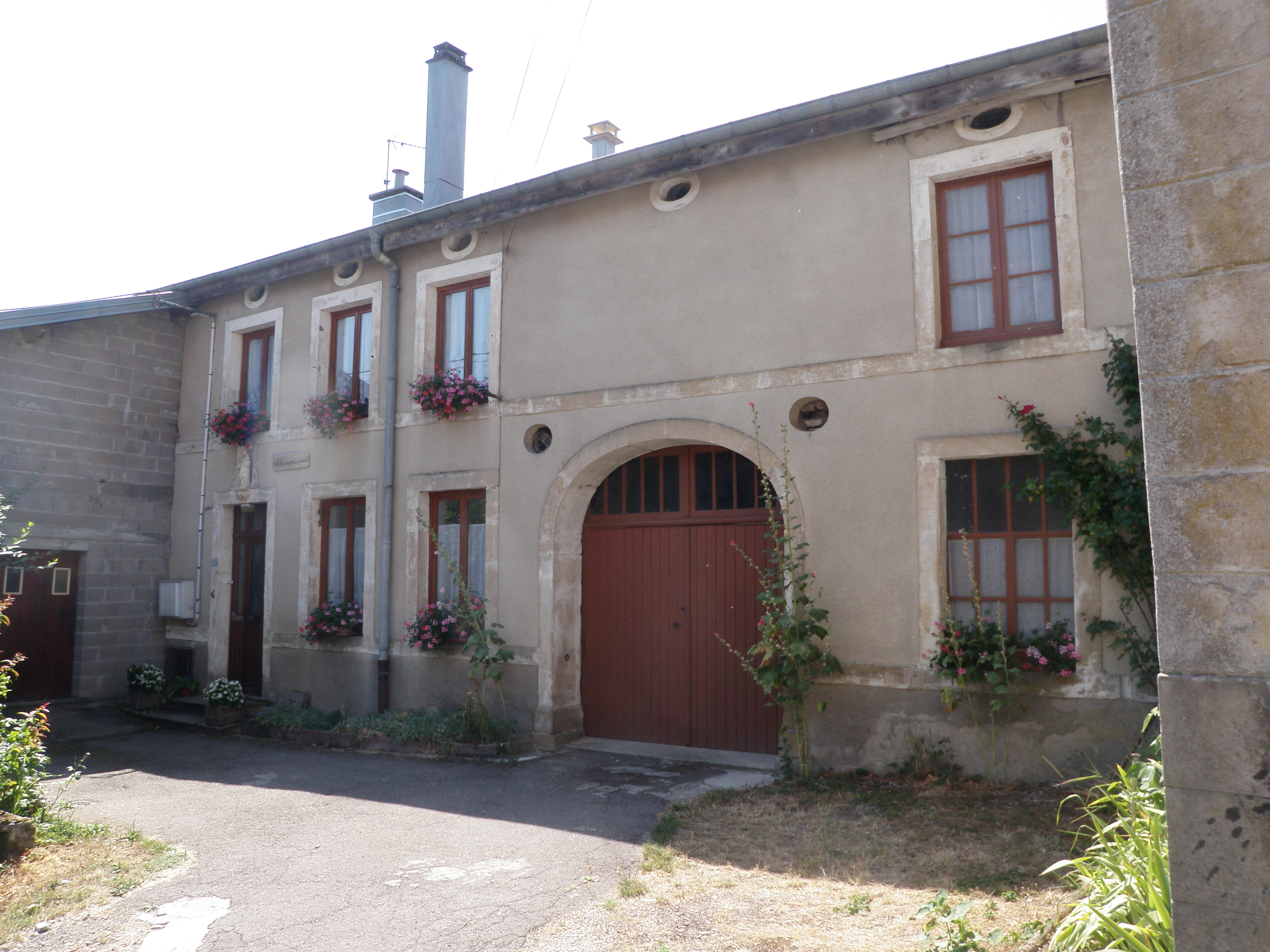
Presbytère.
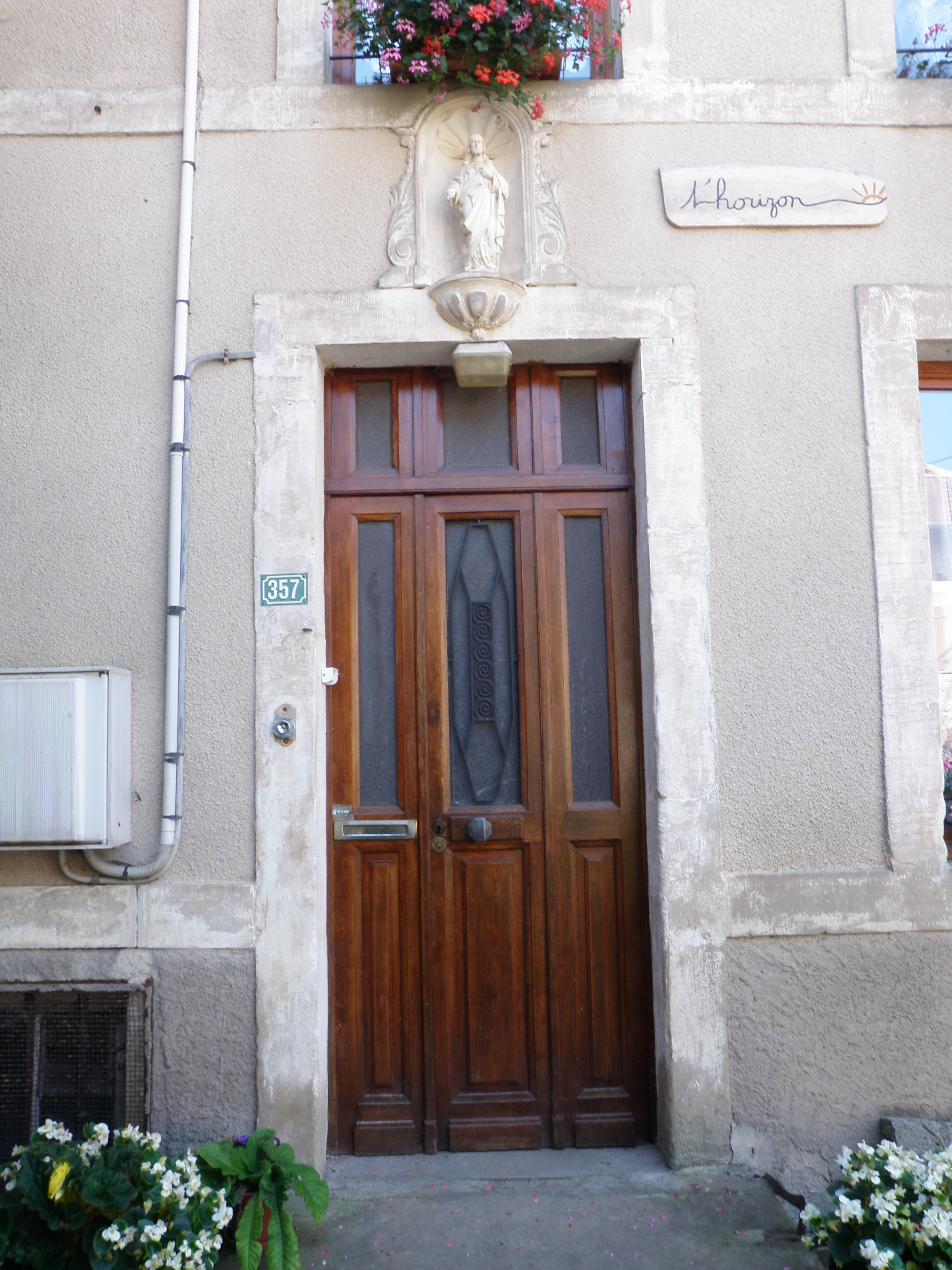
Porte du presbytère.
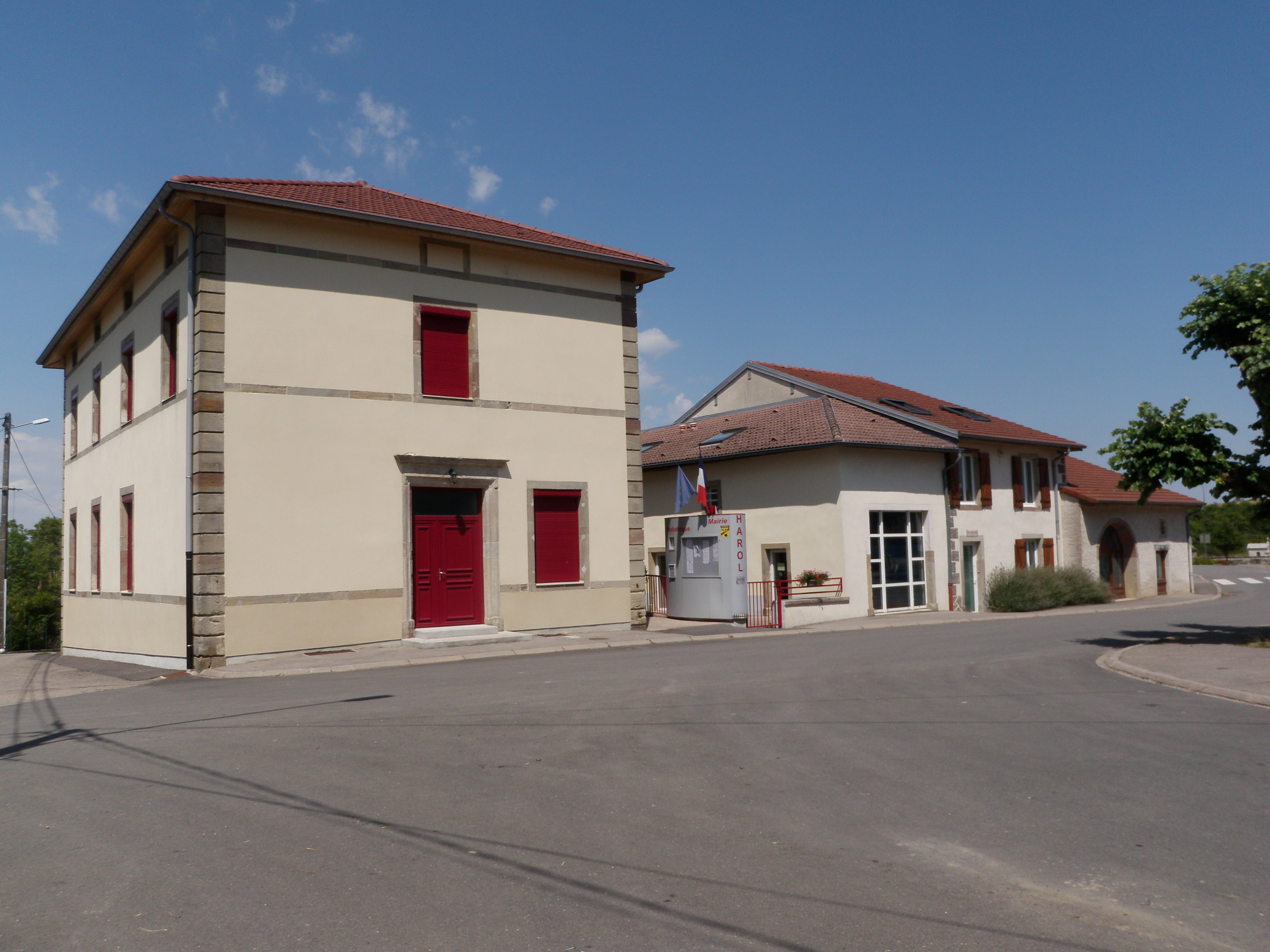
Mairie-école.
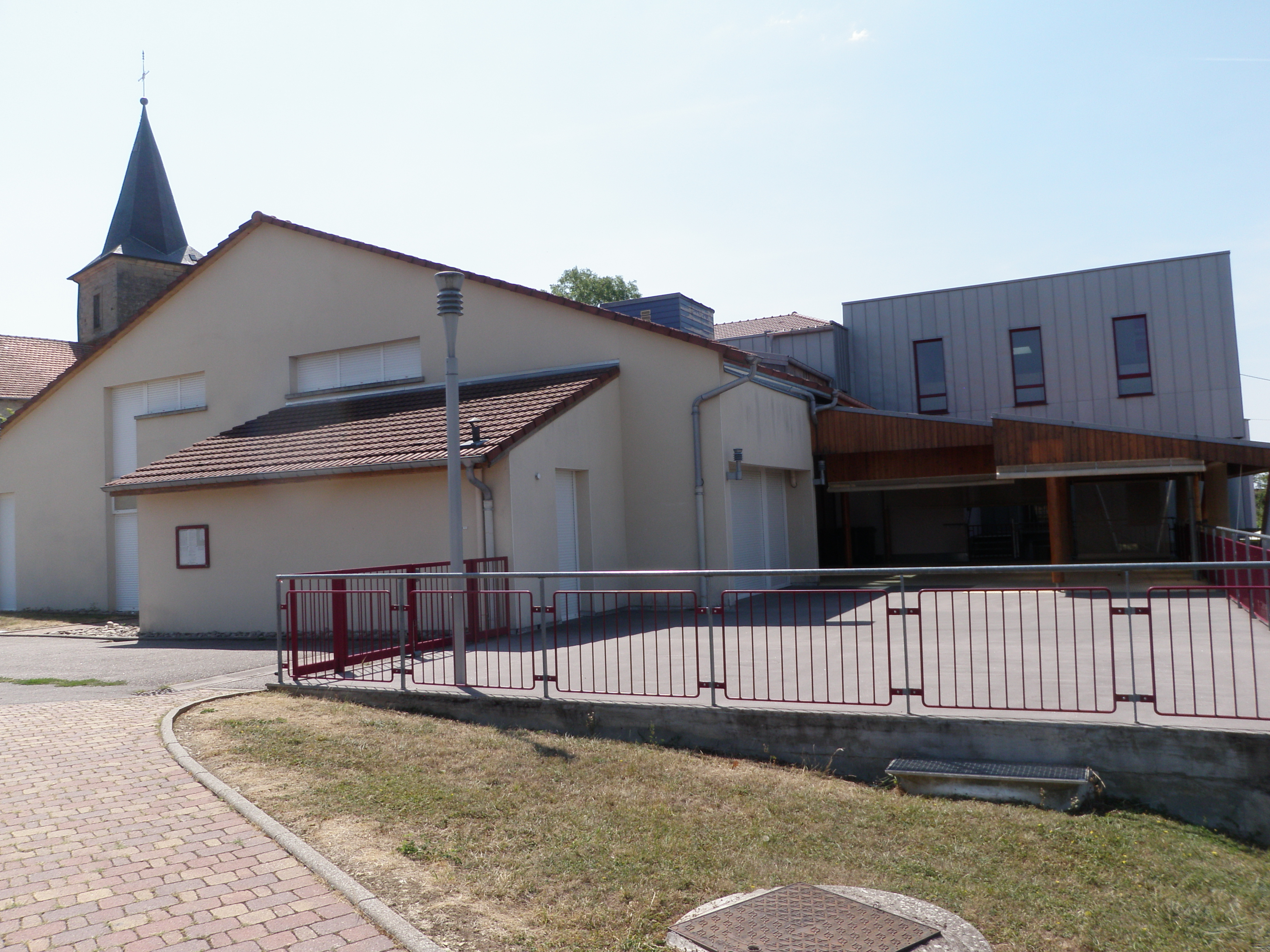
École de Harol (façade arrière).
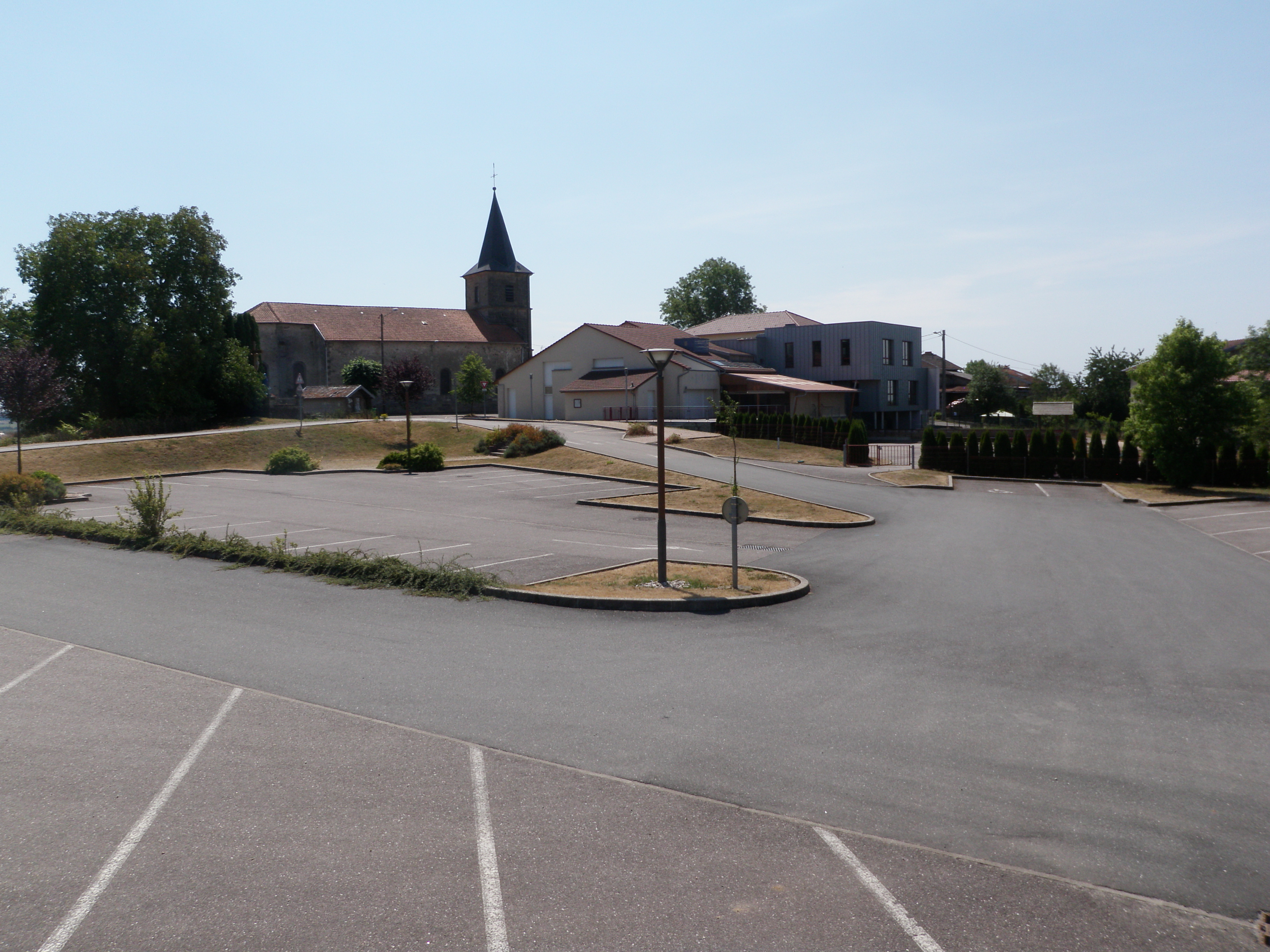
Vue générale sur l'église, la mairie-école et le parking.
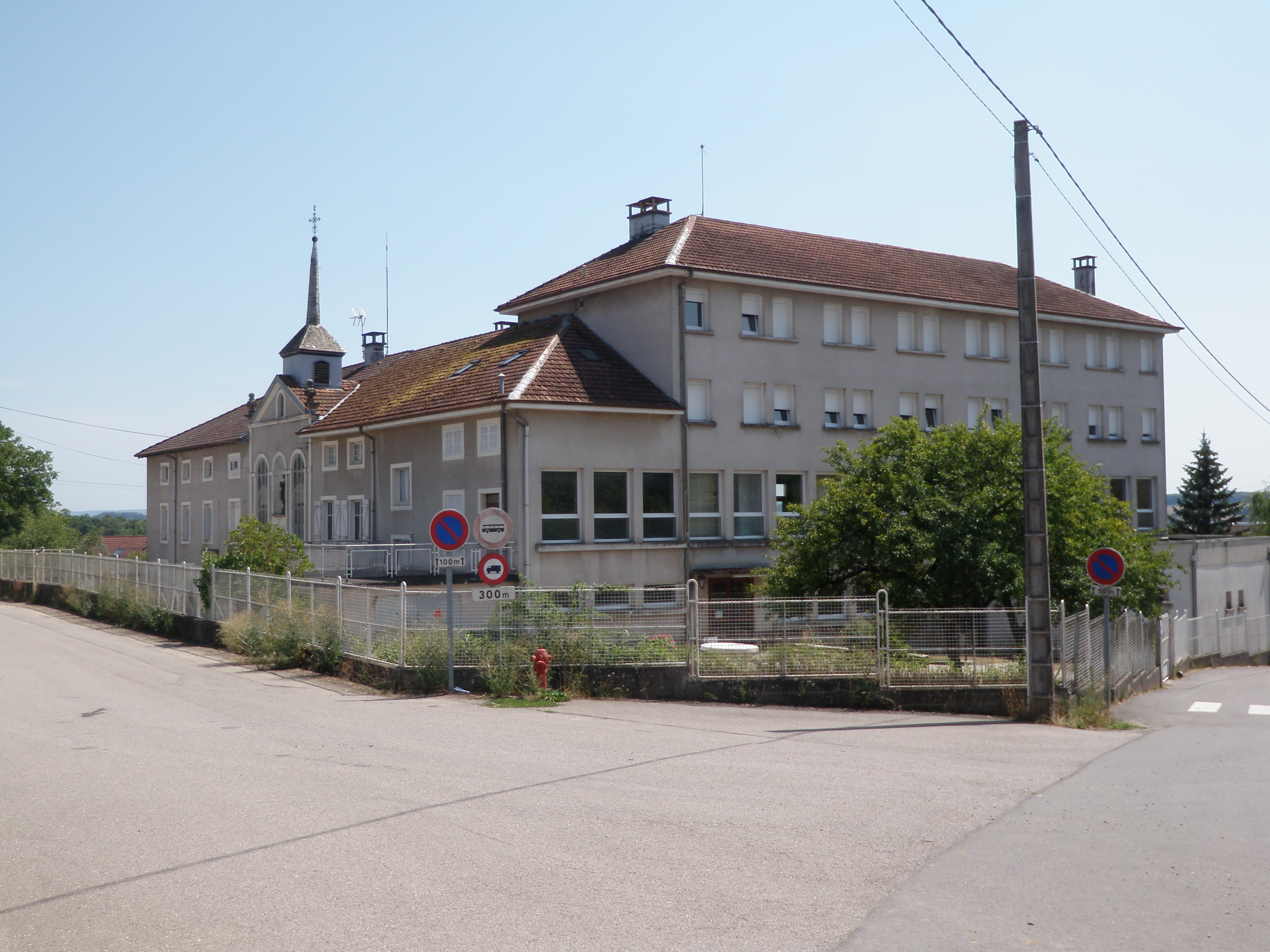
Lycée La Providence.
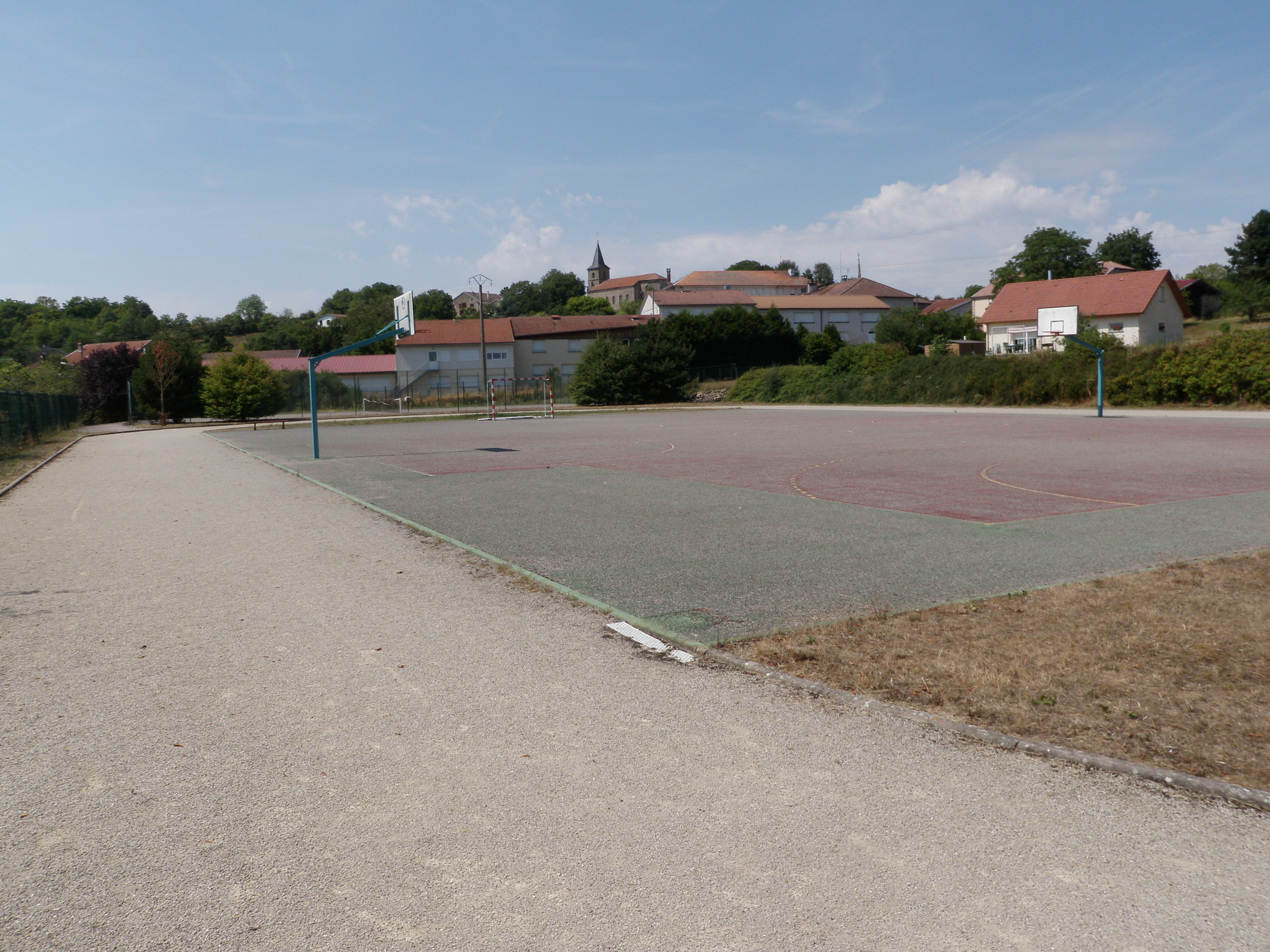
Terrain de sports.
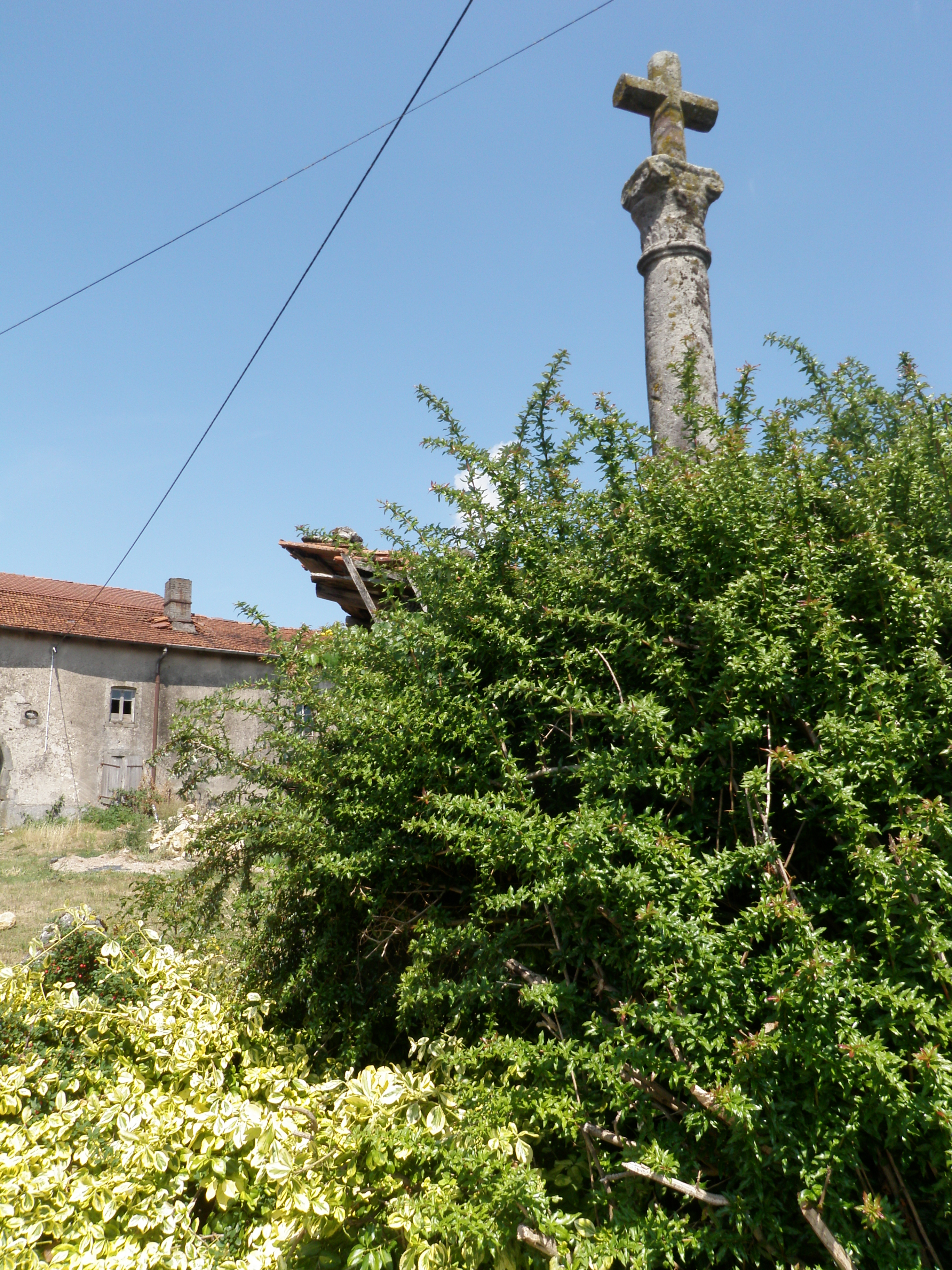
Calvaire en face du lycée.
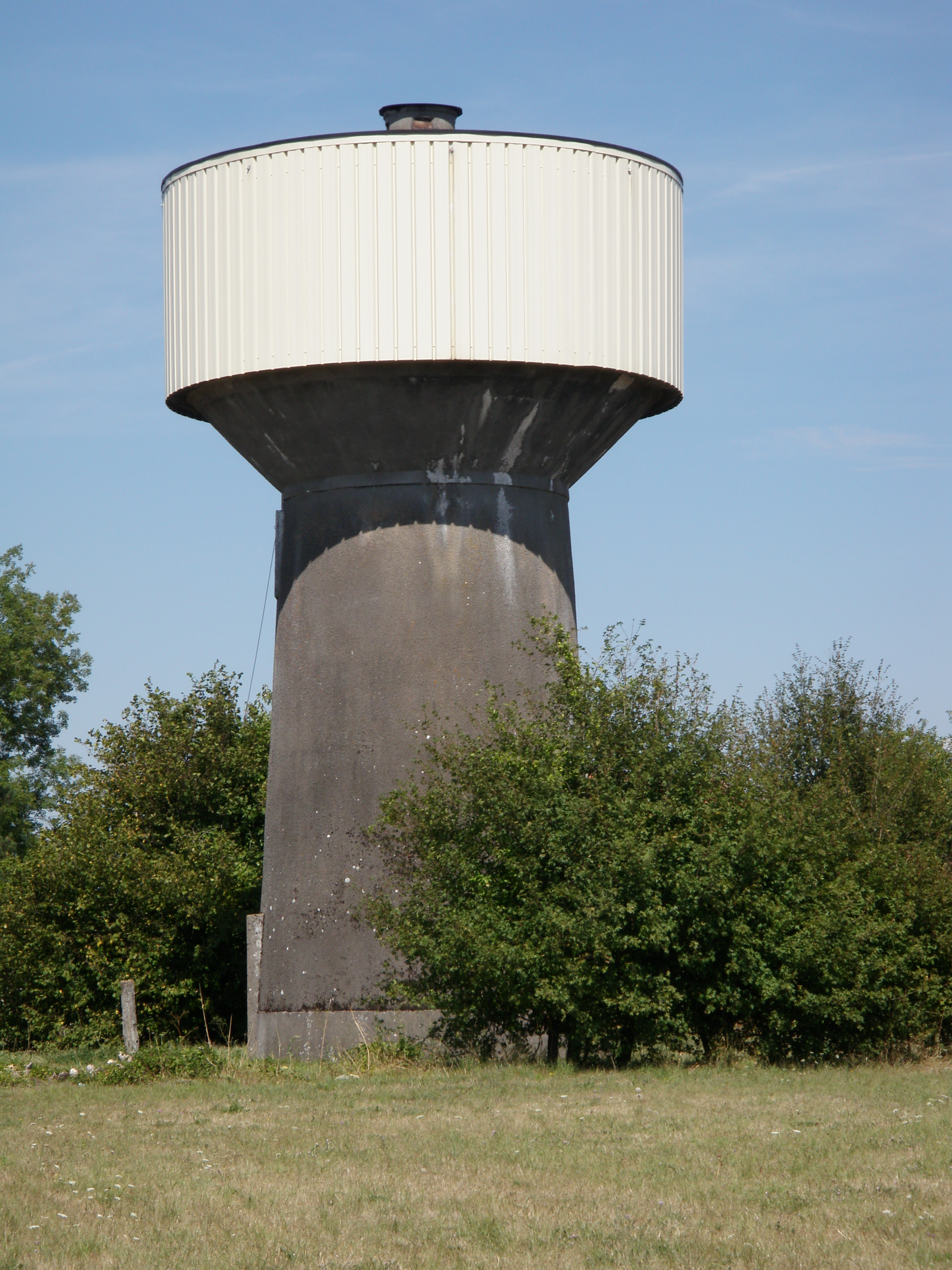
Château d'eau de Harol.
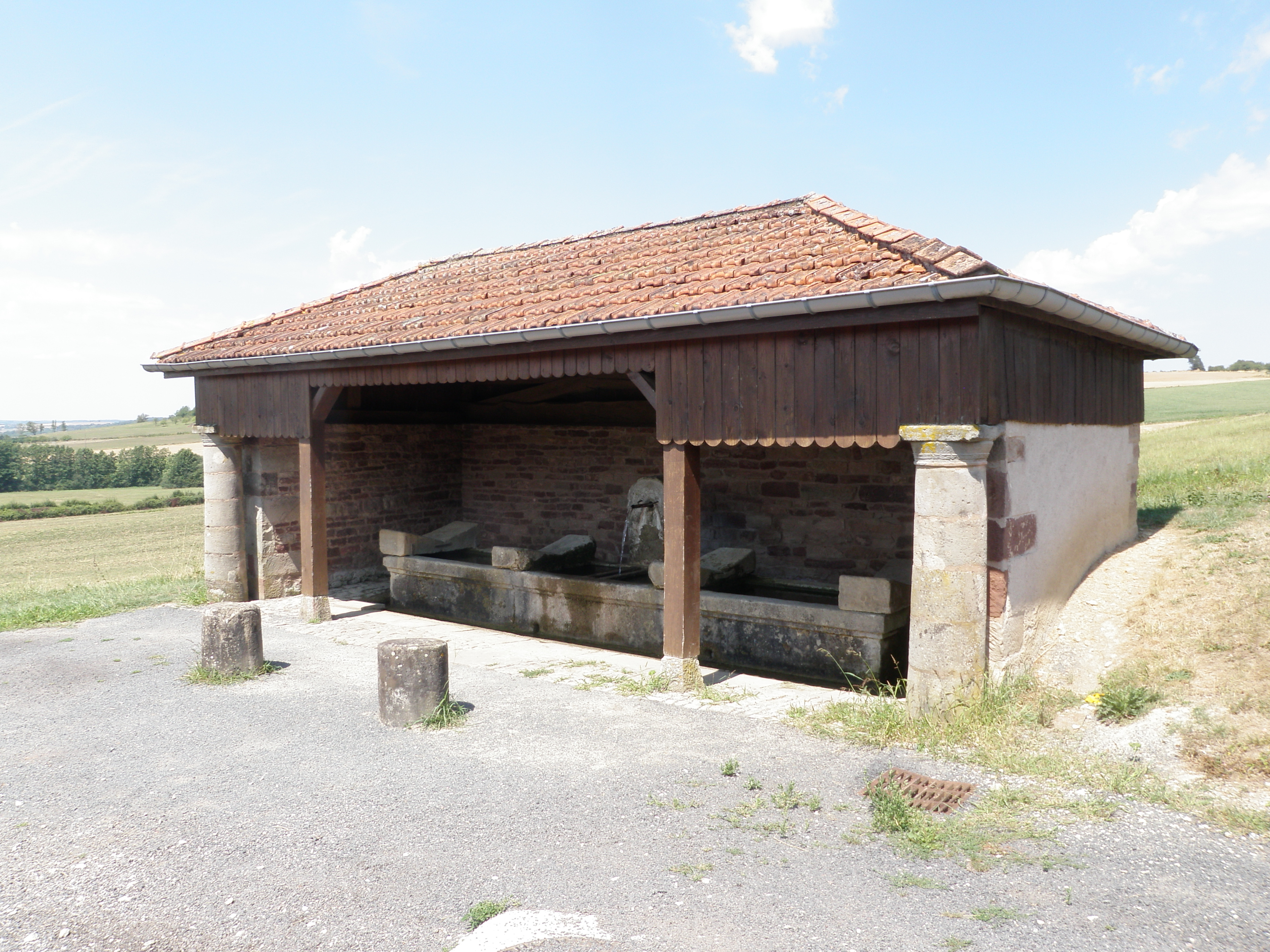
Fontaine d'Henriau (1866).
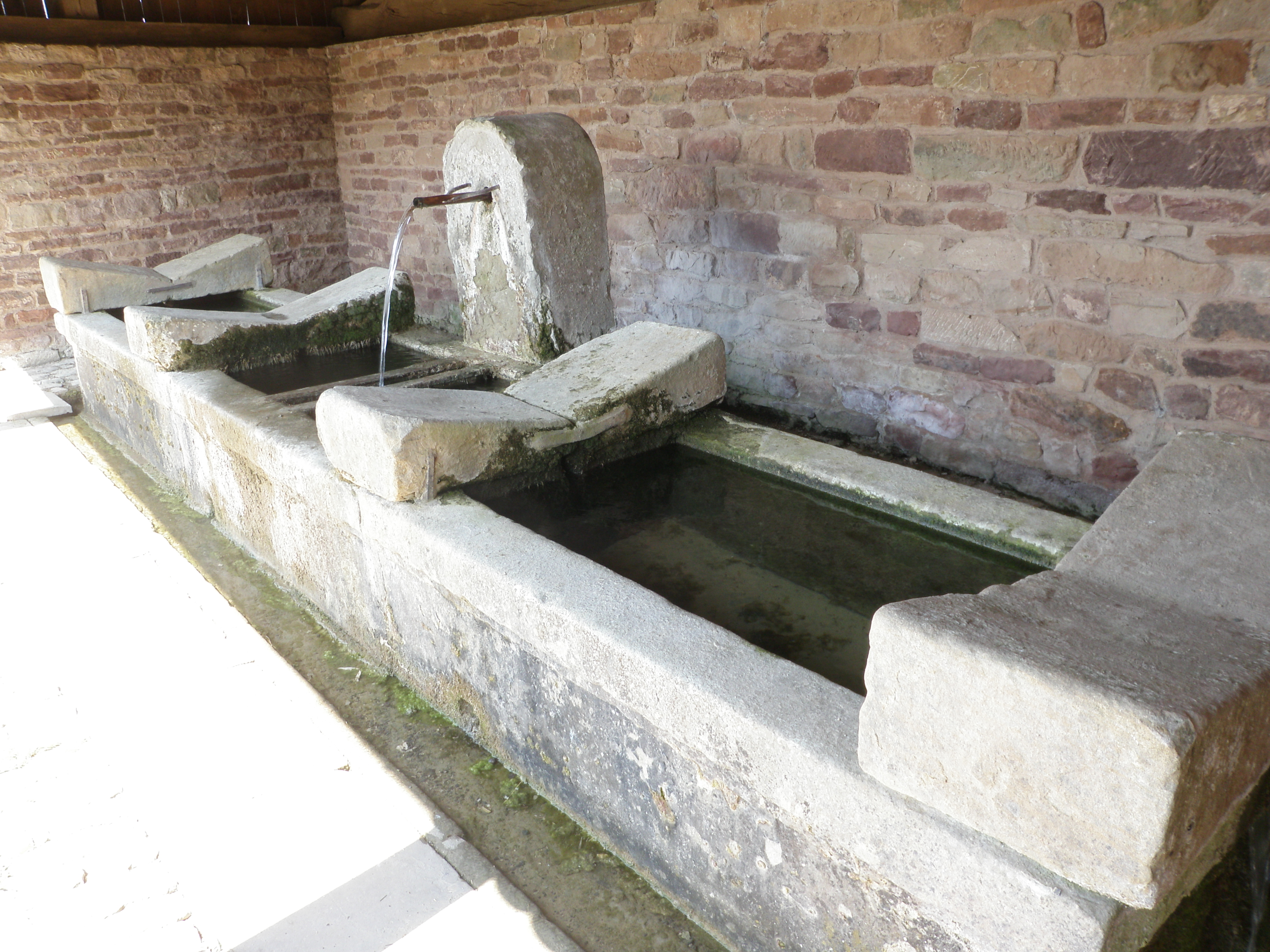
Fontaine d'Henriau (1866).
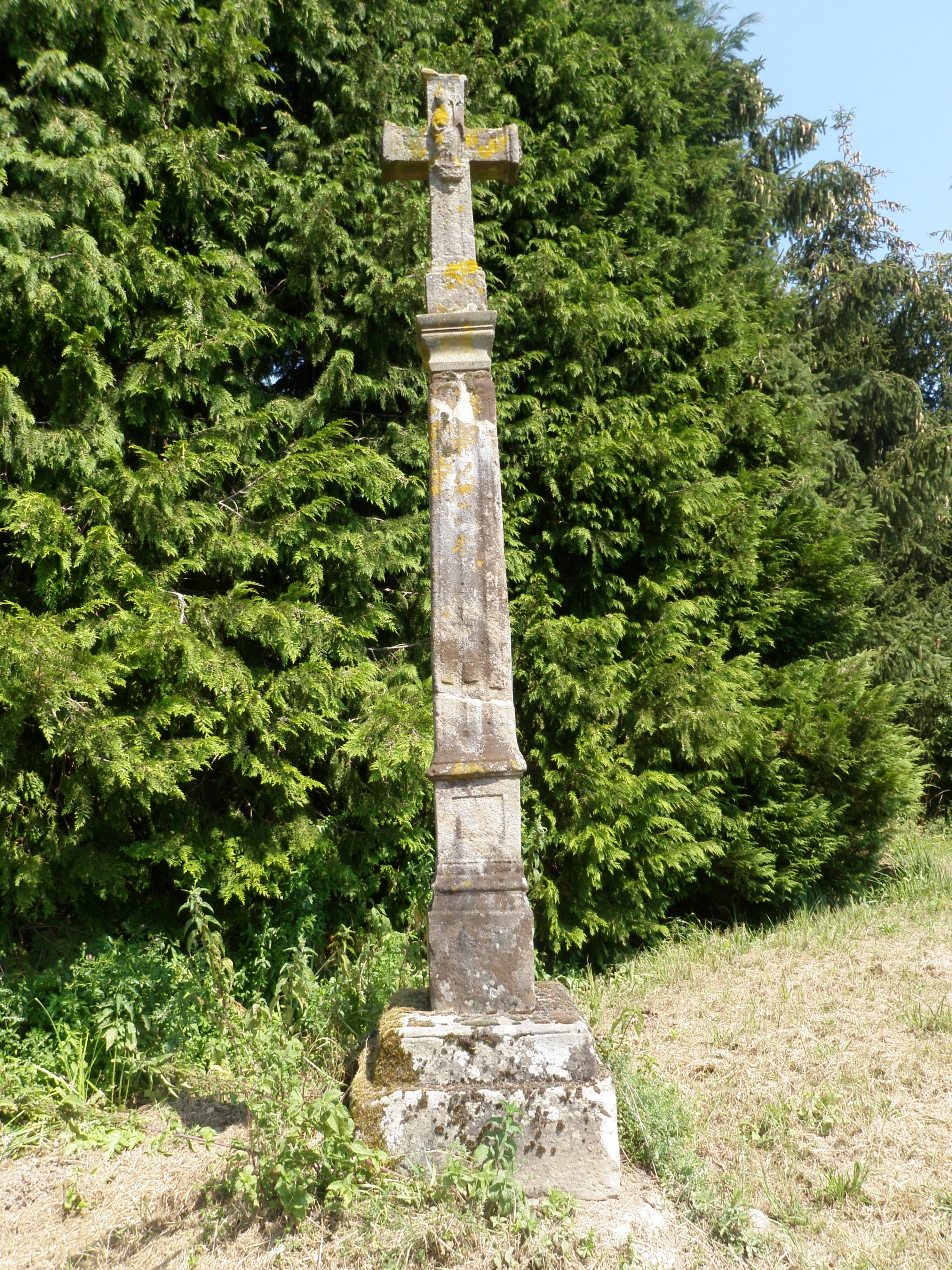
Calvaire d'Henriau.

#### Longeroye

##### Quartier de la gare
L'ancienne gare de la commune, située à Longeroye, était sur l'ancienne ligne de chemin de fer reliant Darnieulles (et donc Épinal) à Jussey dans la Haute-Saône. La ligne et la gare sont ouvertes en 1886 par la compagnie des chemins de fer de l'Est et repris en 1938 par la SNCF. La ligne ferme ses portes au trafic passager en 1951, puis définitivement au trafic marchandise en 1973.
Les terrains et bâtiments de la SNCF ont été rachetés par la commune. La gare et la halle à marchandises ont été conservées. La gare a été transformée et agrandie en salle des fêtes ; les terrains alentour ont été transformés et vendus en lotissement, ce qui fait de celui-ci le premier de la commune et le seul encore aujourd'hui ; la maison de garde-barrière vendue également.
Entre la salle des fêtes et la halle à marchandises, la commune a construit récemment le bâtiment des sapeurs-pompiers qui regroupent des pompiers volontaires des communes de Harol et Dommartin-aux-Bois.
Le monument aux morts de la Seconde Guerre mondiale, situé à l'origine sur la rue de la Poste, a été déplacé de quelques mètres en 2015 pour l'éloigner de la route principale et le rapprocher de la salle des fêtes.

##### Rue du maquis
La rue du maquis est la rue historique de Longeroye. Elle accueille le calvaire et le lavoir du hameau. Le lavoir est couvert mais sans eau, doublée d'une fontaine à l'extérieur fleurie en été ; il supporte actuellement une voiture hippomobile de pompier (appelée aussi une pompe à bras de pompier).

##### Poste
Situé sur la rue qui porte son nom, le bâtiment de l'ancienne poste est construit en 1928/1929. Le choix de l'emplacement est décidé à l'époque pour sa position centrale dans la commune, près de la gare, par rapport à Harol-centre qui est plus excentré vers le nord.
Elle est remplacée par une agence postale avant son transfert à Harol-centre. L'ancienne poste doit être réhabilitée en logement.

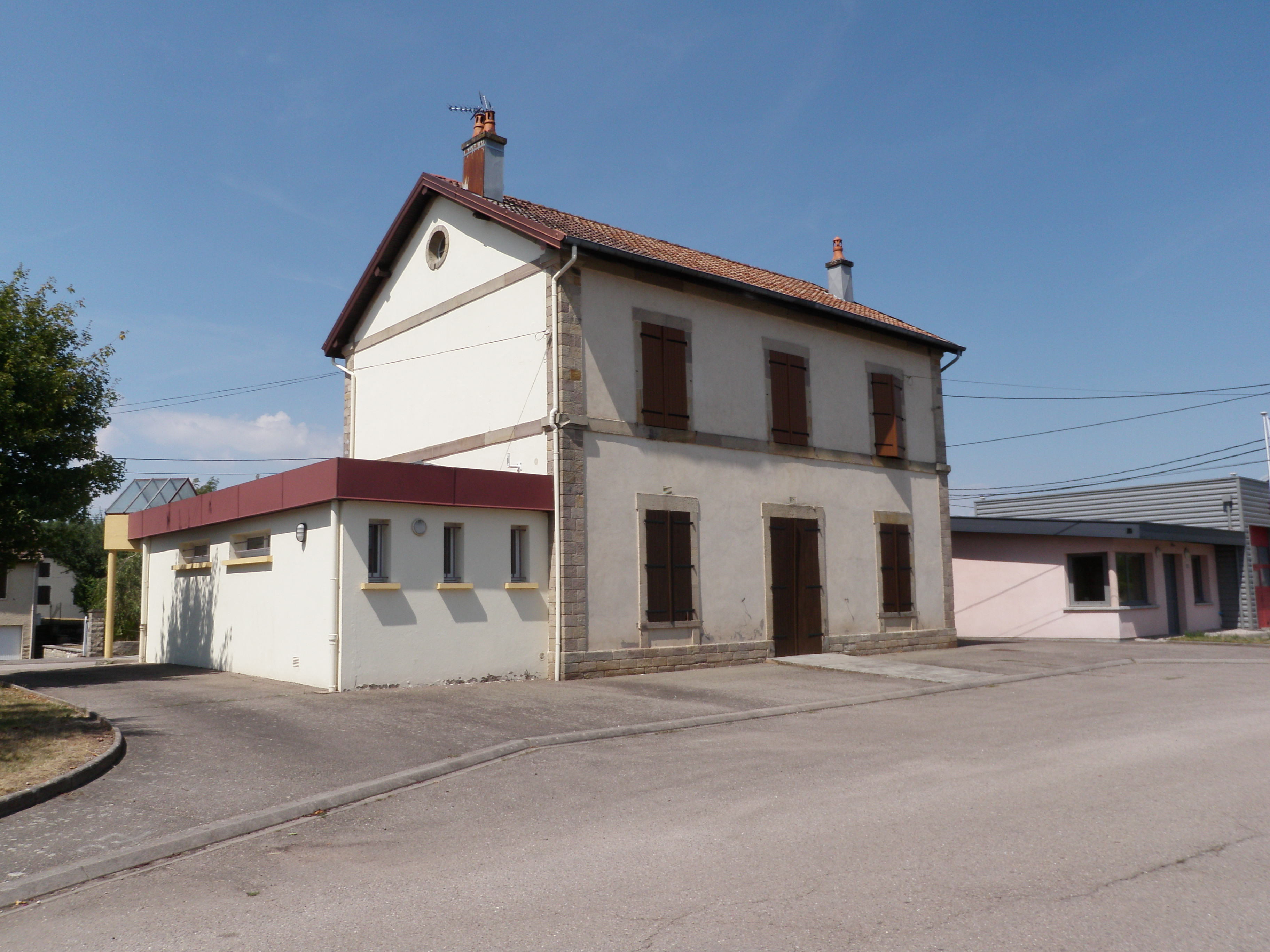
Ancienne gare.
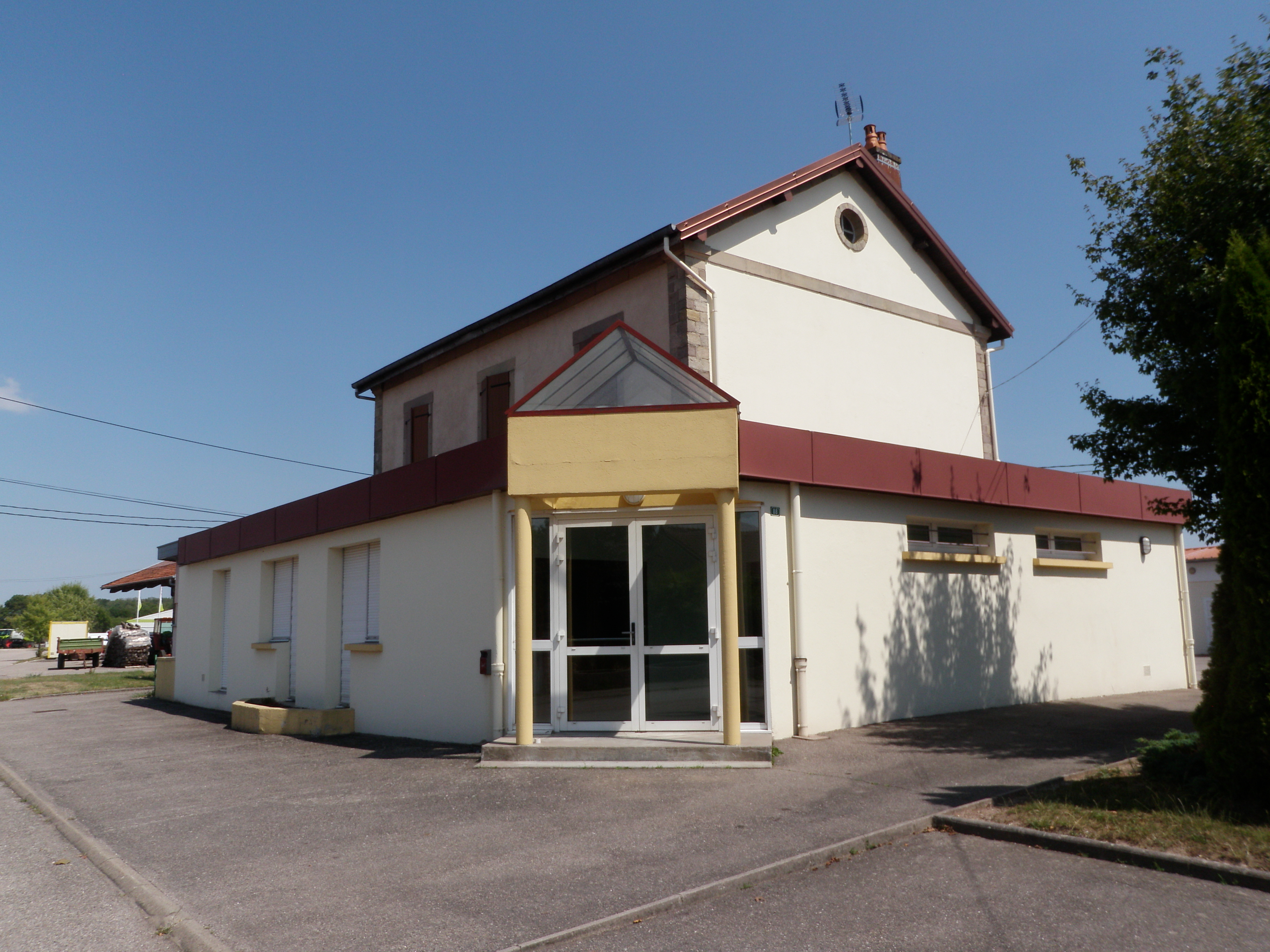
Ancienne gare.
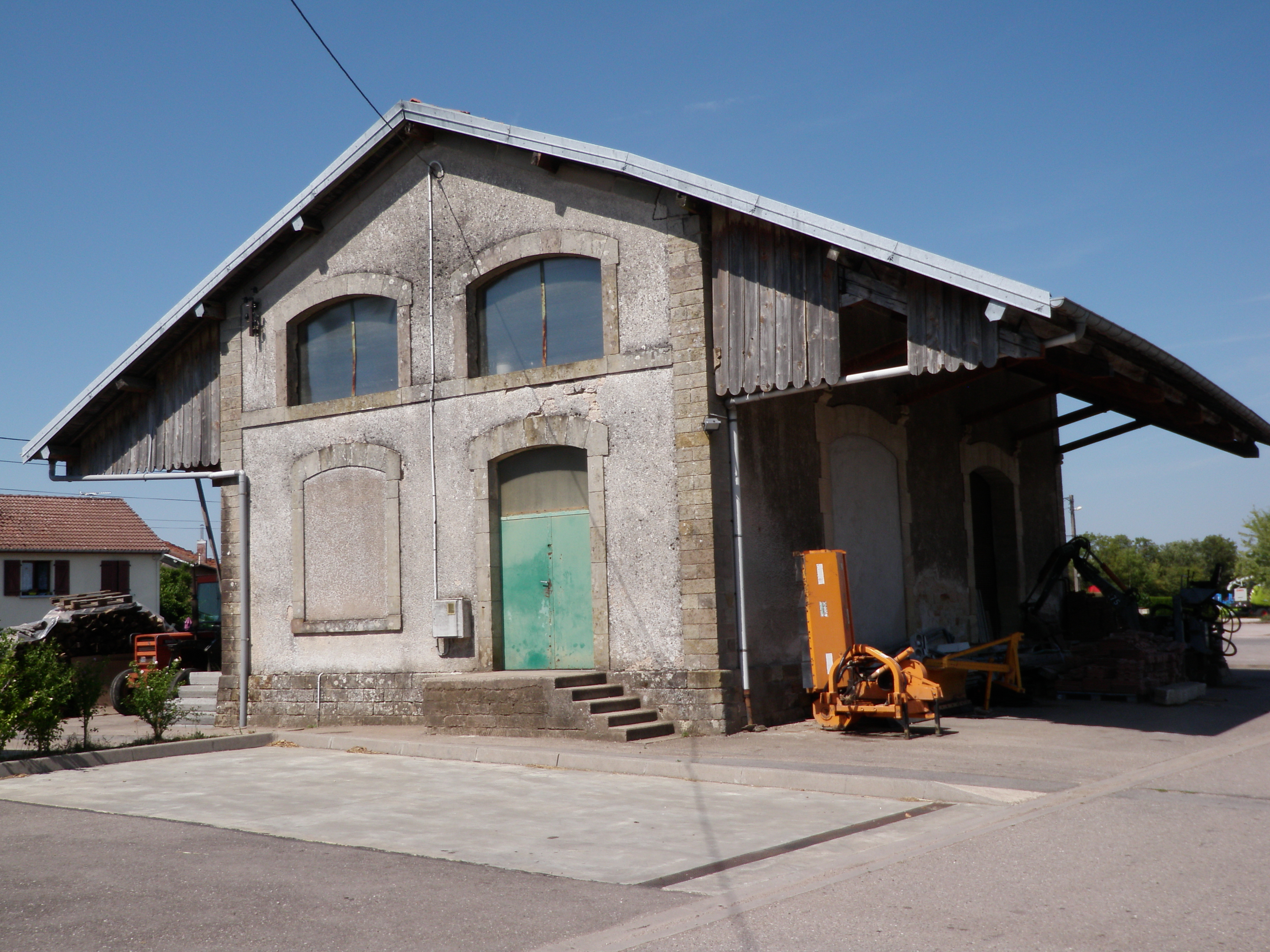
Halle à marchandises.
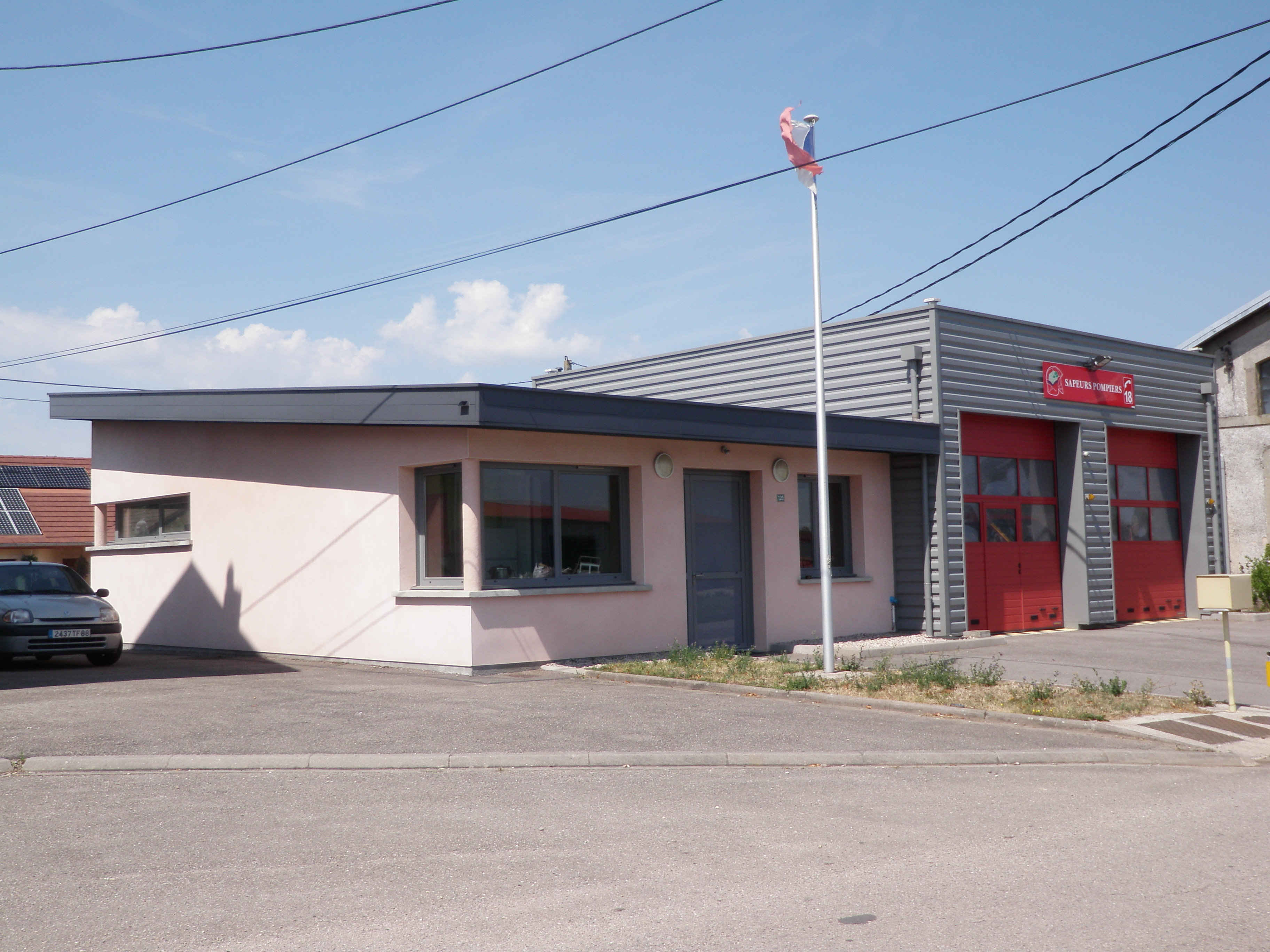
Sapeurs-pompiers.
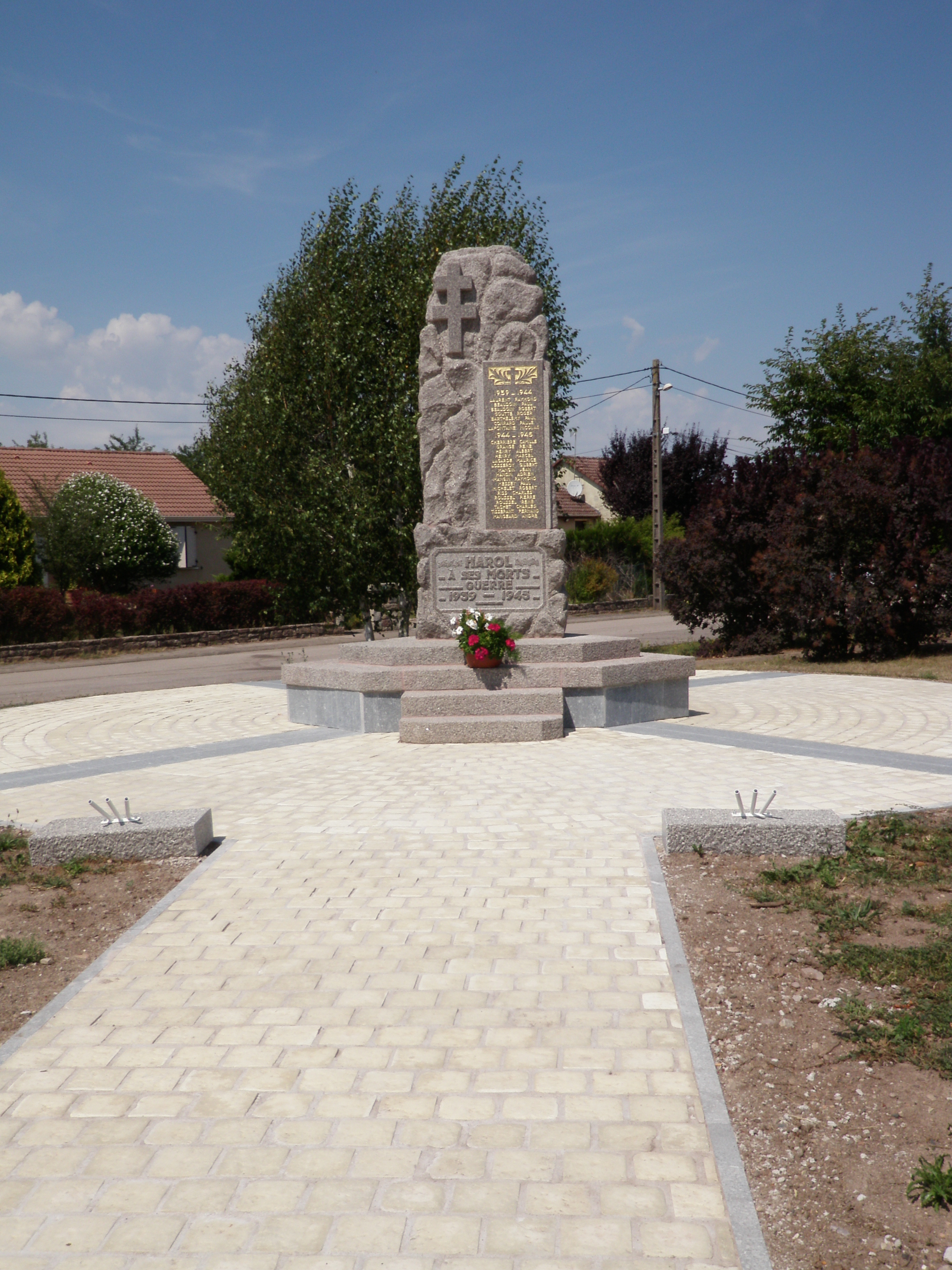
Monument aux morts 1939/1945.
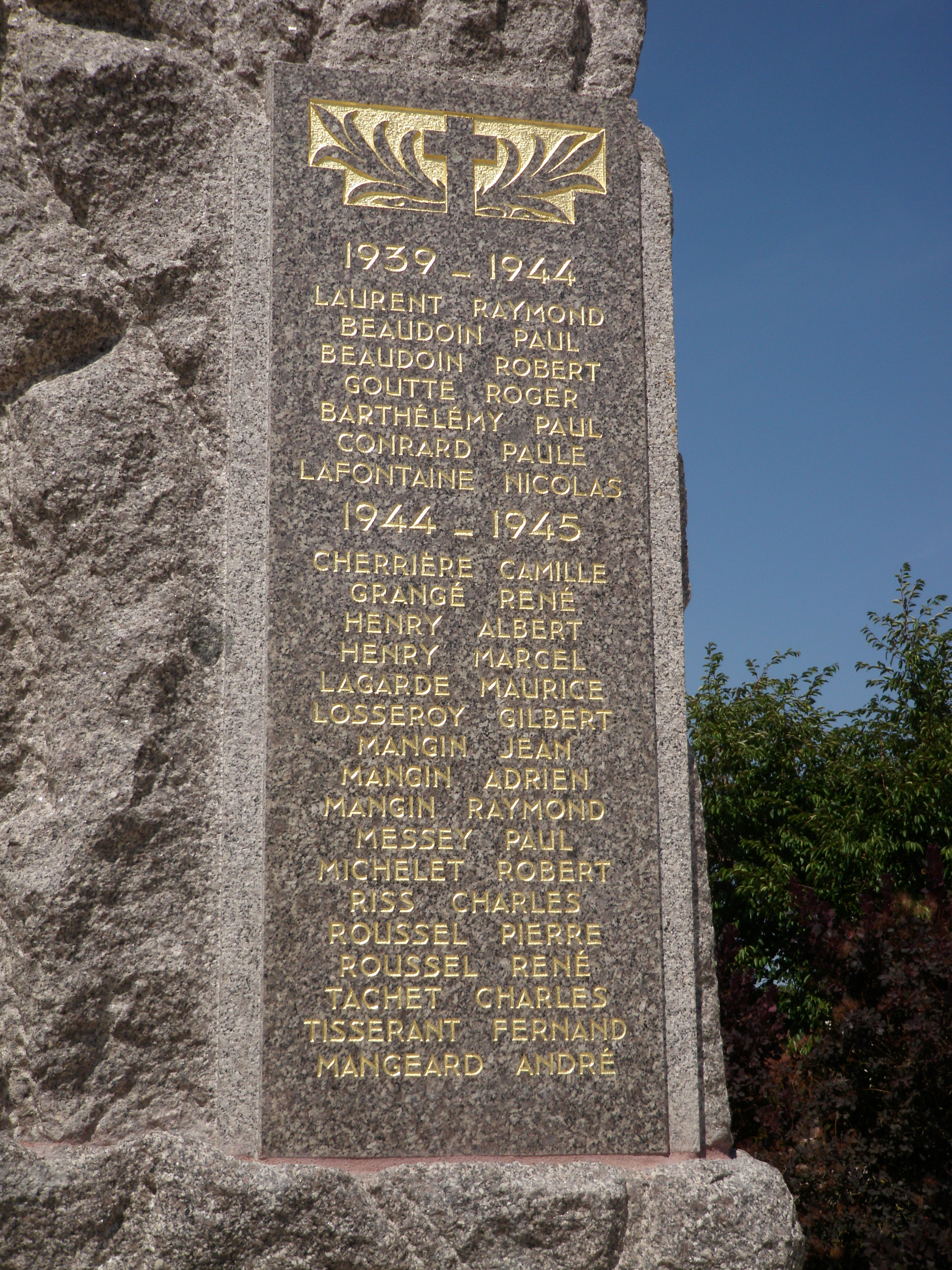
Monument aux morts 1939/1945 (détail).
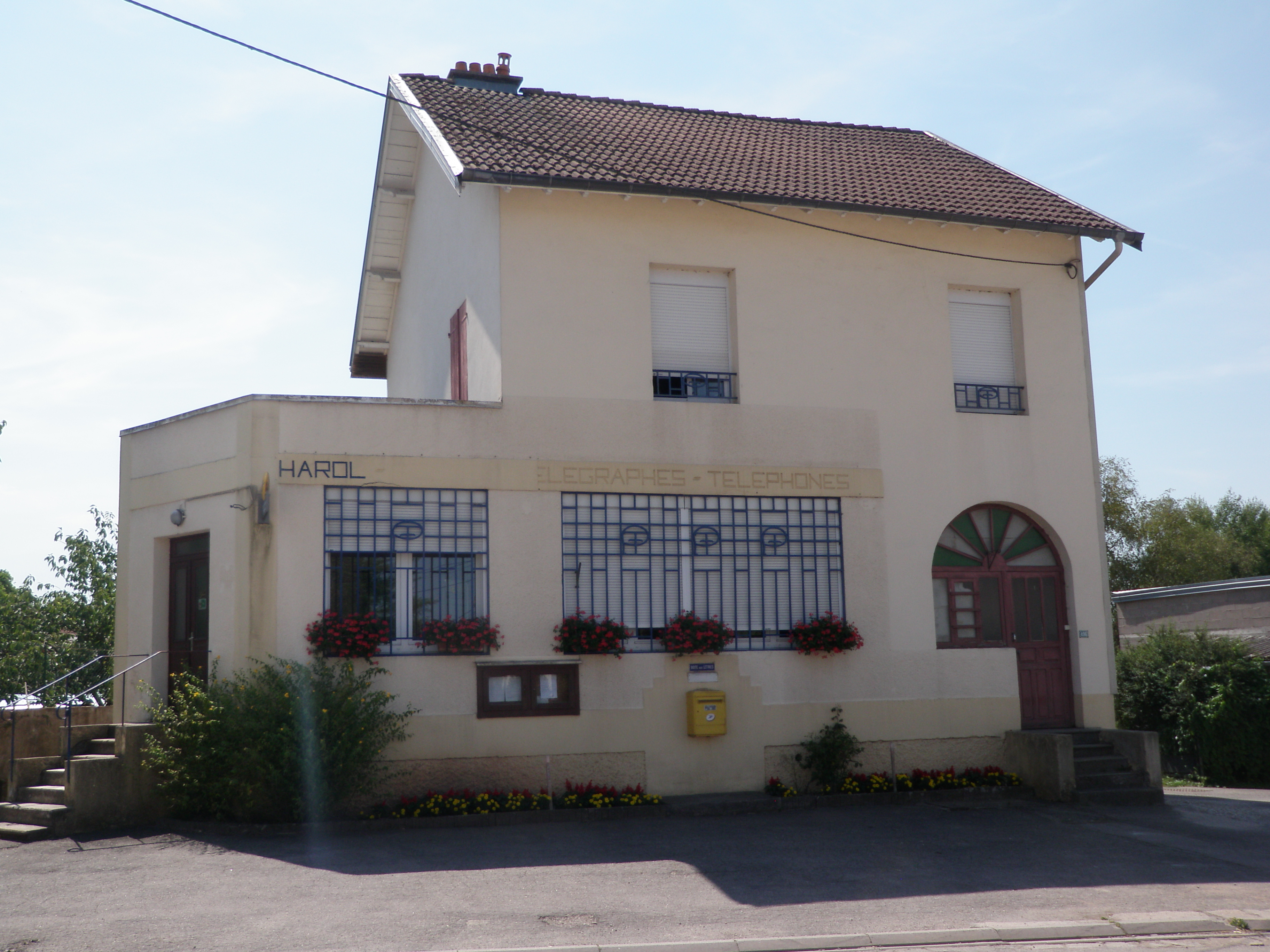
Agence postale.
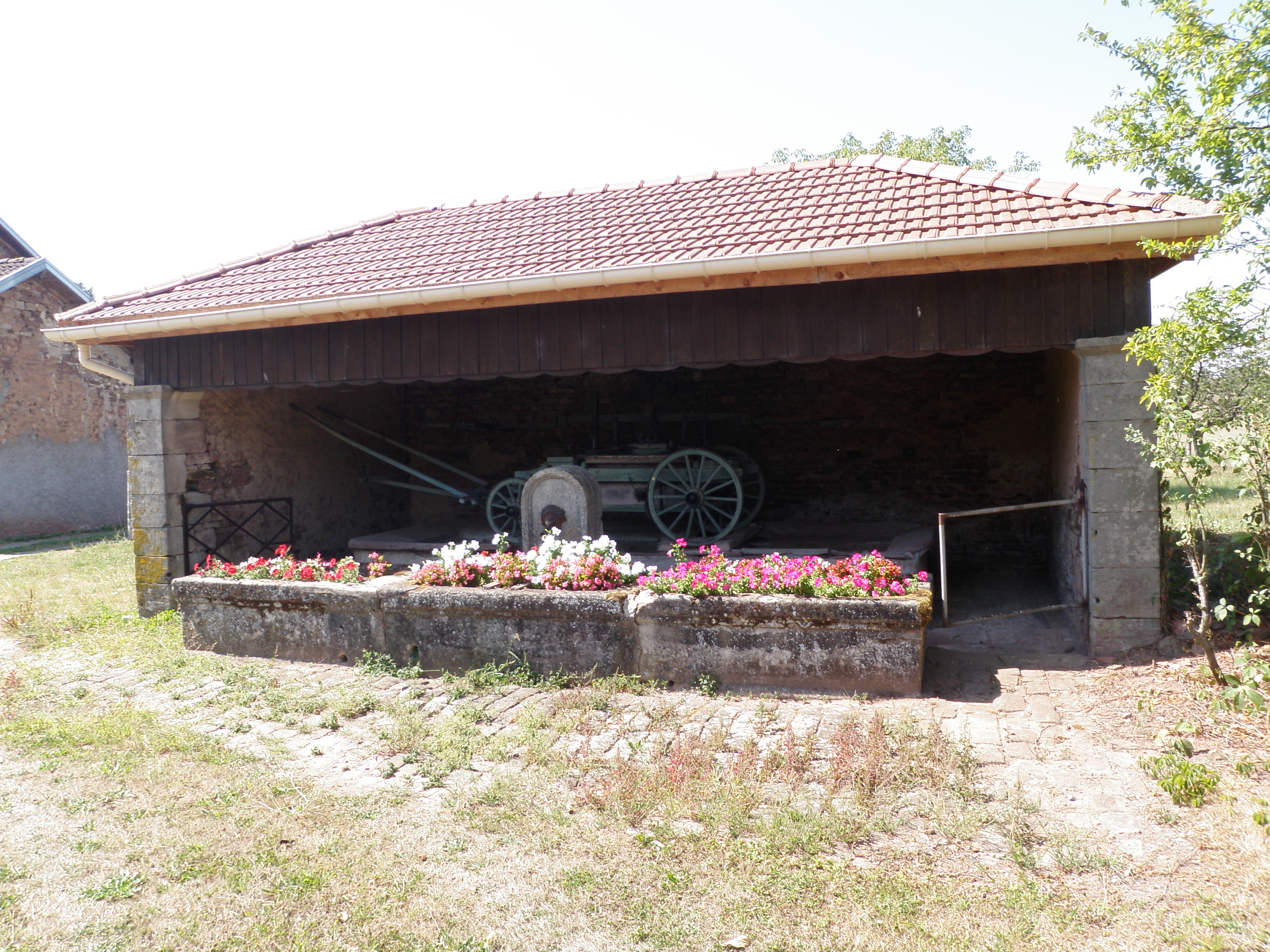
Lavoir de Longeroye.
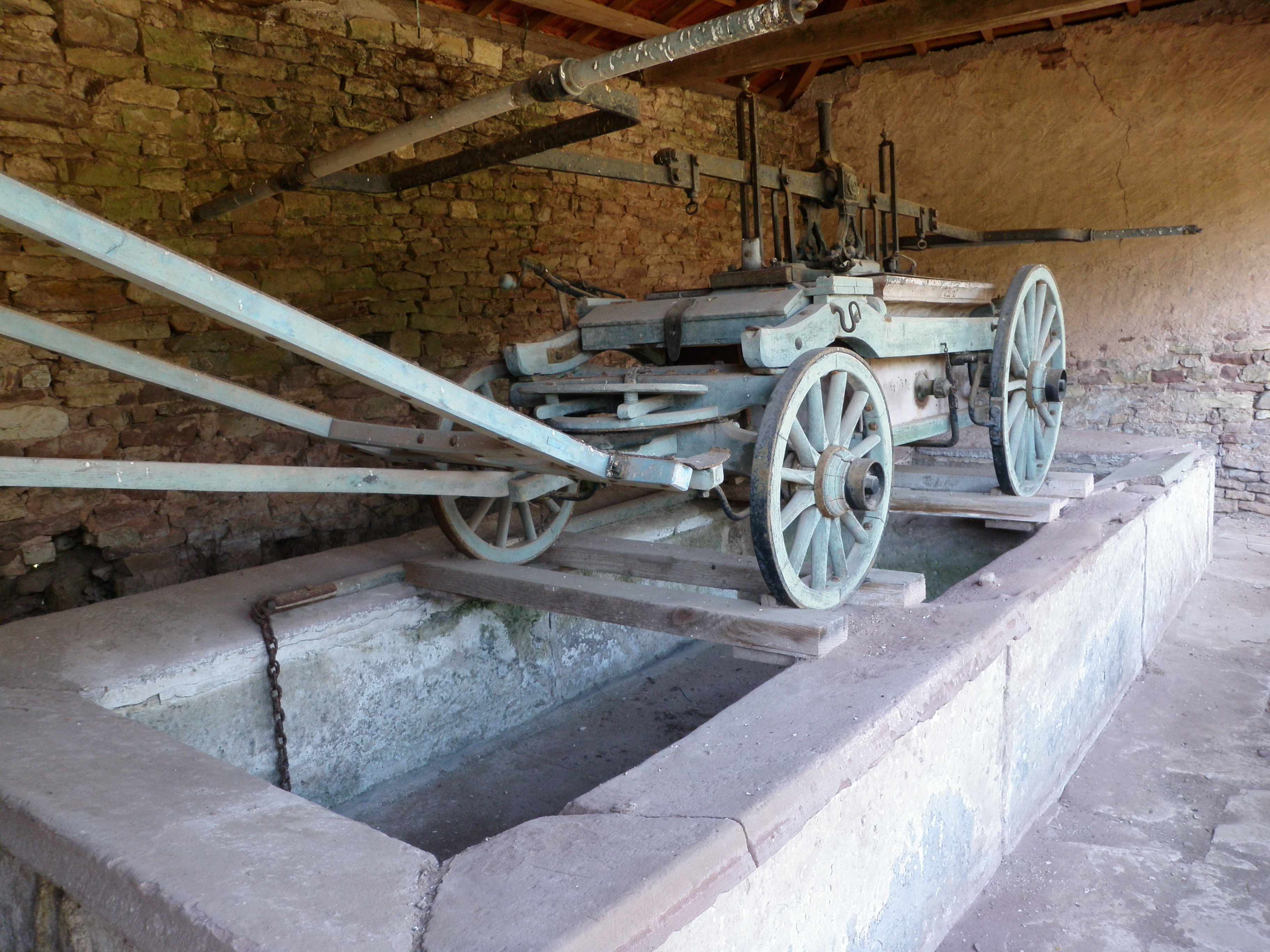
Lavoir de Longeroye.
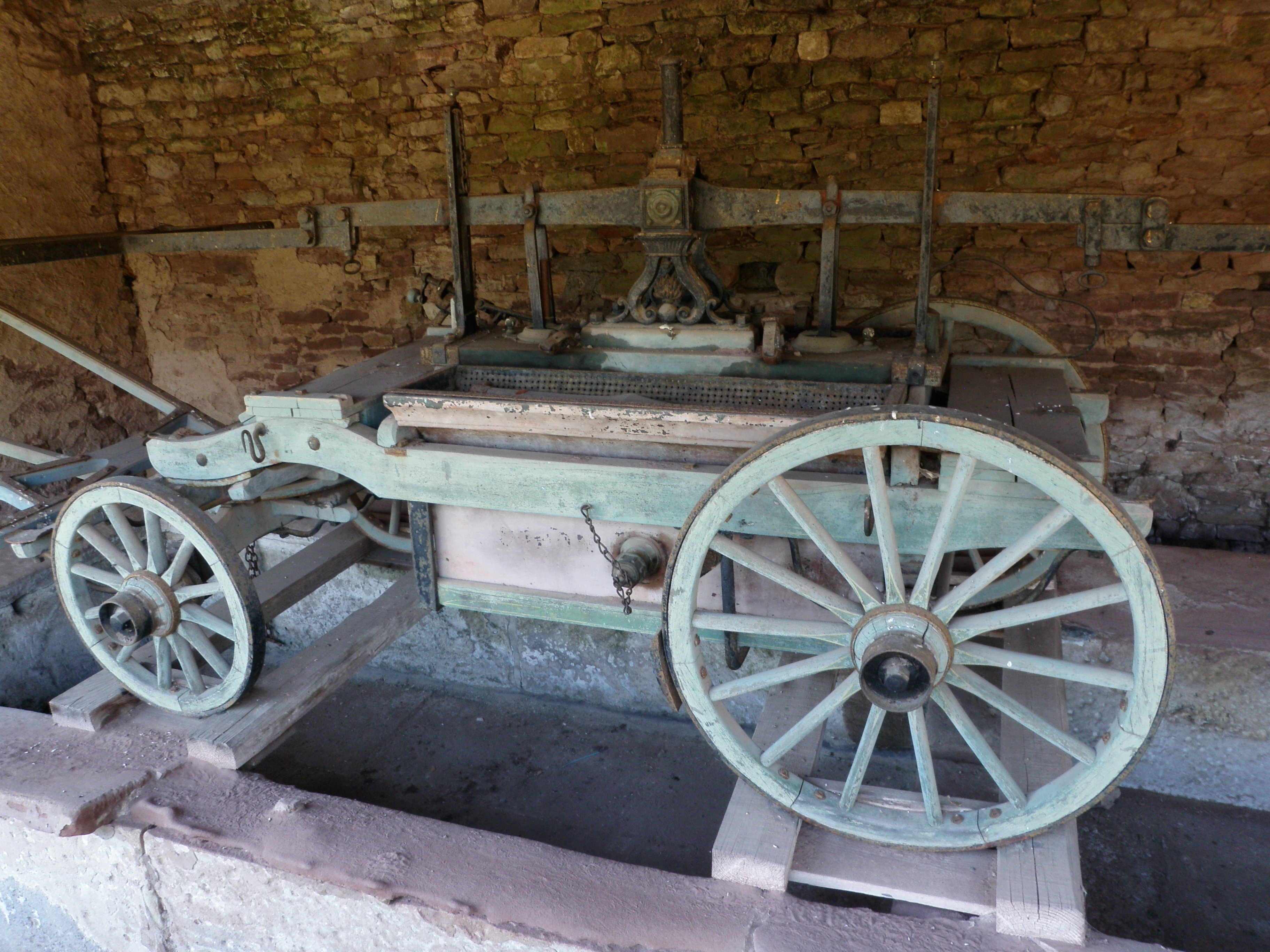
Pompe à incendie du lavoir de Longeroye.
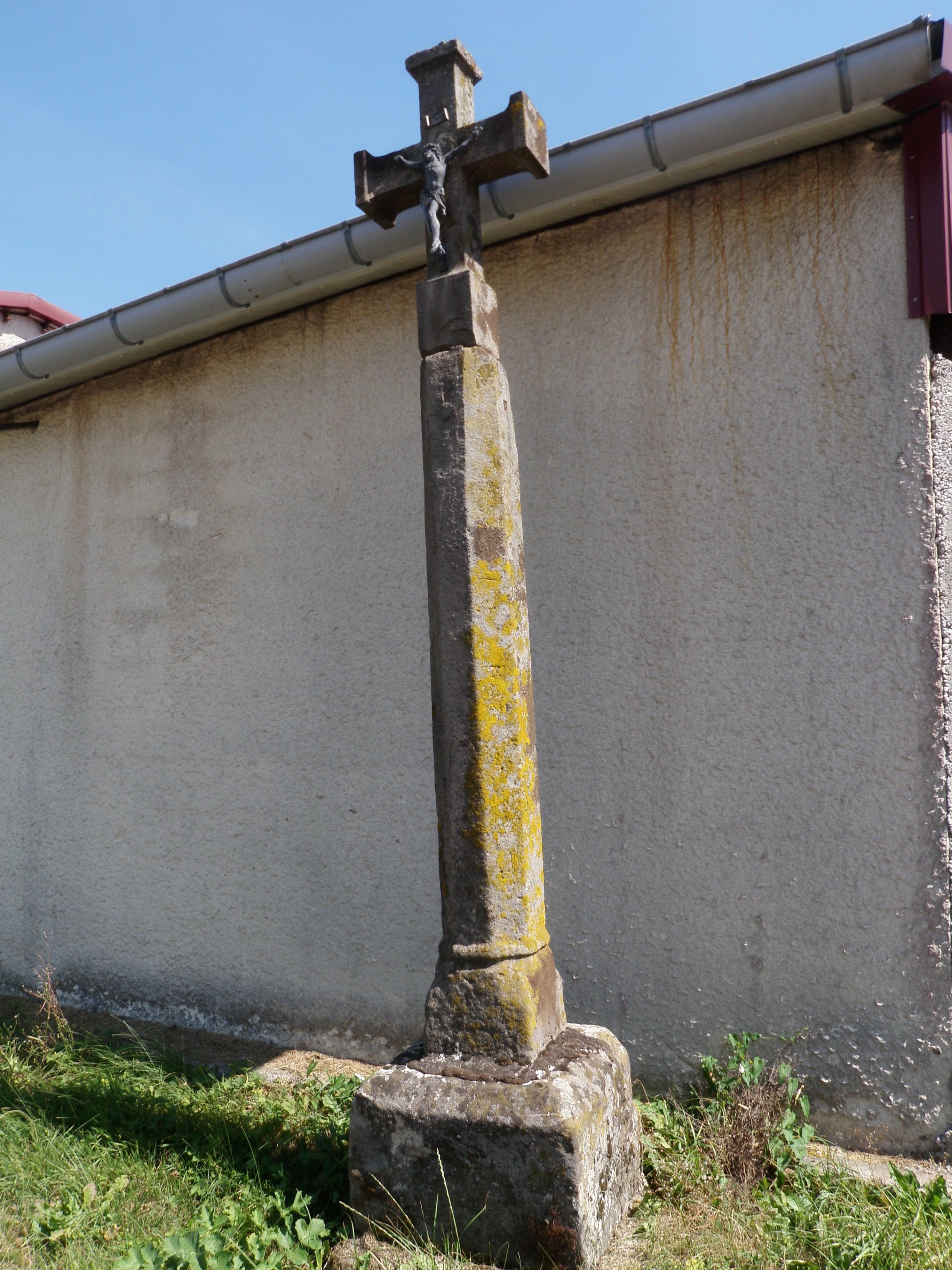
Calvaire de Longeroye.

#### Le Ménil
Le hameau du Ménil possède une ancienne école (construite en 1878 et fermée en 2006) ; une ancienne fontaine sur le chemin des Feignes (fleurie en été) ; un ensemble fontaine-lavoir sur le chemin communal du Ratel (1844) ; une fontaine sur la route de Darney (avec une pierre à laver, propriété privée).
L'ancienne école conserve sa pierre de taille de fondation ; on peut y lire :

« J'AI ÉTÉ BÂTIE

PAR LES HABITANTS DU MÉNIL

ET DÉDIÉE À L'INSTRUCTION DE LEURS ENFANTS »

L'ensemble fontaine-lavoir a bien été restauré. Il se présente d'abord par une fontaine à trois auges, suivie d'un lavoir rectangulaire couvert d'un toit. Néanmoins, il est actuellement envahi par les hautes herbes ; les eaux ont sans doute été détournées car le lavoir est vide, seul un mince filet d'eau coule encore dans la fontaine.

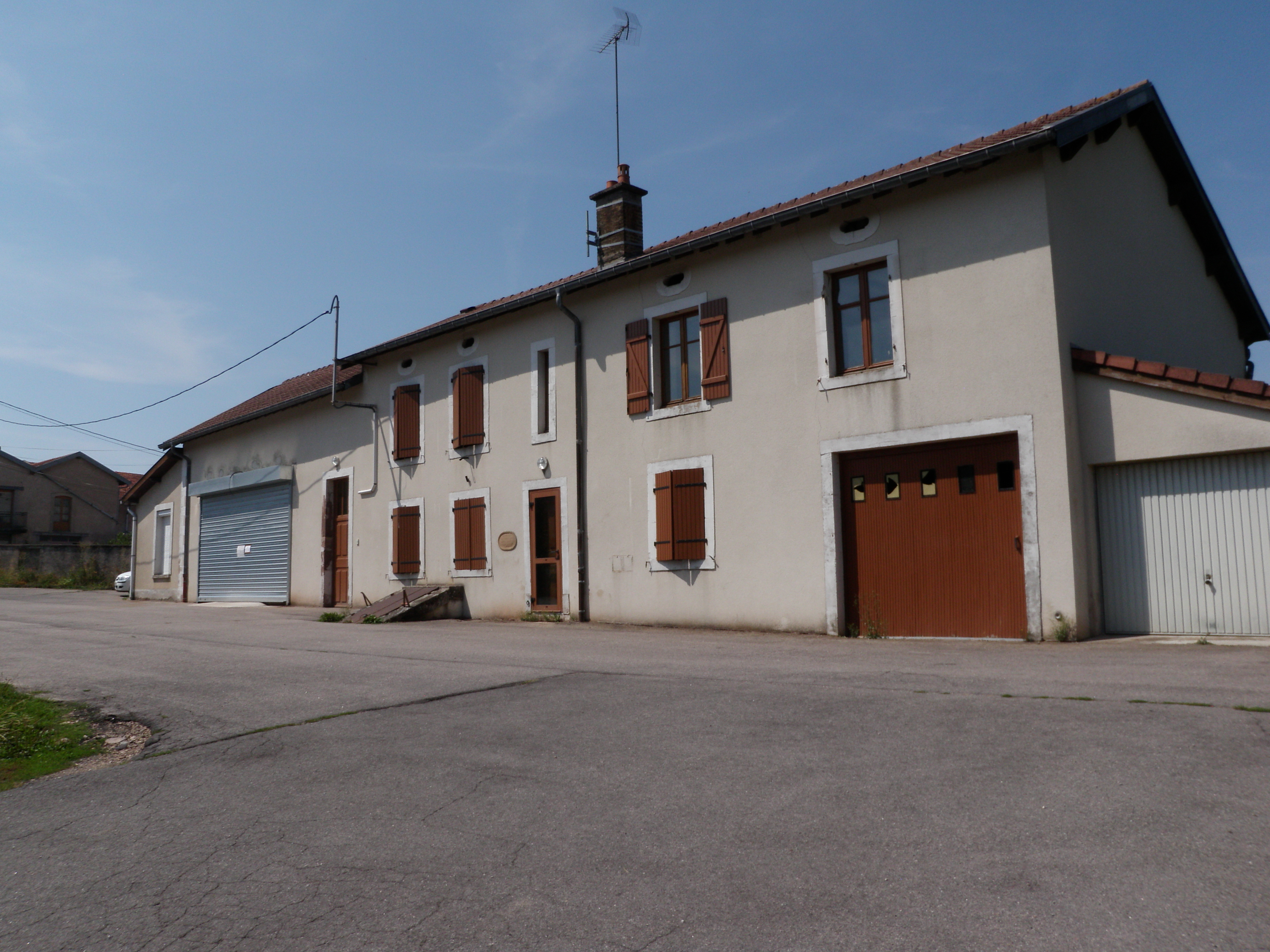
Ancienne école du Ménil.
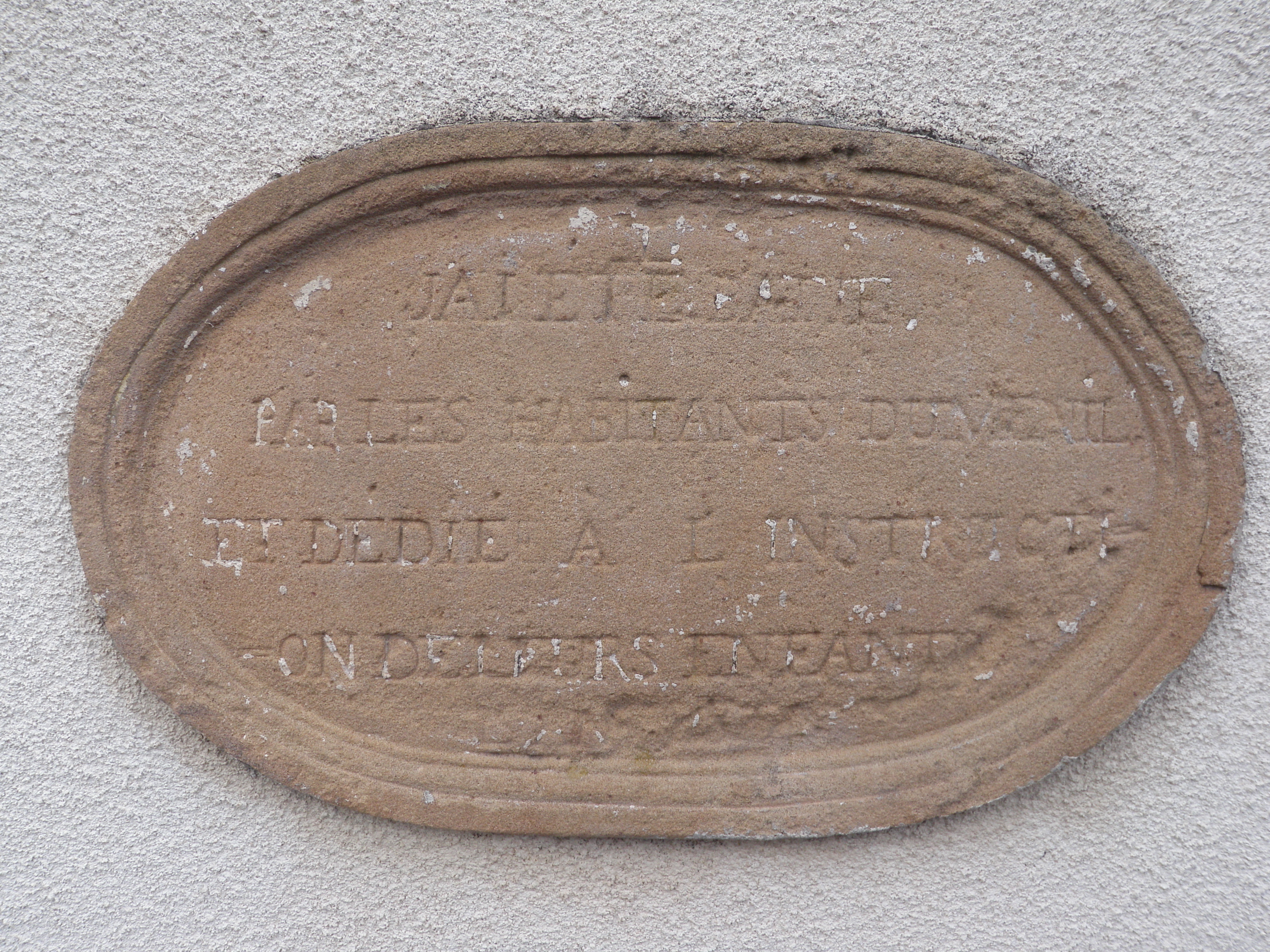
Pierre taillée de l'ancienne école du Ménil (1878).
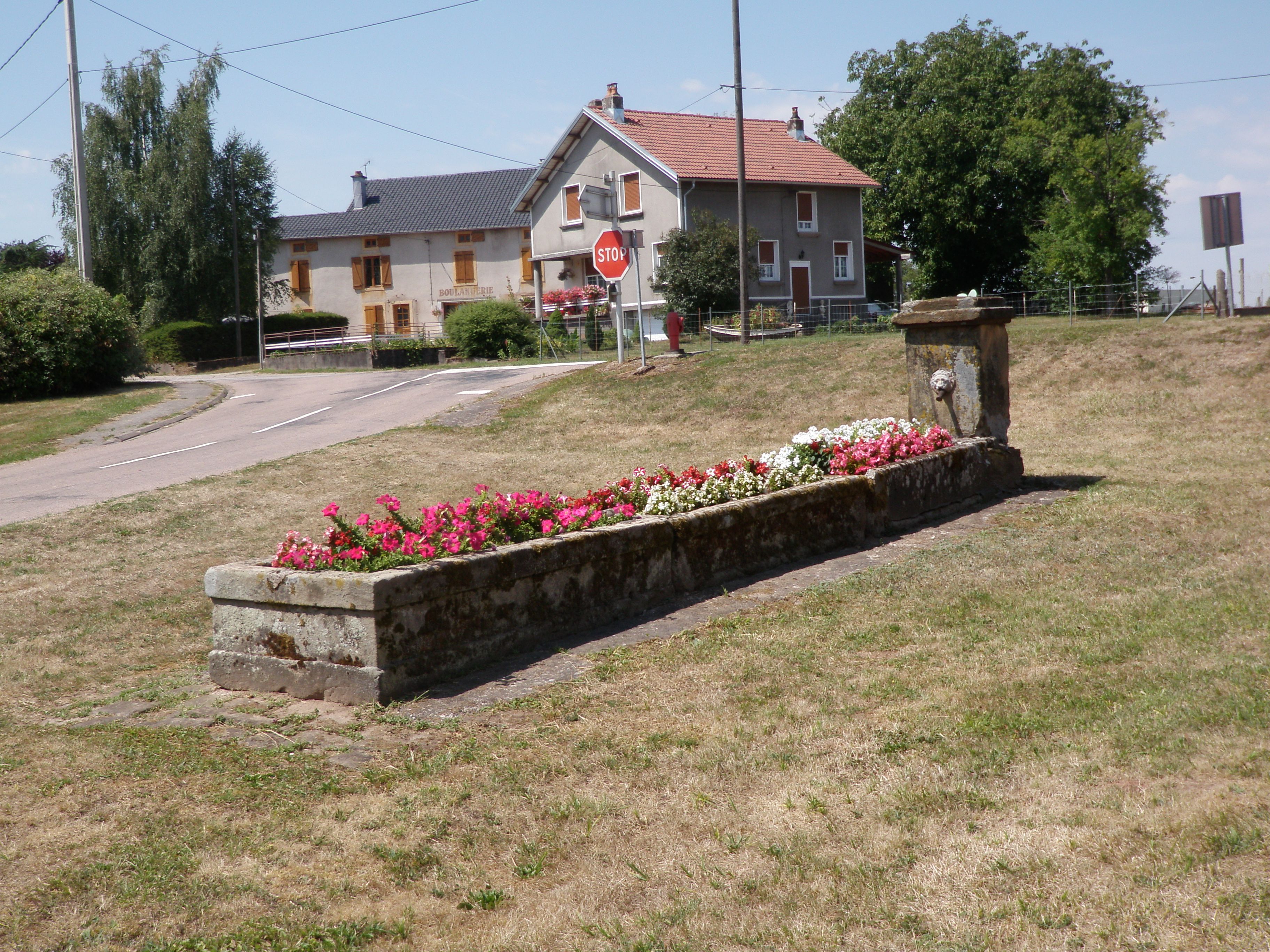
Ancienne fontaine du Ménil, au chemin des Feignes.
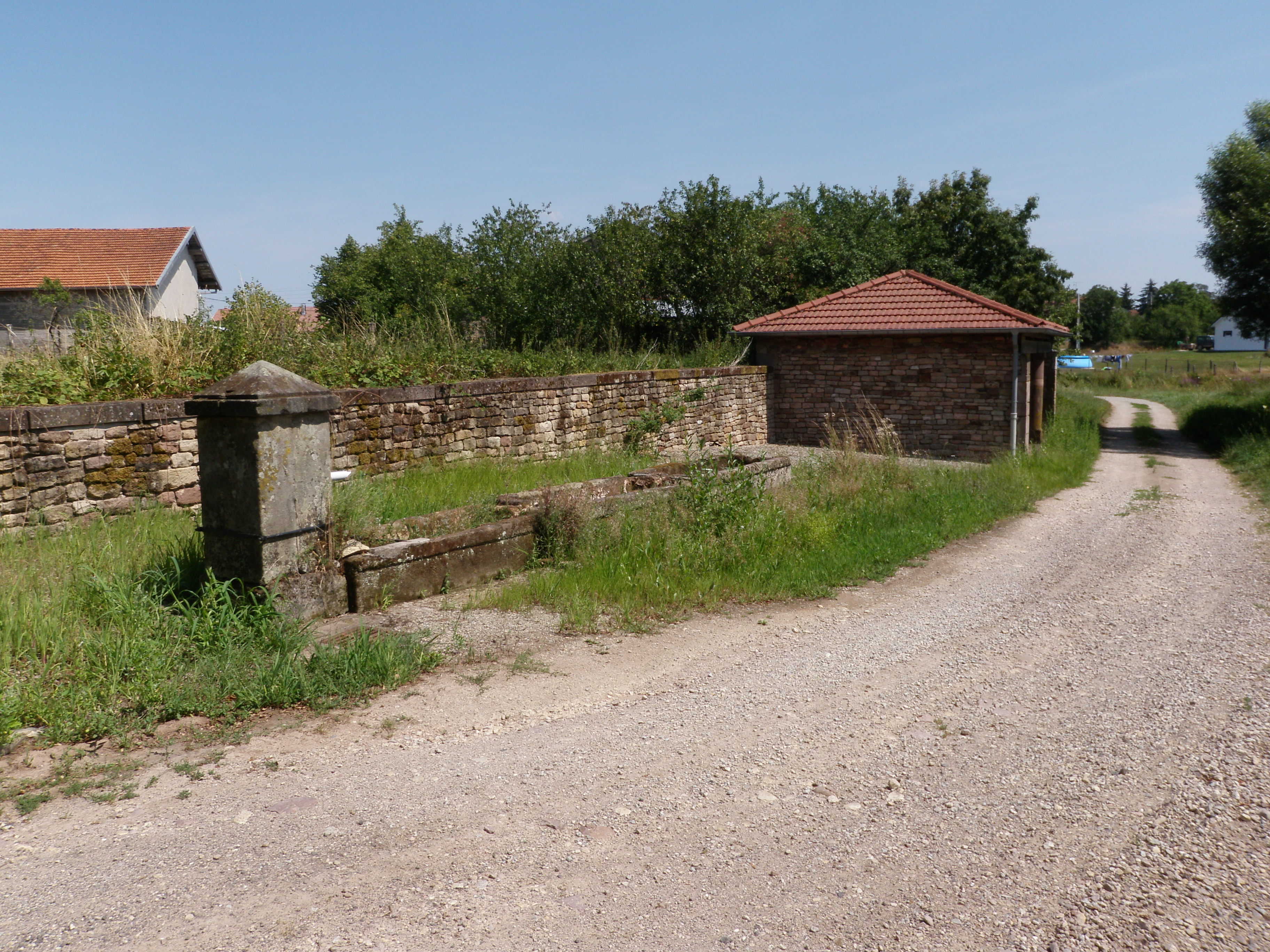
Fontaine et lavoir du Ménil.
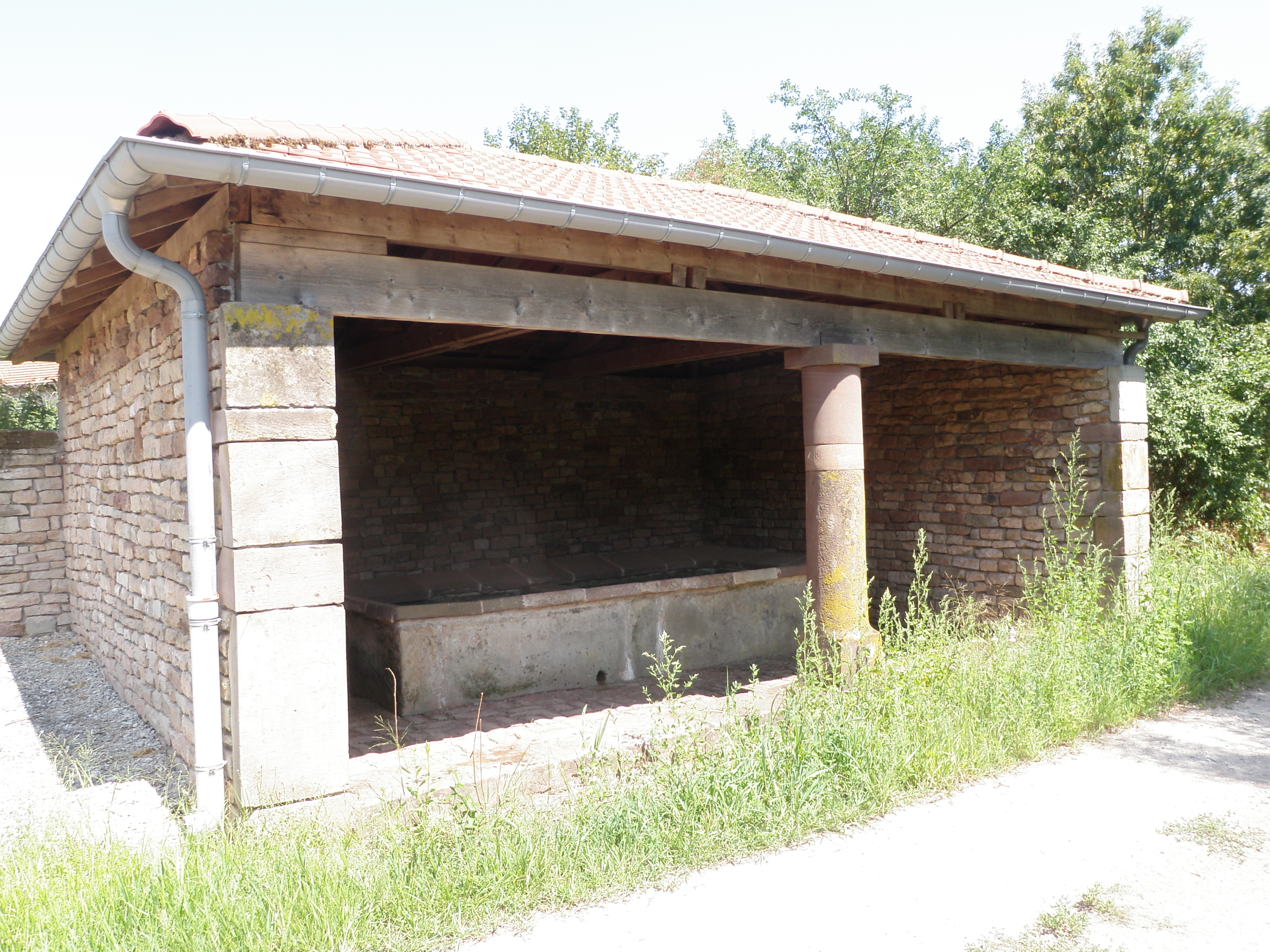
Lavoir du Ménil.
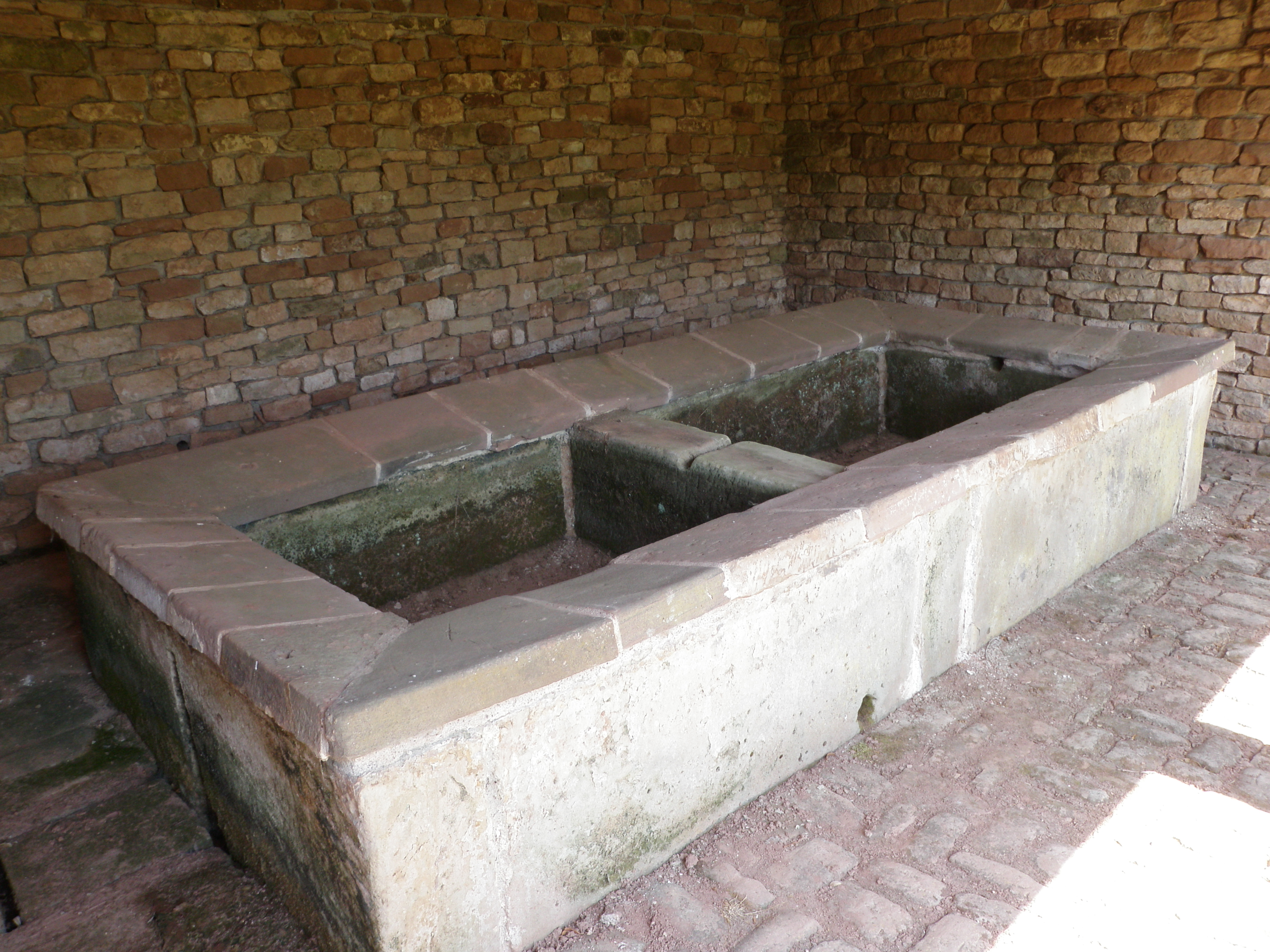
Lavoir du Ménil.

#### La Rue
Le hameau de La Rue dispose de plusieurs constructions du XIXe siècle : une ancienne école ; une ancienne fontaine sur le chemin de l'Illon (devant l'ancienne école, fleurie en été) ; une fontaine sur la rue des forêts (avec deux pierres à laver, fleurie en été) ; un calvaire (au croisement de la rue principale et de la rue des Vergers) ; la fontaine du Haut-Bruet (couverte, propriété privée) ; le calvaire du Haut-Bruet (croix cassée).

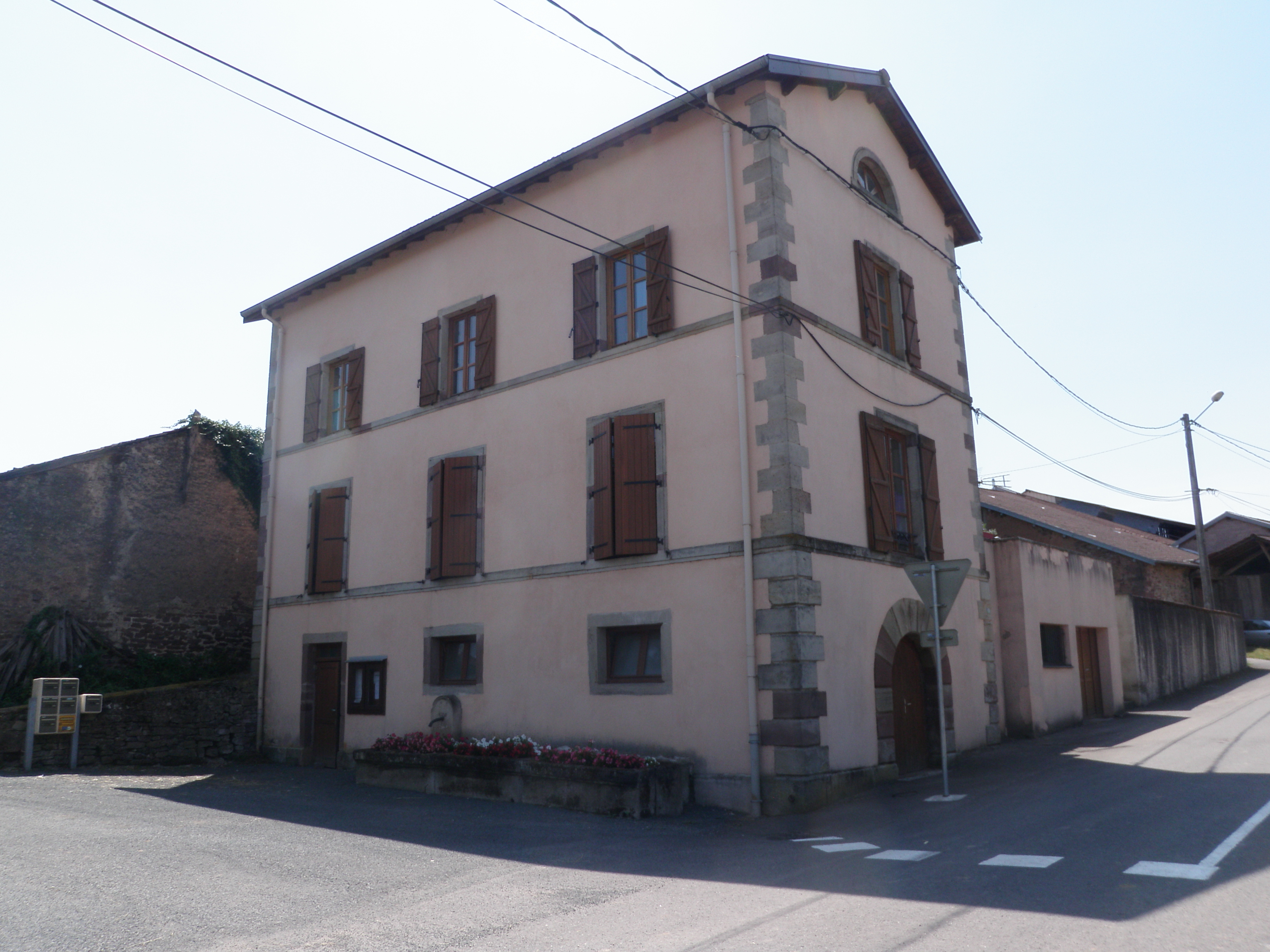
Ancienne école de La Rue.
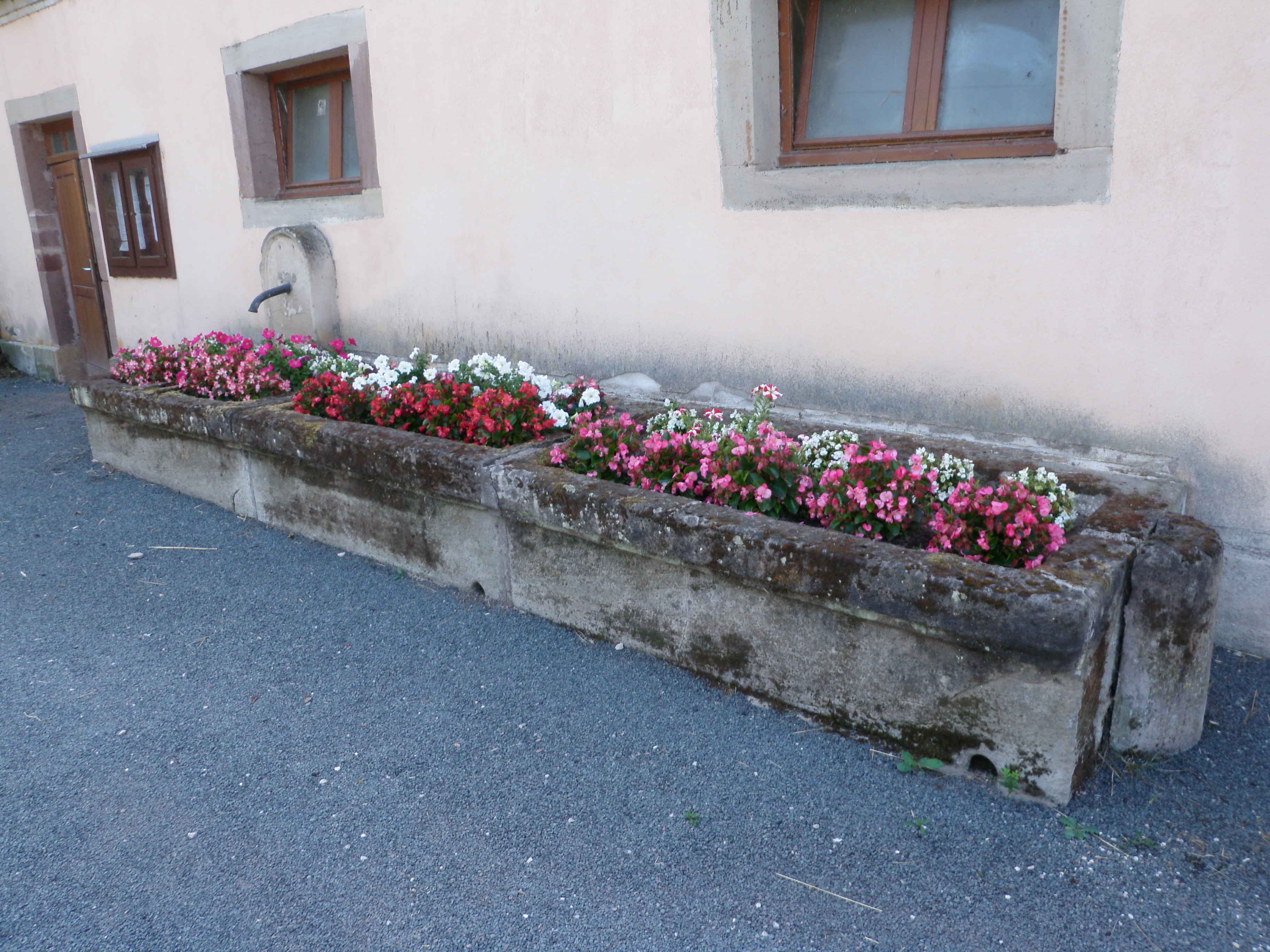
Fontaine de La Rue (chemin de l'Illon).
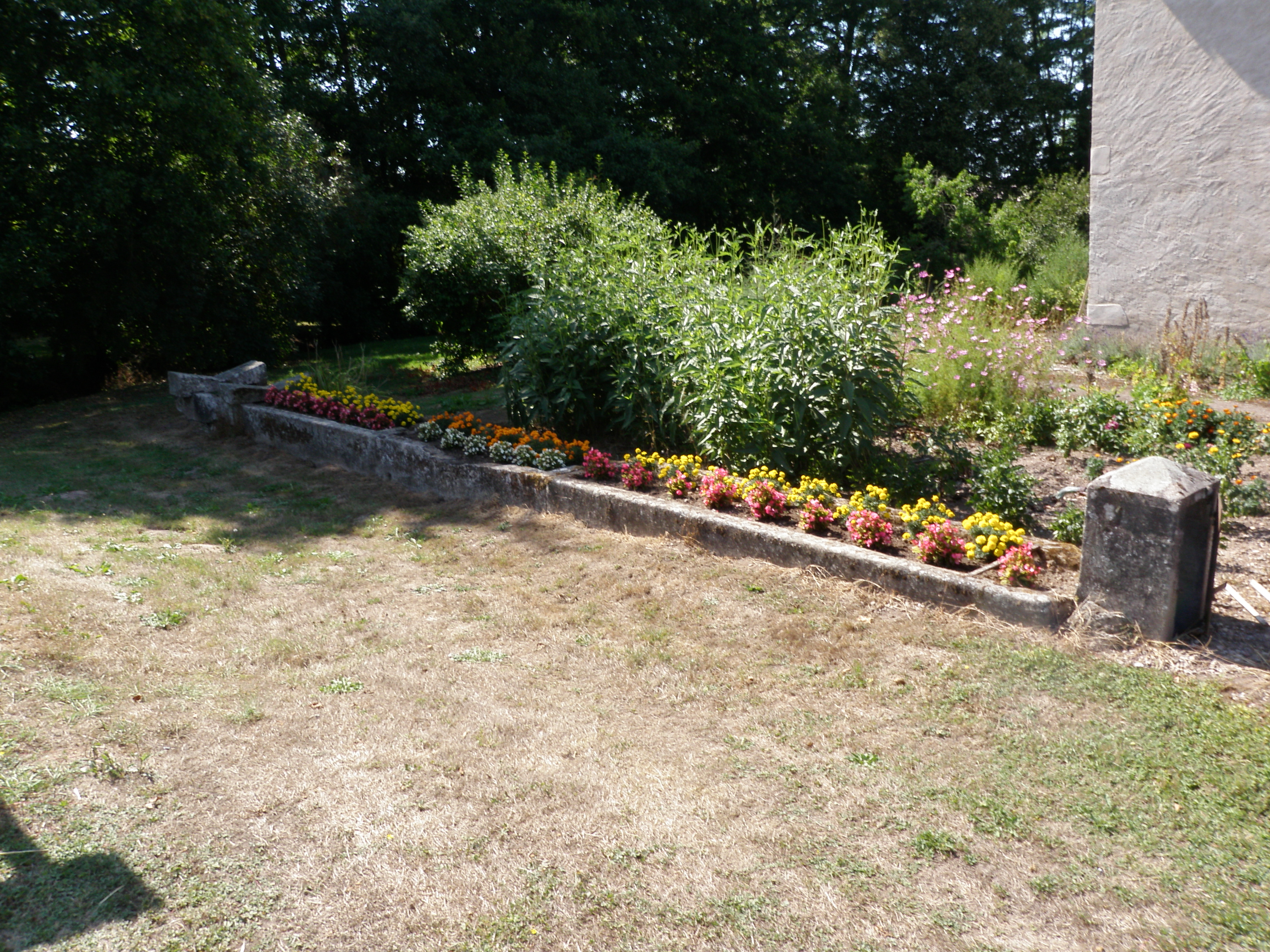
Fontaine de La Rue (rue des Forêts).
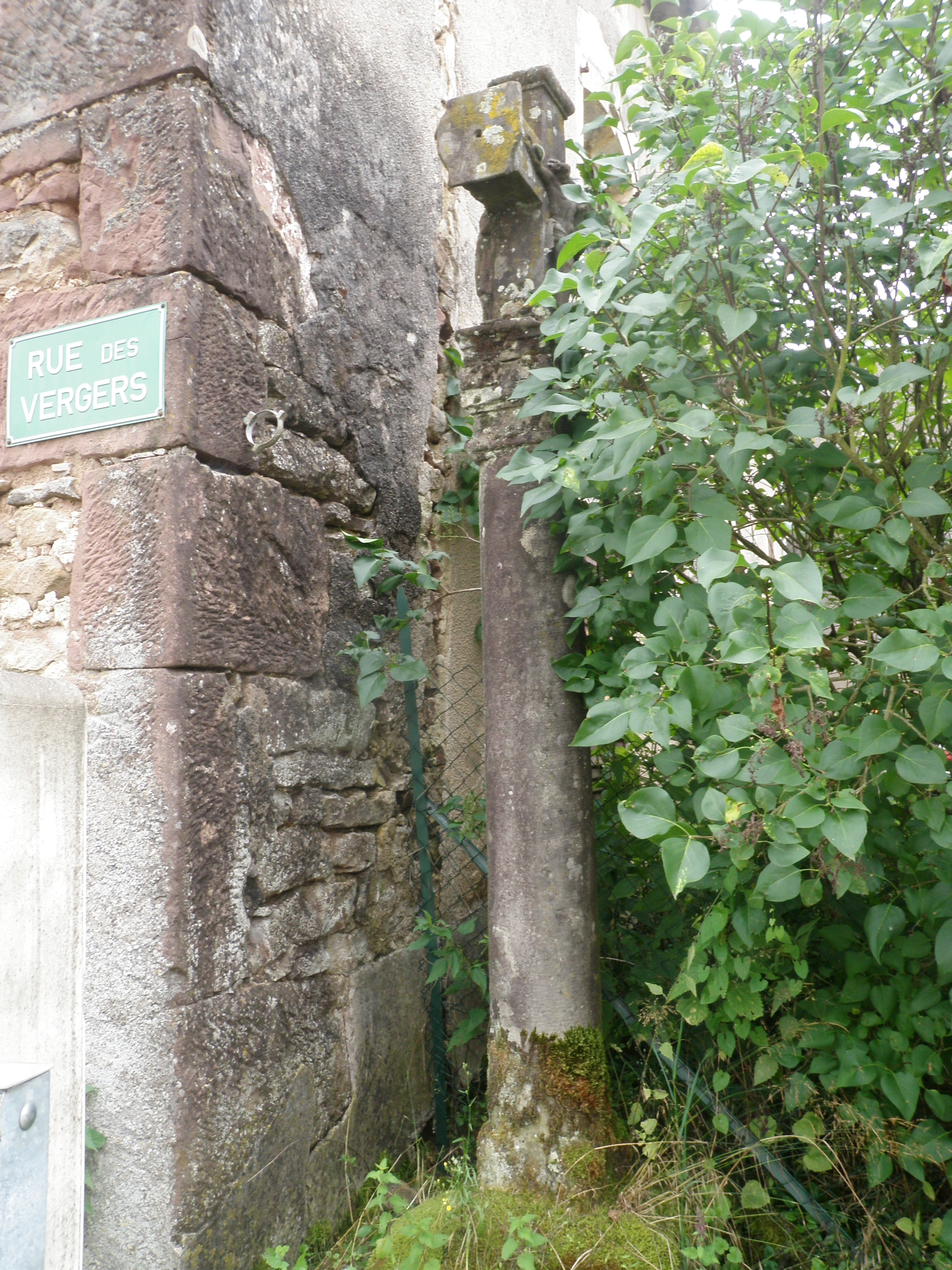
Calvaire de La Rue.
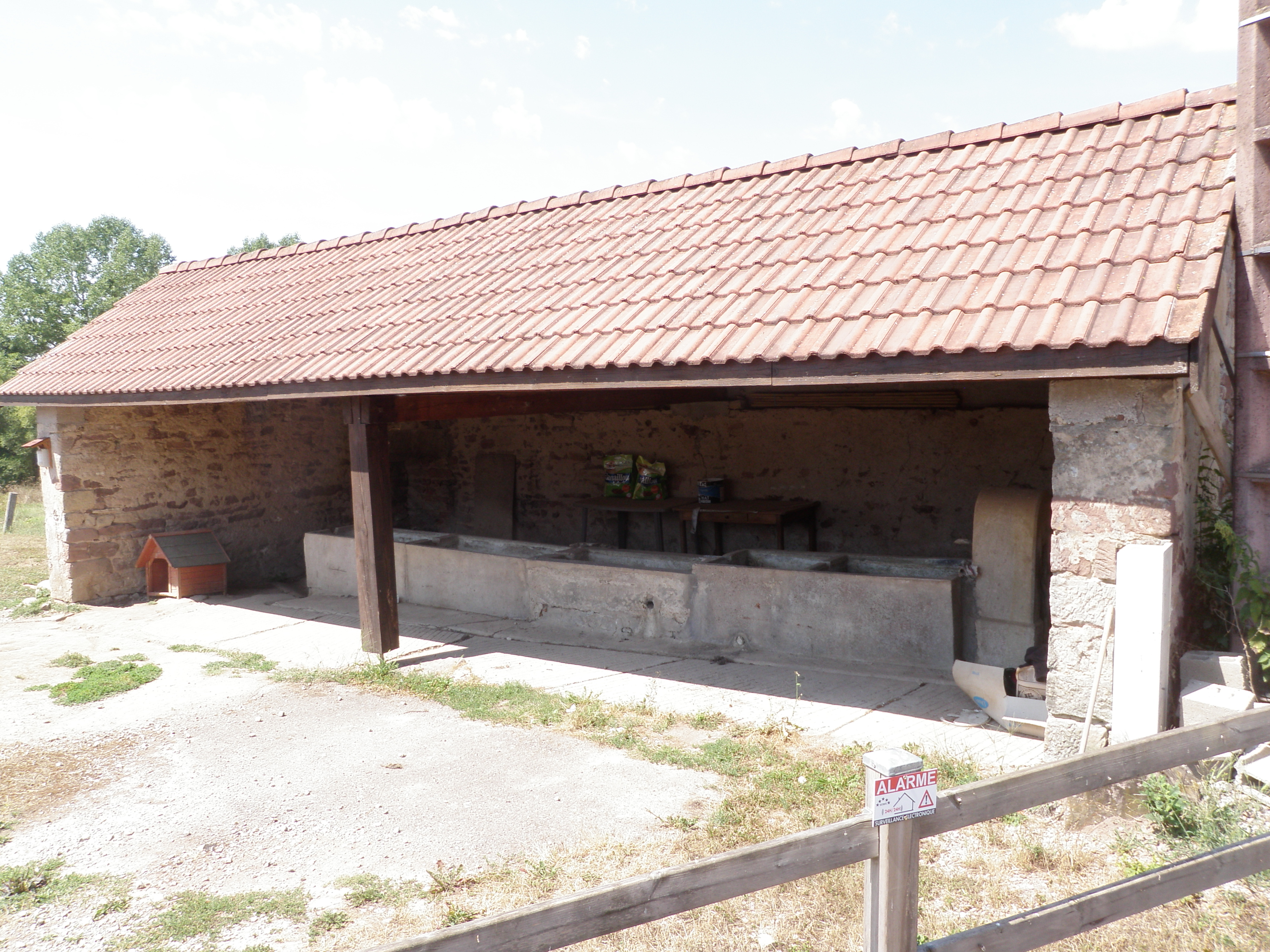
Fontaine du Haut-Bruet.

#### Puttegney
Le hameau de Puttegney a également conservé plusieurs constructions du XIXe siècle : un calvaire, la fontaine Brosse (1844), un bas-relief d'un visage sur une maison, et ses deux anciennes écoles.
La fontaine Brosse se compose de quatre auges (dont deux restaurées avec du ciment en 2017) et deux pierres à laver. Elle présente en son centre une colonne en ciment disgracieuse pour soutenir le toit, due à une mauvaise restauration dans les années 1980. Elle est toujours alimentée en eau, mais une inondation permanente persiste toujours devant le bâtiment. Une réhabilitation en pierre des parties cimentées serait à envisager pour respecter la construction d'origine.
La première école de 1834 a été très fortement remaniée à la fin du XIXe siècle lorsqu'elle fut transformée en maréchalerie. Elle conserve sa pierre de taille de fondation ; on peut y lire :

« D.S.B MAISON D’ÉCOLE

CETTE PIERRE A ÉTÉ POSÉE

PAR LES HABITANTS DE

PUTTEGNEY - 1834 »

La seconde école date de 1878. Les écoles accueillaient les enfants des deux hameaux de Puttegney et de Saucenot.

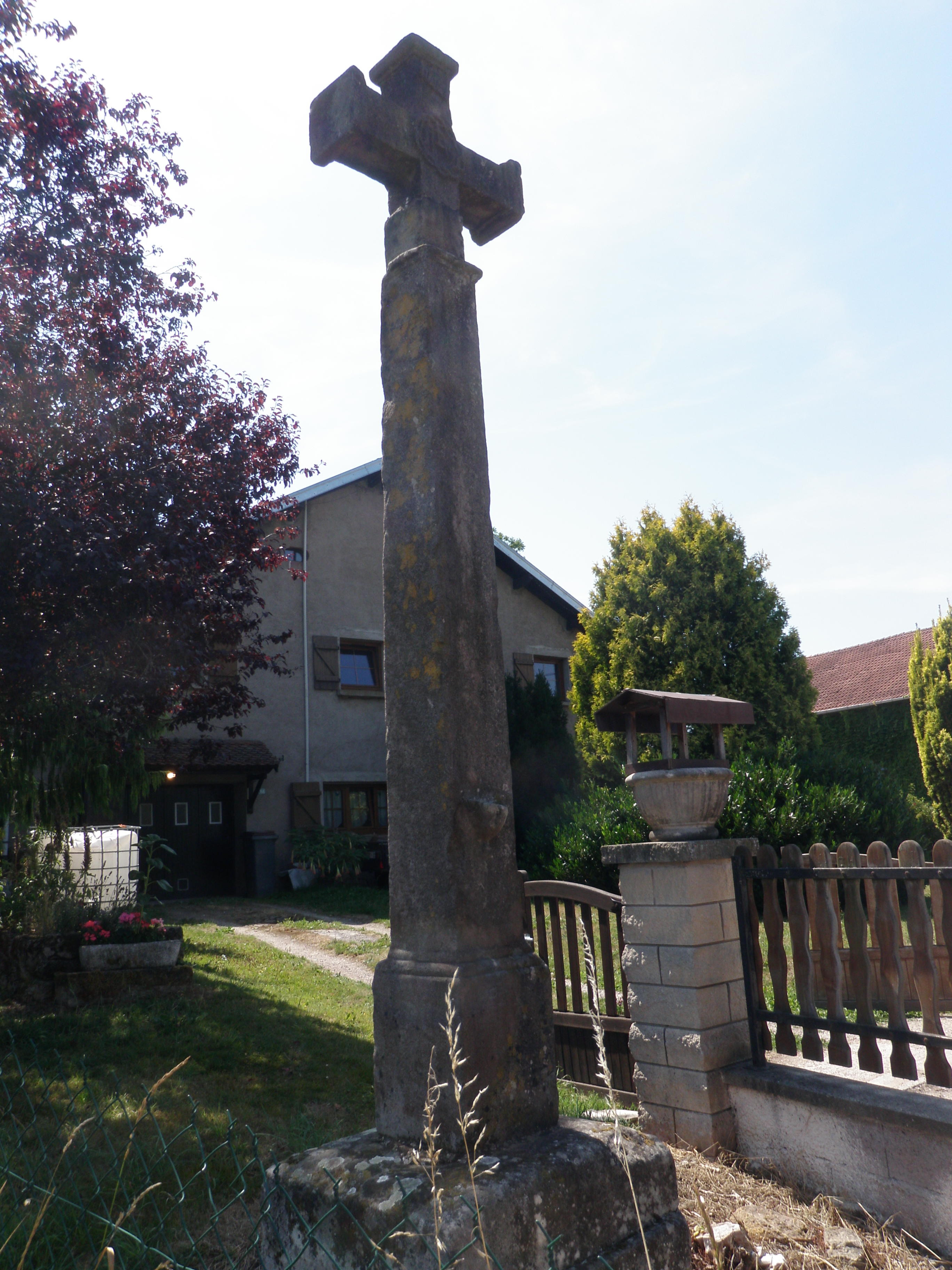
Calvaire de Puttegney.
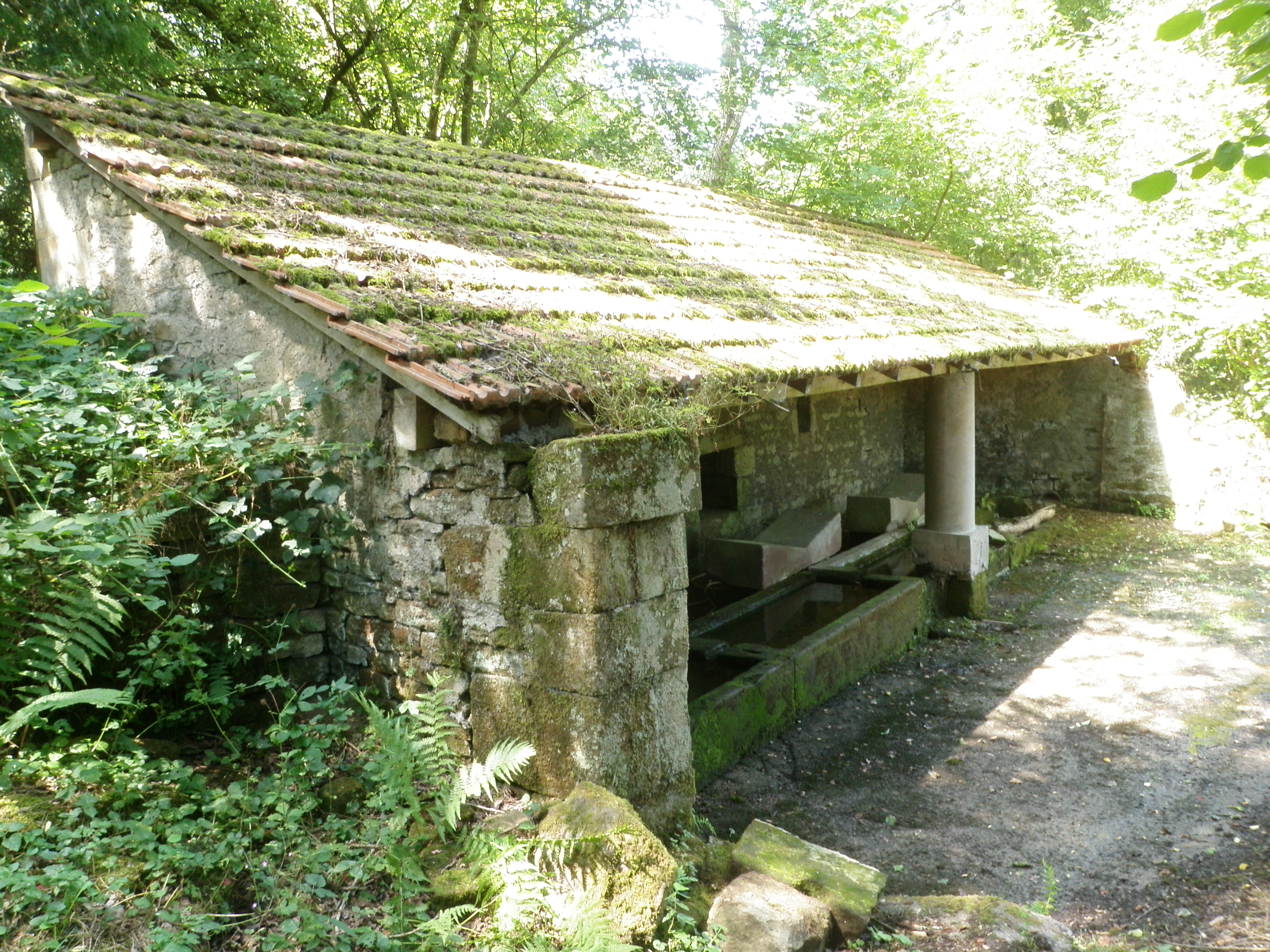
Fontaine Brosse de Puttegney (août 2015).
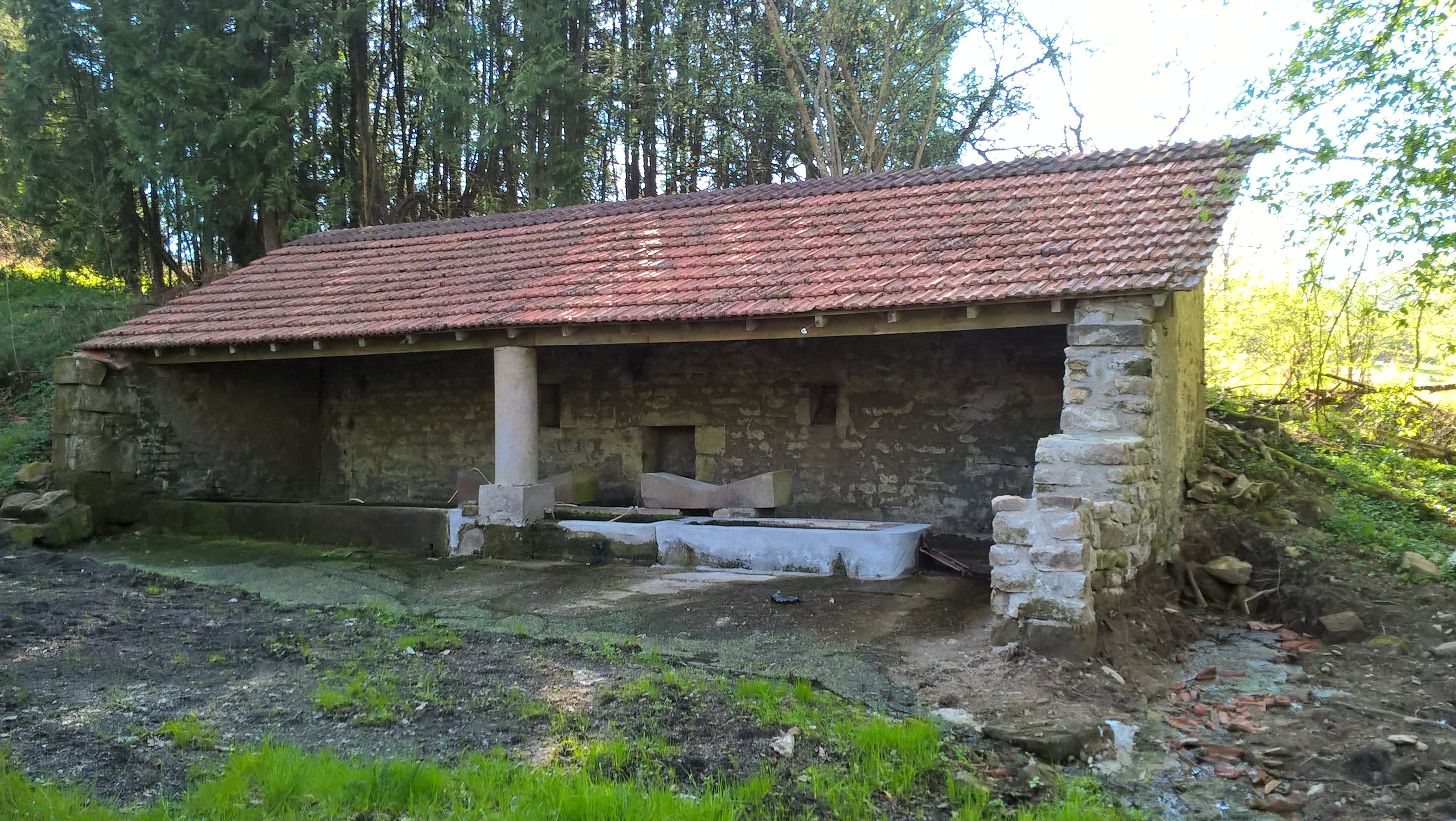
Fontaine Brosse de Puttegney (avril 2017).
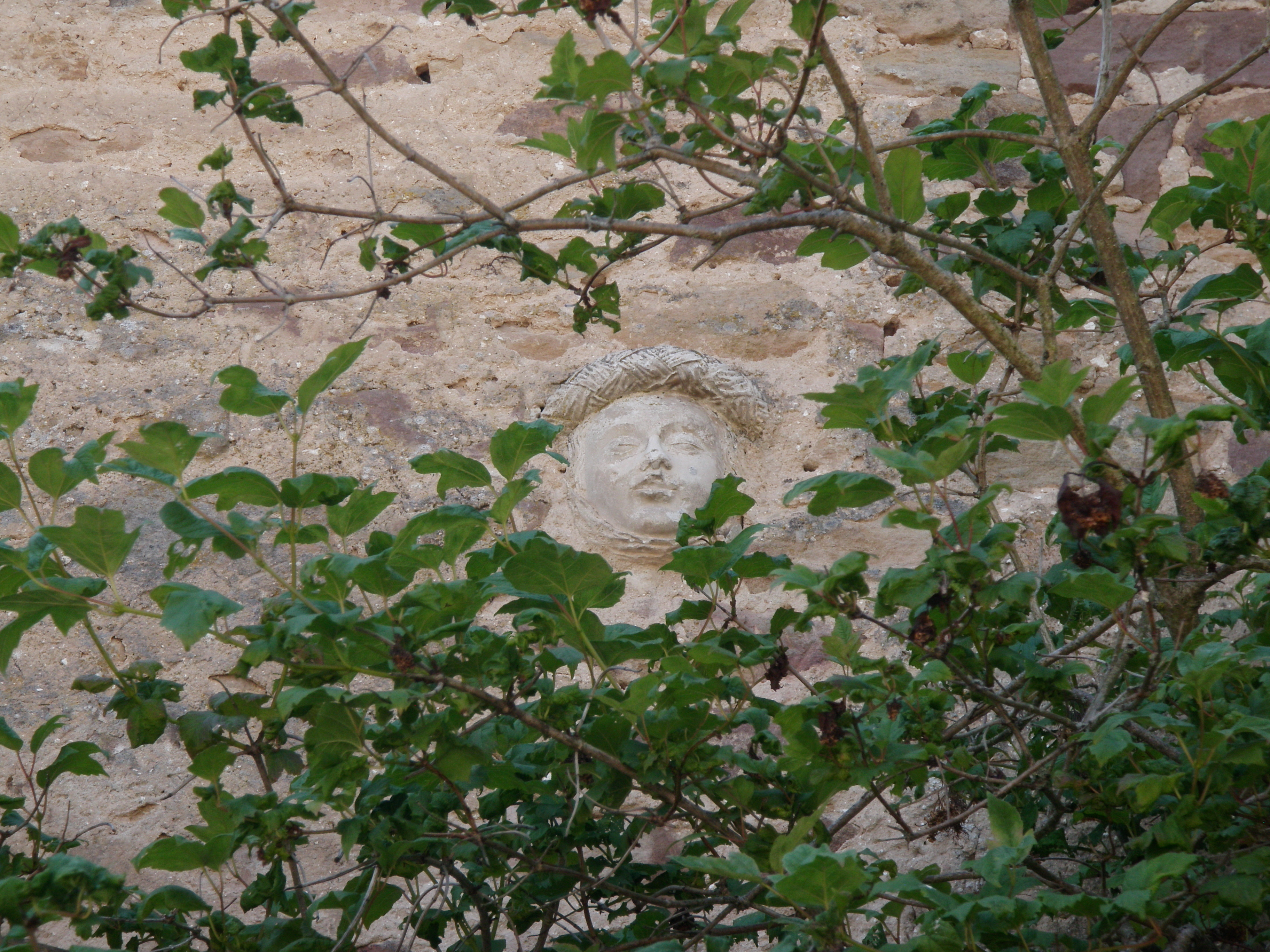
Bas-relief d'un visage.
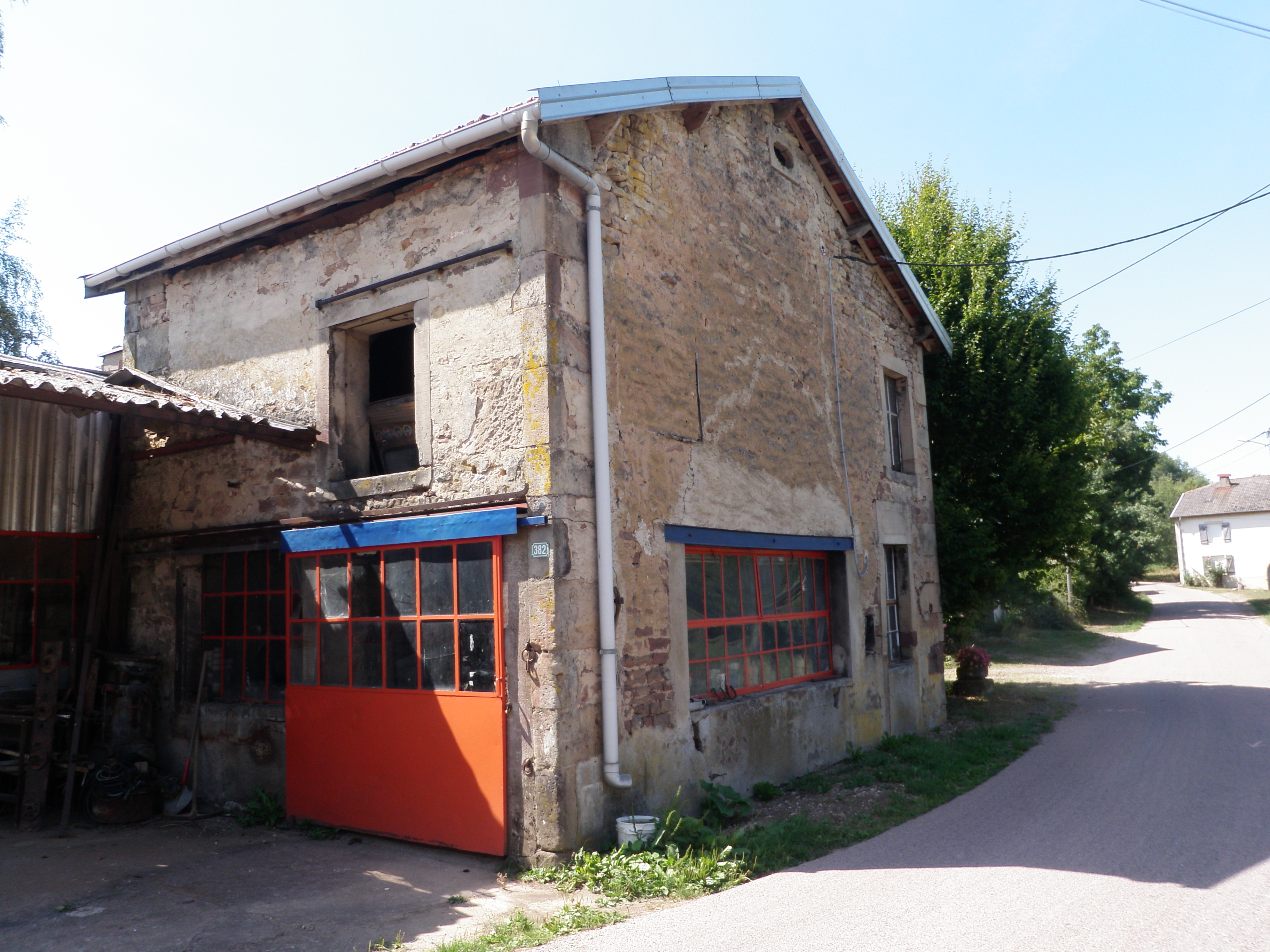
Première école de Puttegney (1834).
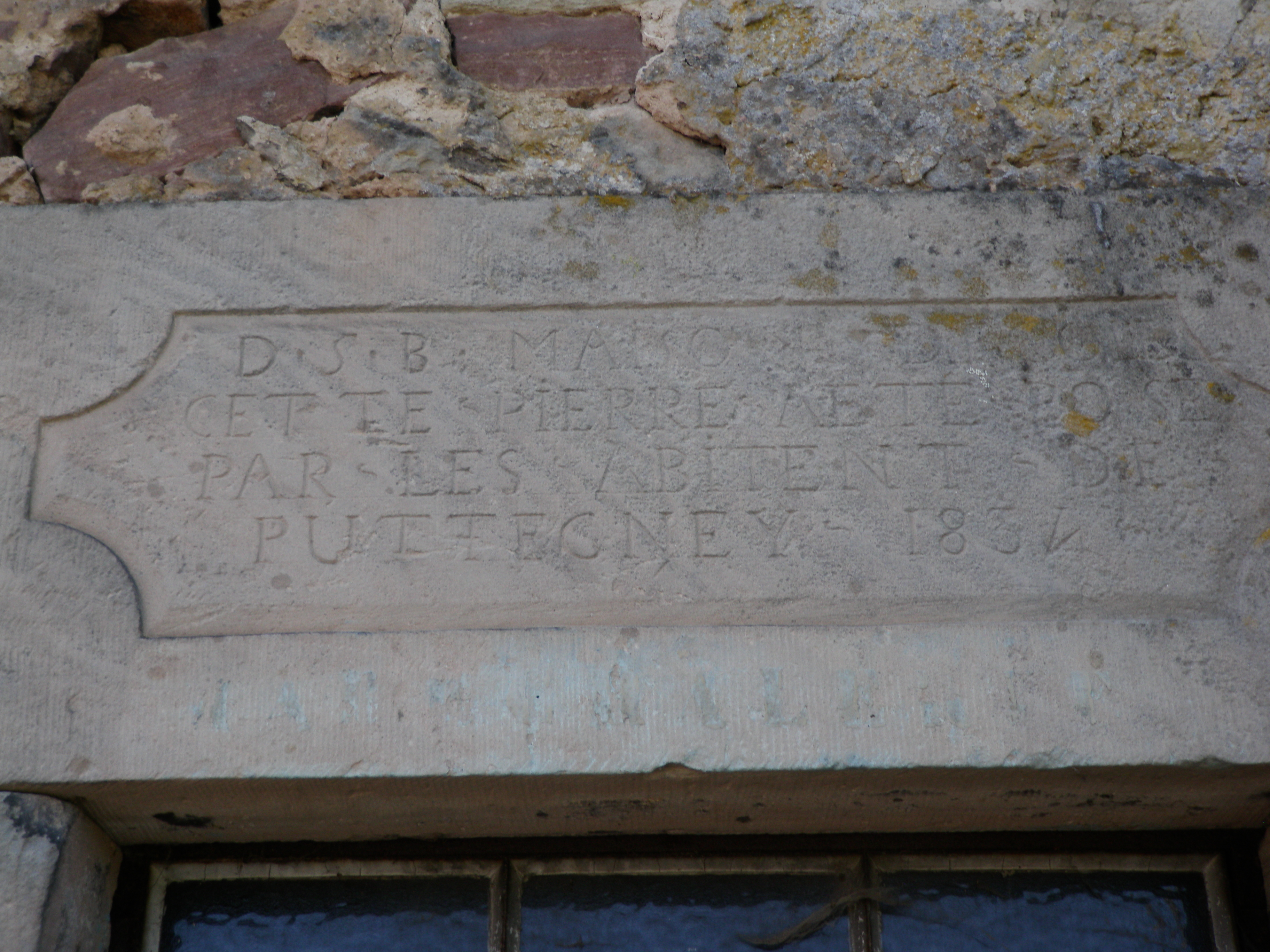
Pierre taillée de la première école de Puttegney (1834).
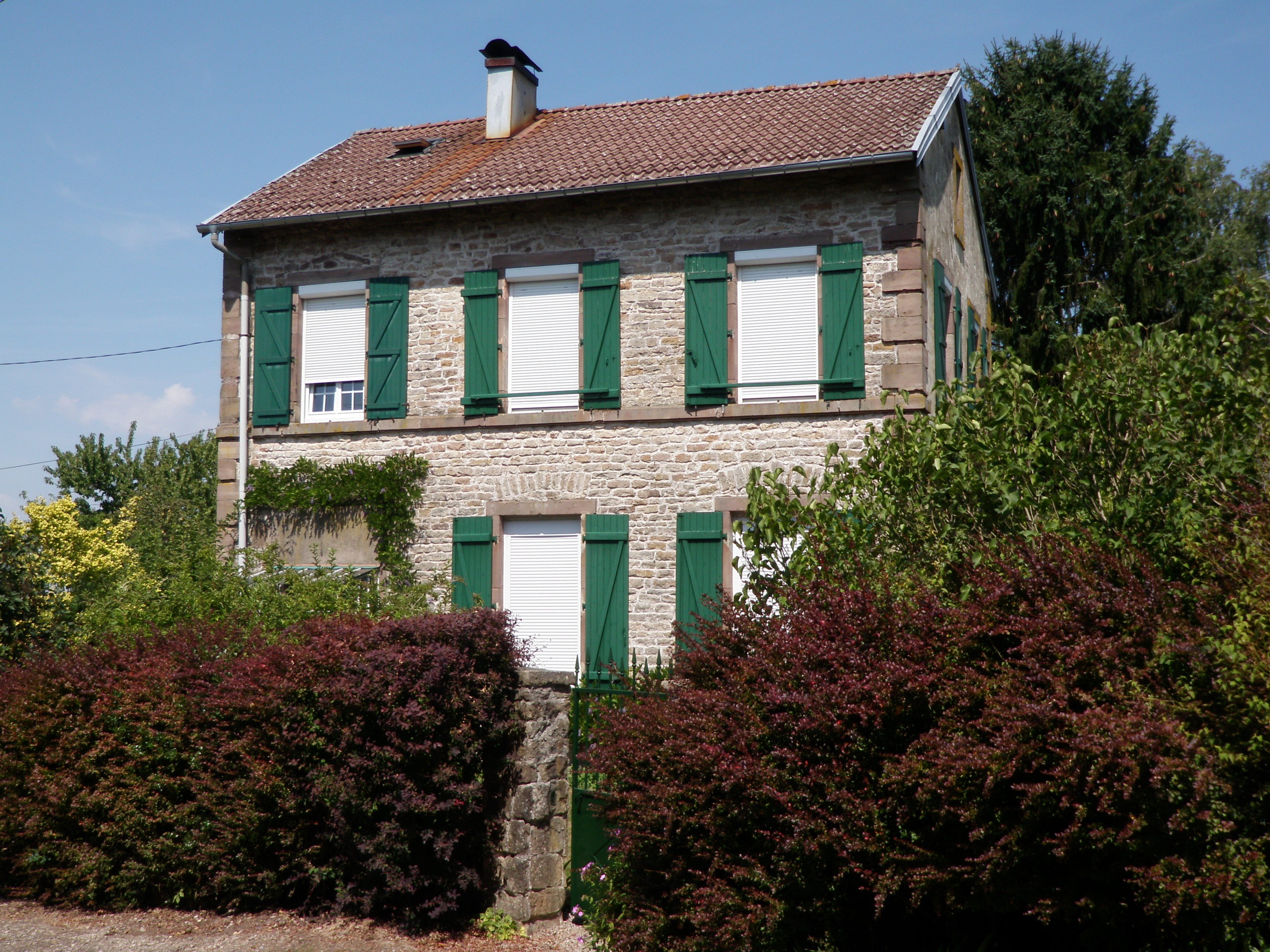
Seconde école de Puttegney (1878).

#### Saucenot
Saucenot possède une ancienne fontaine qui servait de lavoir (présence de pierres à laver), sur le chemin d'exploitation de l'étang de la Couverte. Il n'en subsiste aujourd'hui que quelques vestiges : les trois murs qui soutenaient le toit et quelques pierres taillées. C'est le seul lavoir de la commune dans cet état de ruine ; une restauration complète serait à envisager.
Un calvaire existe sur la hauteur du hameau, sur la partie appartenant à la commune de Charmois-l'Orgueilleux.

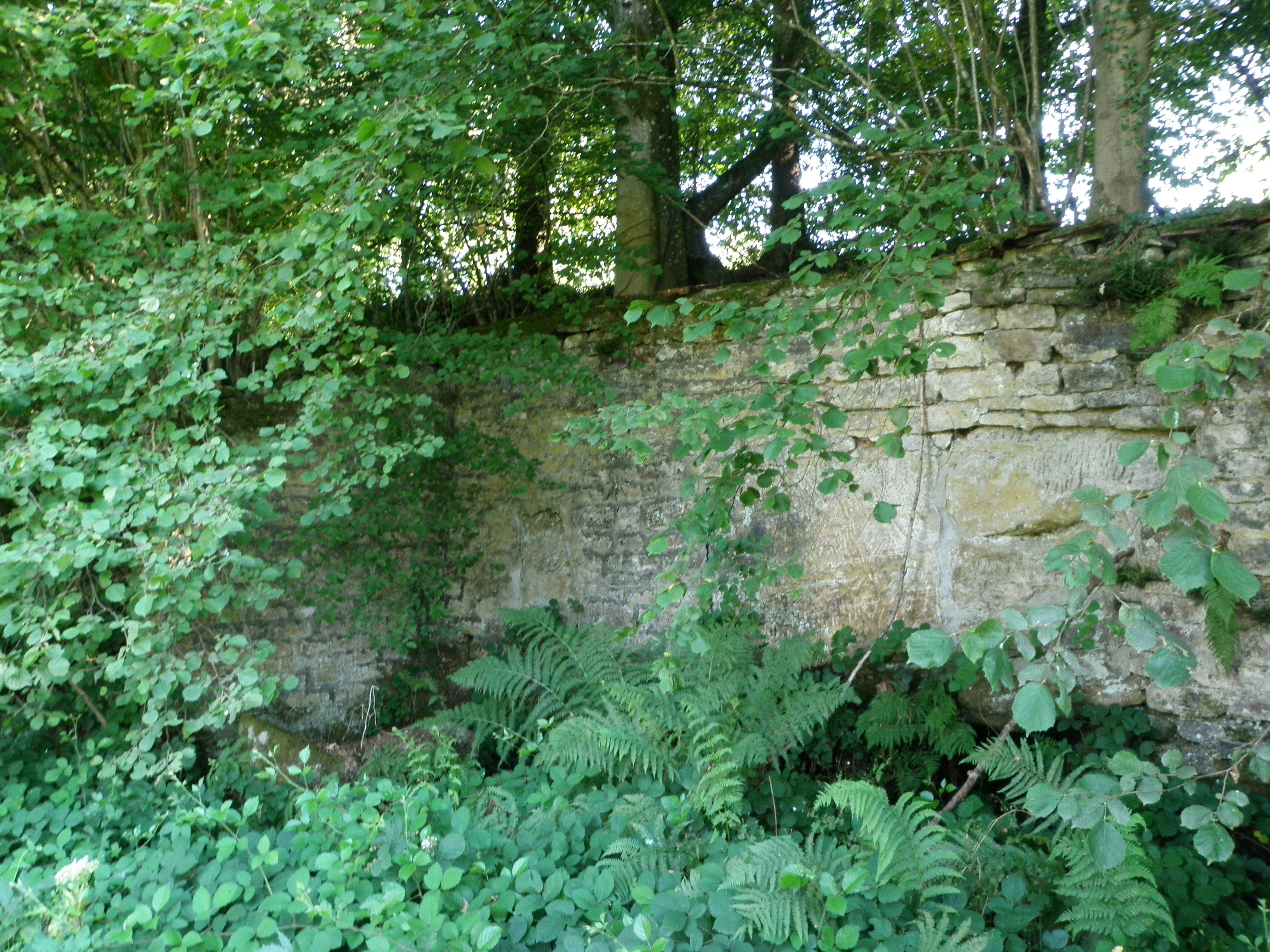
Ruines de la fontaine de Saucenot.
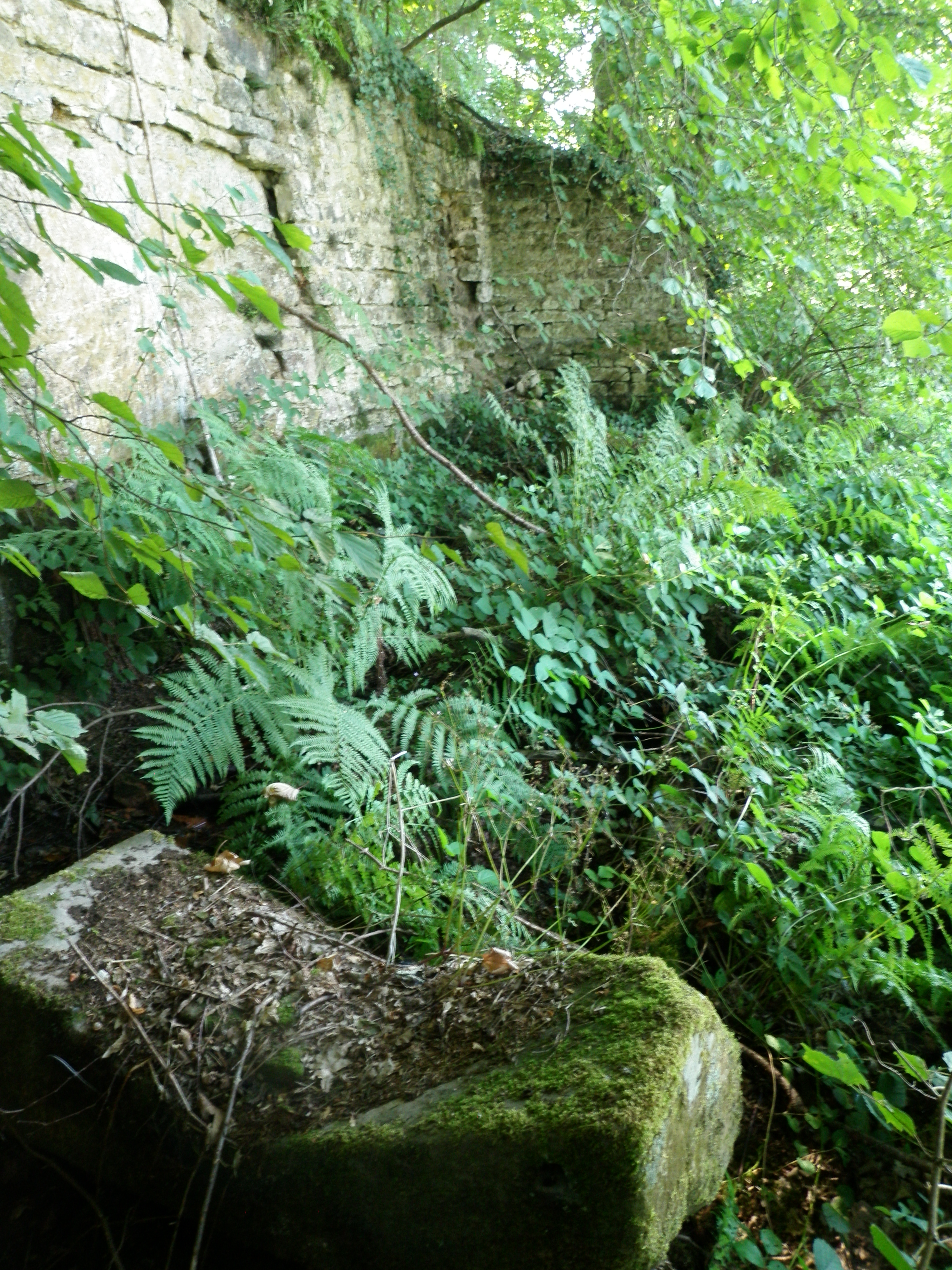
Ruines de la fontaine de Saucenot.
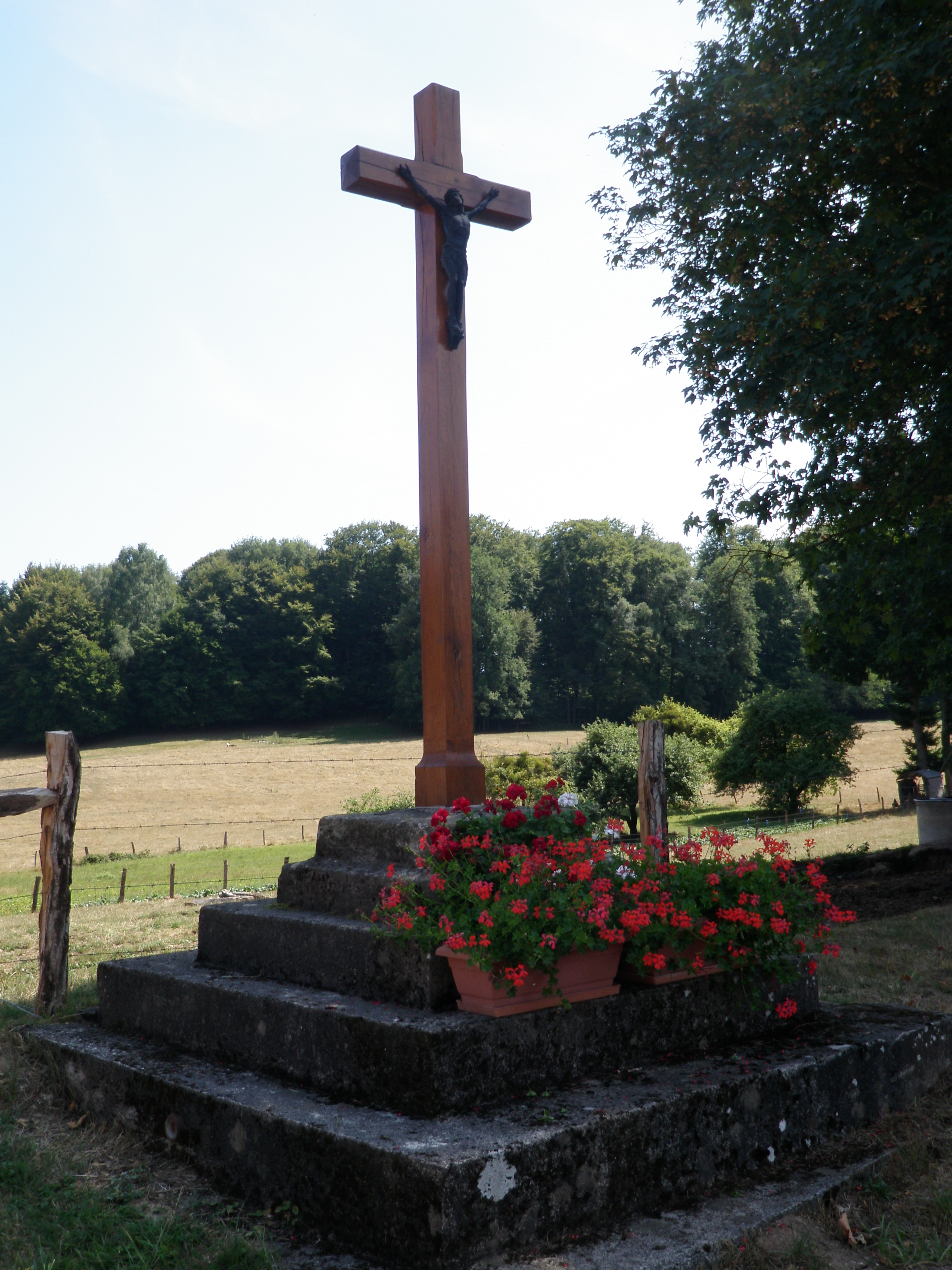
Calvaire de Saucenot.

#### Frison
Le « monument du Cruaulé », construit à proximité de Frison, est édifié à la Mémoire des résistants du 27 août 1944 des communes de Dommartin-aux-Bois, Girancourt et Harol (« Volontaires Héros Martyrs, Honneur et Gloire »). Tous ces jeunes voulaient rejoindre les Forces françaises de l'intérieur et partaient ce jour-là au maquis de Grandrupt-de-Bains pour participer à la libération de la France.
Beaucoup sont capturés le 7 septembre 1944 et déportés dans les camps de Schirmeck, Neckargerach, Dachau, Buchenwald... D'autres réussissent à se cacher et à revenir les jours suivants. Vingt-et-un y ont laissé leur vie et ce mémorial en perpétue le souvenir.
À côté du monument se situe le château d'eau du Cruaulé, un des deux châteaux d'eau de la commune avec celui de Harol. Une antenne SFR le surplombe.

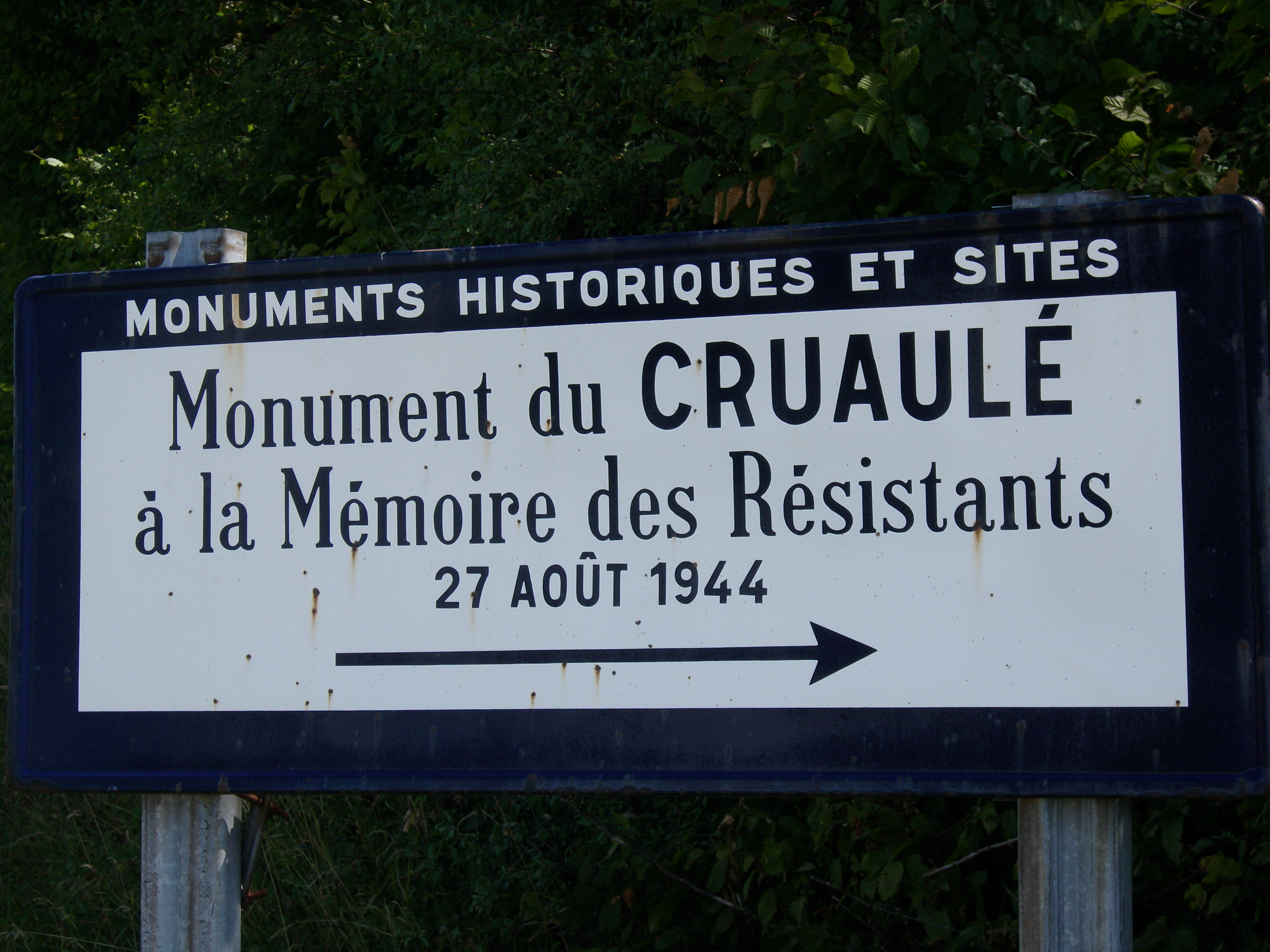
Panneau précédent le monument du Cruaulé.
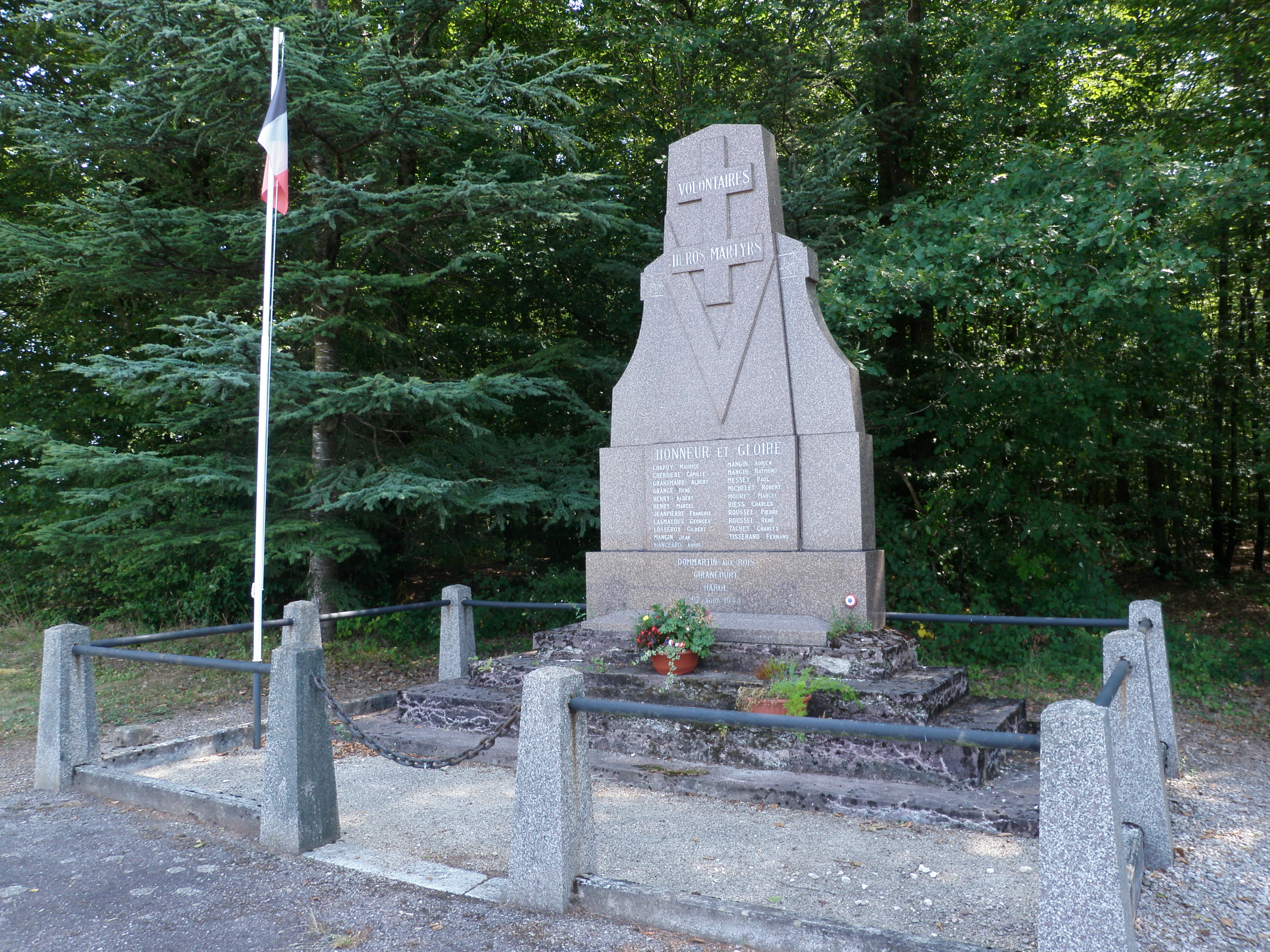
Monument du Cruaulé.
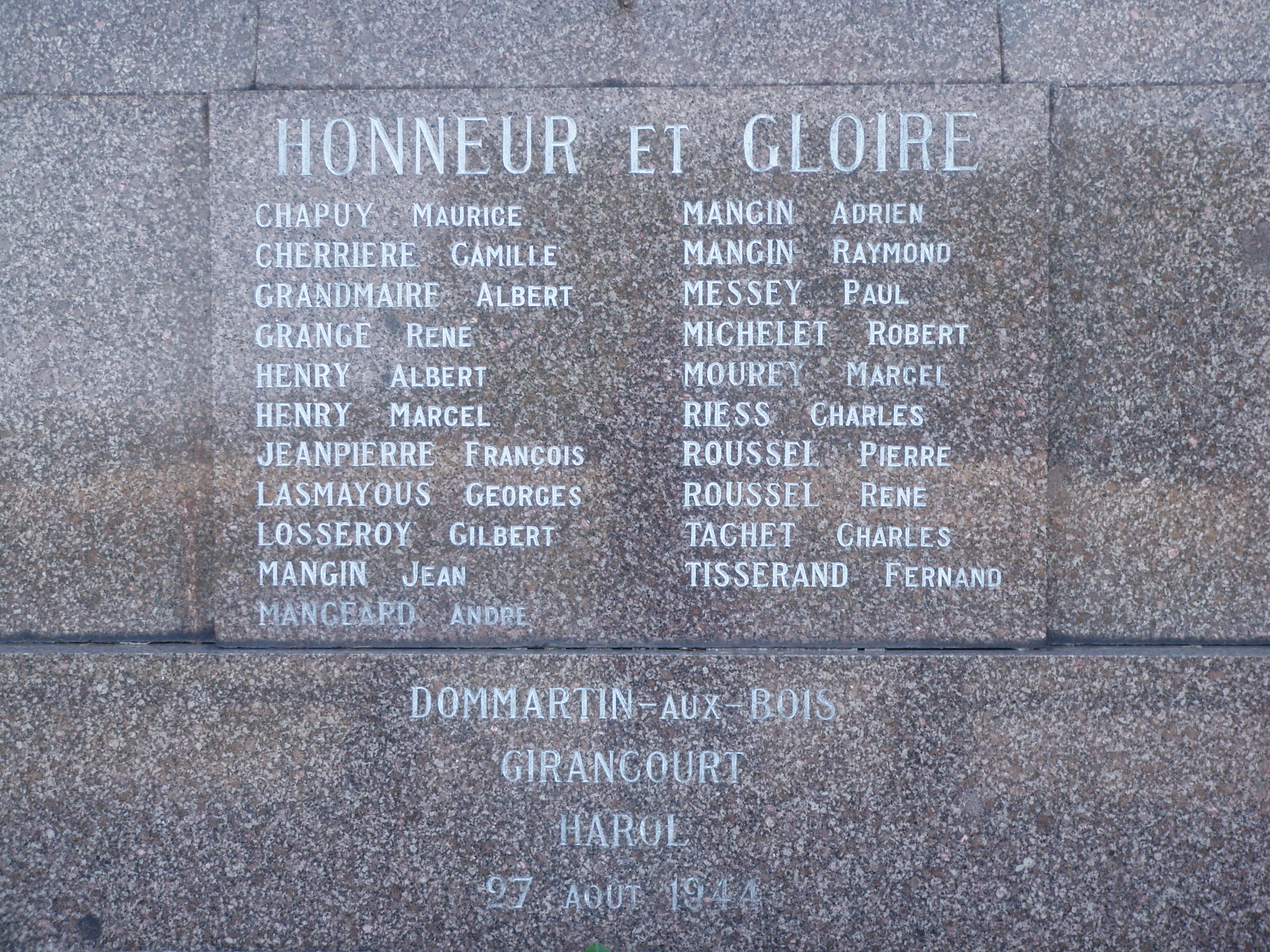
Détail du monument du Cruaulé.
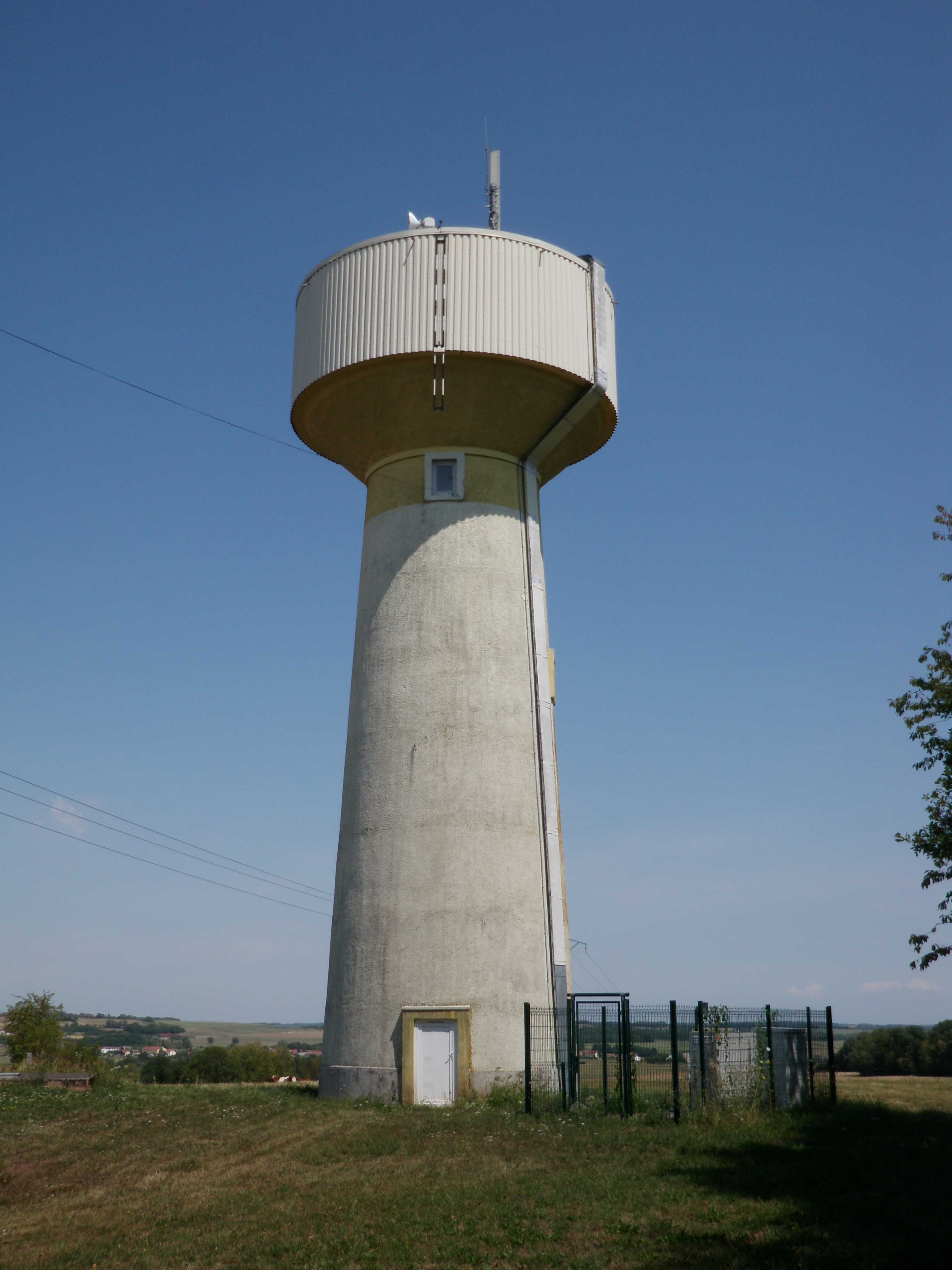
Château d'eau du Cruaulé.

### Personnalités liées à la commune
(janvier 2025).
- Jean-Joseph Grangé (an XII-1867), artisan, inventeur d'une charrue qui porte son nom et qui lui valut de nombreuses récompenses et la croix de la Légion d'honneur[57].

Grangé et sa charrue sont cités dans le Cours d'agriculture de Gasparin (1843, vol. III, p. 161) et dans la Maison rustique du XIXe siècle (1844, vol. I, p. 191-192). On ne sait pas grand-chose de sa vie ; on sait seulement qu'il est né à Harol, qu'il résida à Monthureux-sur-Saône — y créant une ferme modèle en 1834 — et qu'il mourut à Rennes où il s'était retiré.
- Jean Leroy (1887-1975), député et conseiller municipal de Harol sous la Troisième République.
- Guy Desnoyers (1920-2010), prêtre catholique d'Uruffe qui défraya la chronique dans les années 1950 à la suite de son crime odieux sur sa maîtresse et l'enfant qu'elle portait.

À Harol, il avait aidé des prisonniers évadés pendant la Deuxième Guerre mondiale chez son oncle par alliance Émile Marulier, marié avec sa tante Maria Desnoyers. Le père de Guy Desnoyers était originaire du hameau de Puttegney.
- Jean Nicolas Derazey, né le 21 juin 1760 à Harol, décédé le 28 février 1843 à Harol (Saurupt), notaire à Ville-sur-Illon du 19 mars 1784 au 20 avril 1789, reçu avocat au parlement le 29 mai 1786, il est élu administrateur du département des Vosges le 7 mai 1790, puis juge au tribunal du district de Darney le 5 avril 1793, enfin administrateur de ce même district en 1794 et commissaire du directoire exécutif près la municipalité d’Escles en l’an IV. Il est ensuite conservateur des hypothèques à Épinal en 1796 ; il est choisi comme accusateur public près le tribunal civil des Vosges, y est réélu le 12 avril 1798 et maintenu à ce poste en 1800.

Il est créé Chevalier de l’Empire par lettres patentes du 20 février 1800 et le 1er mai 1811 est nommé procureur impérial criminel près la cour d’assises des Vosges et conserve son poste jusqu’en 1814. Favorable au rétablissement des Bourbons, il est élu député des Vosges le 22 août 1815 à la Chambre introuvable. Il siège parmi les modérés. Non réélu en 1816, il est alors conseiller à la Cour d'appel de Nancy.
En 1824, il se retire dans la ferme expérimentale de Saurupt, 239 hectares, qu’il a fondée sur le territoire de Harol. Il était chevalier de la Légion d’honneur (14 juin 1804) et chevalier de Saint-Louis (1814). Il épousa à Jésonville le 12 octobre 1790 Marie Rose Etienne (née le 25 octobre 1772 à Jésonville, décédée le 17 février 1837 à Nancy et inhumée à Jésonville, fille de Jean Etienne, écuyer, chevalier de Saint-Louis, capitaine d’invalides et de Jeanne Françoise De Bonnay).
De cette même famille, originaire de Harol, sont issus les luthiers Jean Joseph Honoré Derazey et son fils Amédée Just Derazey.

### Héraldique, logotype et devise
| Blason de Harol | Blason  | D'argent à un épi de blé de sinople posé en barre entre deux filets en barre de sable, accompagné en chef d'une vache paissant sur une terrasse isolée et adextrée d'un sapin et en pointe un engrenage conique de deux pièces, le tout de sinople (au comble d'argent chargé de l'inscription « HAROL » de sinople). |
| Blason de Harol | Détails | Le statut officiel du blason reste à déterminer. |

## Pour approfondir